# Vechta
Vechta [ˈfɛçta] (plattdeutsch Vechte) ist die Kreisstadt und gleichzeitig mit 33.728 Einwohnern die größte Stadt des gleichnamigen Landkreises im westlichen Niedersachsen sowie eine selbständige Gemeinde. Die als „Reiterstadt“ bekannte Universitätsstadt ist mit Cloppenburg eine der beiden Kreisstädte im Oldenburger Münsterland und wird in der Raumordnung des Landes Niedersachsen als Mittelzentrum geführt. Seit 1994 bildet Vechta mit den Städten Damme, Diepholz und Lohne das sogenannte Städtequartett. Seit 2006 gehört Vechta zur Metropolregion Nordwest.

## Geographie

### Geographische Lage
Vechta liegt im Zentrum des Städtedreiecks Bremen, Oldenburg und Osnabrück. Östlich der Stadt liegt das Große Moor, im äußersten Südosten Vechtas – östlich der Bundesstraße 69 – eines der wenigen verbliebenen Hochmoore. Ein Teil dieses Moores wird in Richtung Westen über den Vechtaer Moorbach entwässert, der in Richtung Hase und Ems weiterfließt und die höher gelegene Ems-Hunte-Geest im Norden von den Ausläufern der Dammer Berge im Süden trennt.

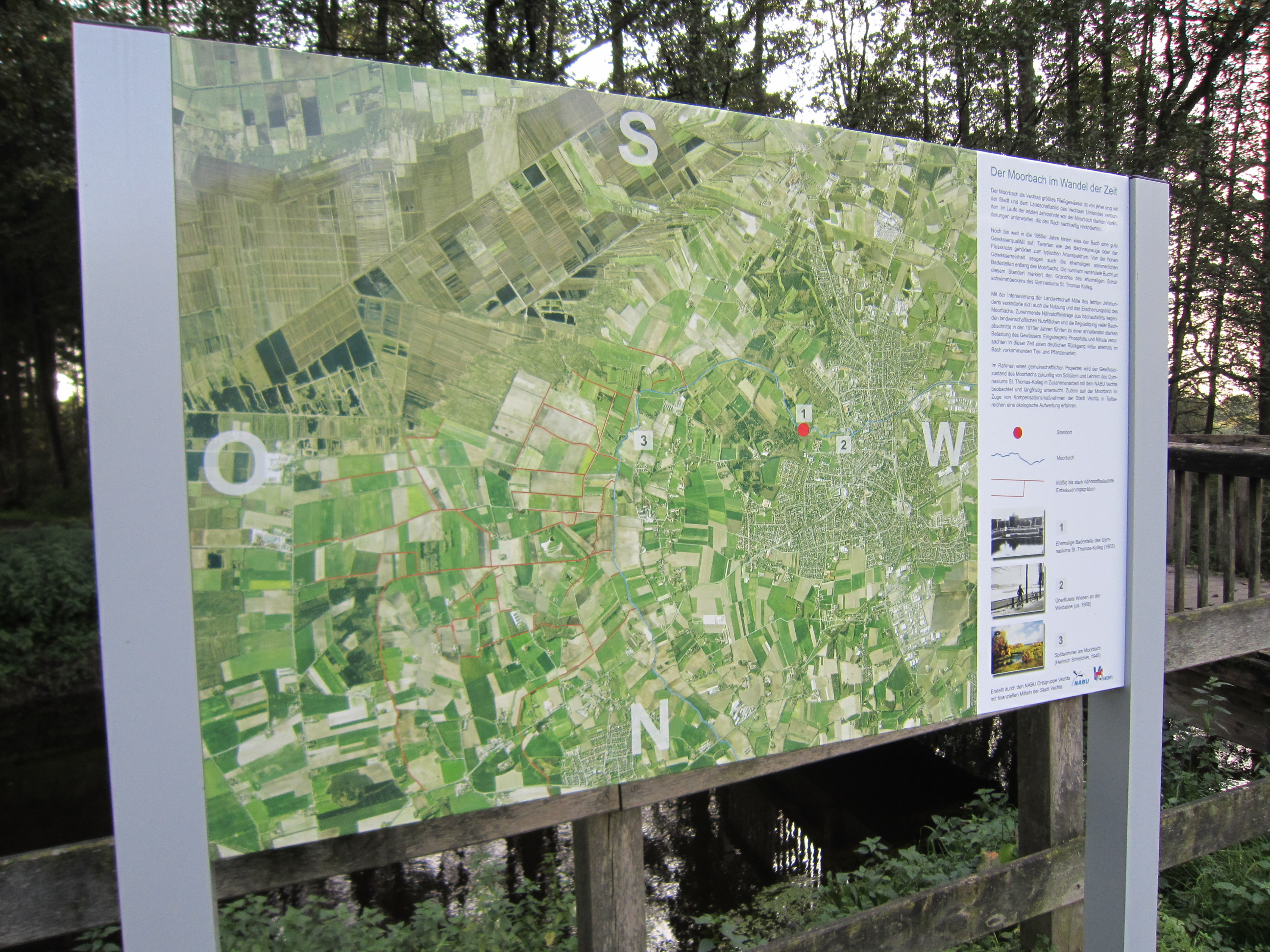
Informationstafel am Vechtaer Moorbach in Füchtel
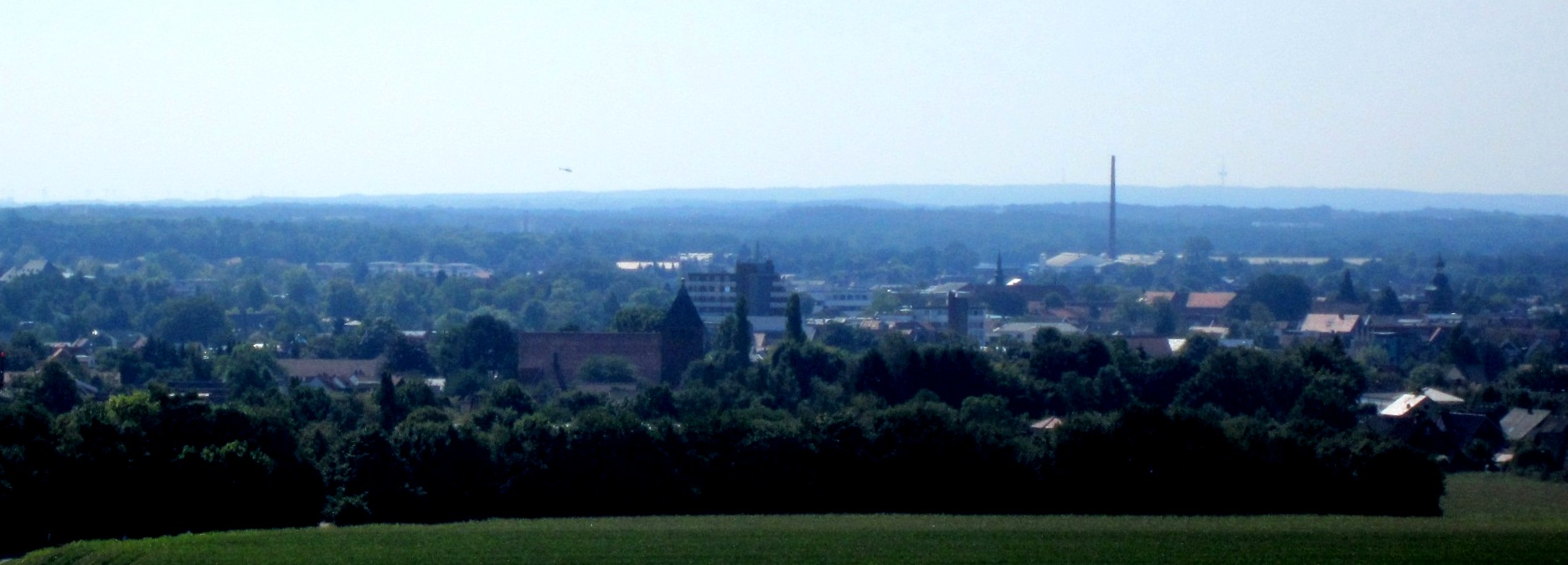
Blick vom Stoppelmarkt-Riesenrad auf Vechta

### Stadtgliederung
Vechta gliedert sich in 15 Stadtteile:
| - Kernstadt - Bergstrup - Calveslage - Deindrup - Hagen I | - Hagen II - Holtrup - Holzhausen - Langförden - Oythe | - Spreda - Stoppelmarkt - Stukenborg - Telbrake - Vardel |

### Nachbargemeinden
Nachbargemeinden sind, beginnend von Norden im Uhrzeigersinn, die Gemeinden Visbek, Goldenstedt und Barnstorf, die Städte Diepholz, Lohne und Dinklage sowie die Gemeinden Bakum, Cappeln und Emstek.
| Emstek (15 km) Cappeln (15 km) | Visbek (12 km) | Goldenstedt (12 km) |
| Bakum (6 km)                   |                | Barnstorf (15 km)   |
| Dinklage (13 km)               | Lohne (8 km)   | Diepholz (15 km)    |

Die Entfernungsangaben beziehen sich auf die Entfernung in Luftlinie zwischen den jeweiligen Ortszentren.

### Geologie und Hydrogeologie
Die Stadt liegt in der Norddeutschen Tiefebene. Das Gebiet um Vechta besteht hauptsächlich aus glazio-fluviatilen Ablagerungen, in erster Linie lehmige und sandige Ablagerungen des Pleistozäns. Bohrungen zeigten, dass die obersten Sedimentschichten eine Mächtigkeit von etwa fünf bis sieben Meter haben. Dieser Schicht unterlagert ist eine zehn Meter starke, lehmige und marlige Sedimentschicht. Sandige Schichten in einer Tiefe von 25 bis 30 Meter bilden einen ertragreichen Aquifer (Leiter) für die Grundwasserförderung. Der oberste Grundwasserleiter befindet sich in einer Tiefe von zwei bis sechs Metern.

## Klima
In Vechta herrscht ein durch feuchte Nordwestwinde von der Nordsee beeinflusstes gemäßigtes Seeklima mit milden Wintern, warmen Sommern und ganzjährig gleichmäßig verteilten, mäßigen Niederschlägen. Die Sommer sind häufig trocken und sonnig, während im Winter gelegentlich Schnee fällt.
Im Jahre 2023 betrug die durchschnittliche Temperatur 11,2 °C. Sie ist tendenziell steigend. Sie betrug in den letzten zehn Jahren durchschnittlich 10,6 °C und in den letzten 100 Jahren waren es durchschnittlich 9,2 °C.
Zwischen Mai und August kann mit durchschnittlich 20–25 Sommertagen (klimatologische Bezeichnung für Tage, an denen die Maximaltemperatur 25 °C übersteigt) gerechnet werden.
Es gibt je nach Messmethode und Definition durchschnittlich etwa 1627–2275 Sonnenstunden pro Jahr.
Es fällt jährlich ca. 700 mm Niederschlag.

## Geschichte
Chronik der Zugehörigkeit:
- von 1070 (erste urkundliche Erwähnung) bis 1252 Grafschaft Ravensberg
- von 1252 bis 1647 Hochstift Münster
- von 1647 bis 1654 Besatzung durch Schweden
- von 1654 bis 1803 Hochstift Münster
- von 1803 bis 1806 Herzogtum Oldenburg
- von 1806 bis 1810 Herzogtum Oldenburg im Rheinbund
- von 1810 bis 1814 Kaiserreich Frankreich, Département de l’Ems-Supérieur
- von 1814 bis 1867 (bzw. als Teilstaat bis 1918) Großherzogtum Oldenburg
- von 1867 bis 1871 Norddeutscher Bund
- von 1871 bis 1945 Deutsches Reich
- von 1918 bis 1945 Freistaat Oldenburg (als Teilstaat des Deutschen Reichs, ab 1933 Teil des NS-Staates)
- von 1945 bis 1949 Britische Besatzungszone Deutschlands
- seit 1946 Land Niedersachsen (ab 1949 als Teilstaat der Bundesrepublik Deutschland)
- seit 1949 Bundesrepublik Deutschland

Die Rheinische Straße als Handelsweg verlief im Mittelalter von Osnabrück kommend in nördlicher Richtung ab Lohne westlich am Fuße der Dammer Berge und überquerte die Niederung beiderseits des Vechtaer Moorbachs zwischen dem Stauchendmoränenzug der Dammer Berge im Süden und der Cloppenburger Geestplatte im Norden an der schmalsten und damals einzig passierbaren Stelle. Dieser wichtige Übergang über den sumpfigen Vechtaer Moorbach ist schon für das Jahr 851 urkundlich erwähnt. Der Handelsweg führte über die Hafenstädte Bremen und Hamburg zur Ostseestadt Lübeck.
Der Bischof Benno I. von Osnabrück sorgte ab 1060 für einen Ausbau der Straße, so dass die Rheinische Straße an Bedeutung zunahm.
1076/1077 kam es zum so genannten Osnabrücker Zehntstreit zwischen Osnabrück und den Klöstern Corvey und Herford. Bischof Benno II. von Osnabrück entschied den Streit für sich und erhielt dabei auch den Zehnten von Vechta sowie die damit verbundene Judikative. An der Furt baute er um 1080 die erste Burg Vechtas. Im Schutze der Burg wuchs die ursprüngliche Siedlung und erhielt das Osnabrücker Stadtrecht sowie das damit verbundene Zoll-, Münz- und Marktrecht.
Das als Reichslehen an die Herrschaft Vechta vergebene Zoll-, Münz- und Marktrecht ging im 12. Jahrhundert vom Bischof von Osnabrück an die Grafen von Calvelage über, die sich ab 1140 die Grafen von Ravensberg nannten.
Im Jahre 1252 verkauften die Gräfin Sophie und ihre Tochter Jutta das Reichslehen an das Hochstift Münster für 40.000 Mark, heutiger geschätzter Geldwert rund 20 Millionen Euro. Es wurde Sitz eines münsterschen Amtmanns.
Infolge einer Fehde zwischen dem Bischof von Münster und dem Grafen von Oldenburg wurden die Stadt und die Burg Vechta 1538 von oldenburgischen Truppen durch Feuer weitgehend zerstört.
Zur Zeit der Reformation war unter Bischof Franz von Waldeck Vechta rund 70 Jahre von 1543 bis 1613 lutherisch geprägt. In jener Zeit wirkte in dieser Region der evangelische Reformator Hermann Bonnus. Im Zuge der Gegenreformation unter Bischof Ferdinand von Bayern wurde die Region rekatholisiert.
Im Dreißigjährigen Krieg litt Vechta schwer. Bis zum Jahre 1654 dauerte die schwedische Besatzung, deren Ende durch eine Prozession zu Christi Himmelfahrt bis heute in der Stadt gedacht wird. Ferner zeugen zwei gut sichtbare Kanonenkugeln an der Nordseite des Kirchenschiffes der Propsteikirche davon. Ab 1640 bauten die Franziskaner in Vechta eine Klosteranlage und gründeten eine Lateinschule. Aus dieser ging 1719 das Gymnasium Antonianum hervor.
1684 zerstörte ein Großbrand große Teile Vechtas. Auf den darauf folgenden Neuaufbau geht der heutige Grundriss der Stadt zurück. Der Brand bot einen Anlass, die Burg endgültig aufzugeben; sie wurde 1689 abgerissen. Die Funktion der Burg als Wehranlage nahm die Zitadelle ein. Im Zuge des Siebenjährigen Krieges erwies sich jedoch ihre Nutzlosigkeit: ohne Schwertstreich wurde sie am 1. April 1758 an die feindlichen Hannoveraner übergeben. Auch die Zitadelle wurde 1769 geschleift.

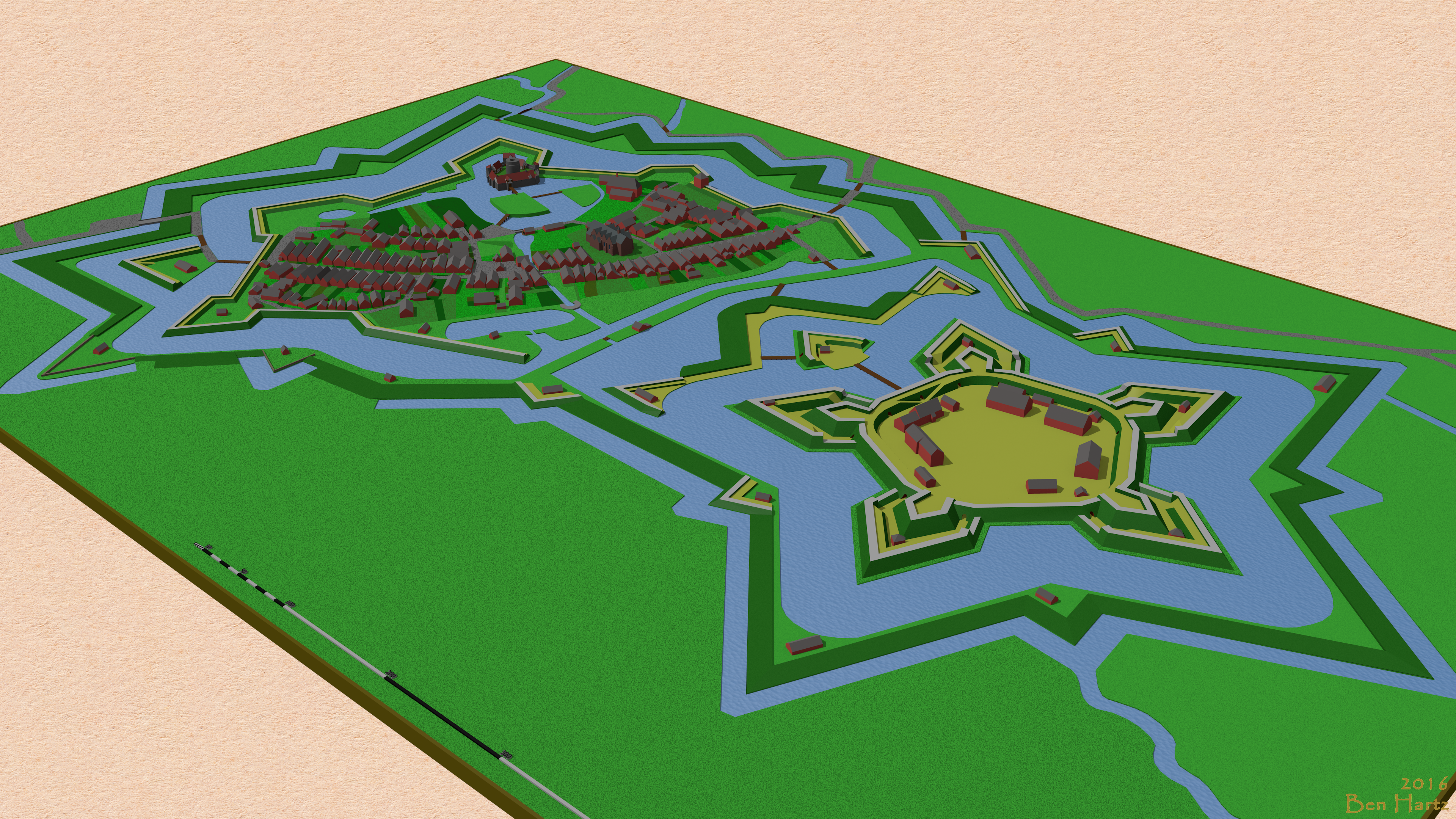
Vechta 1684, vor dem Brand
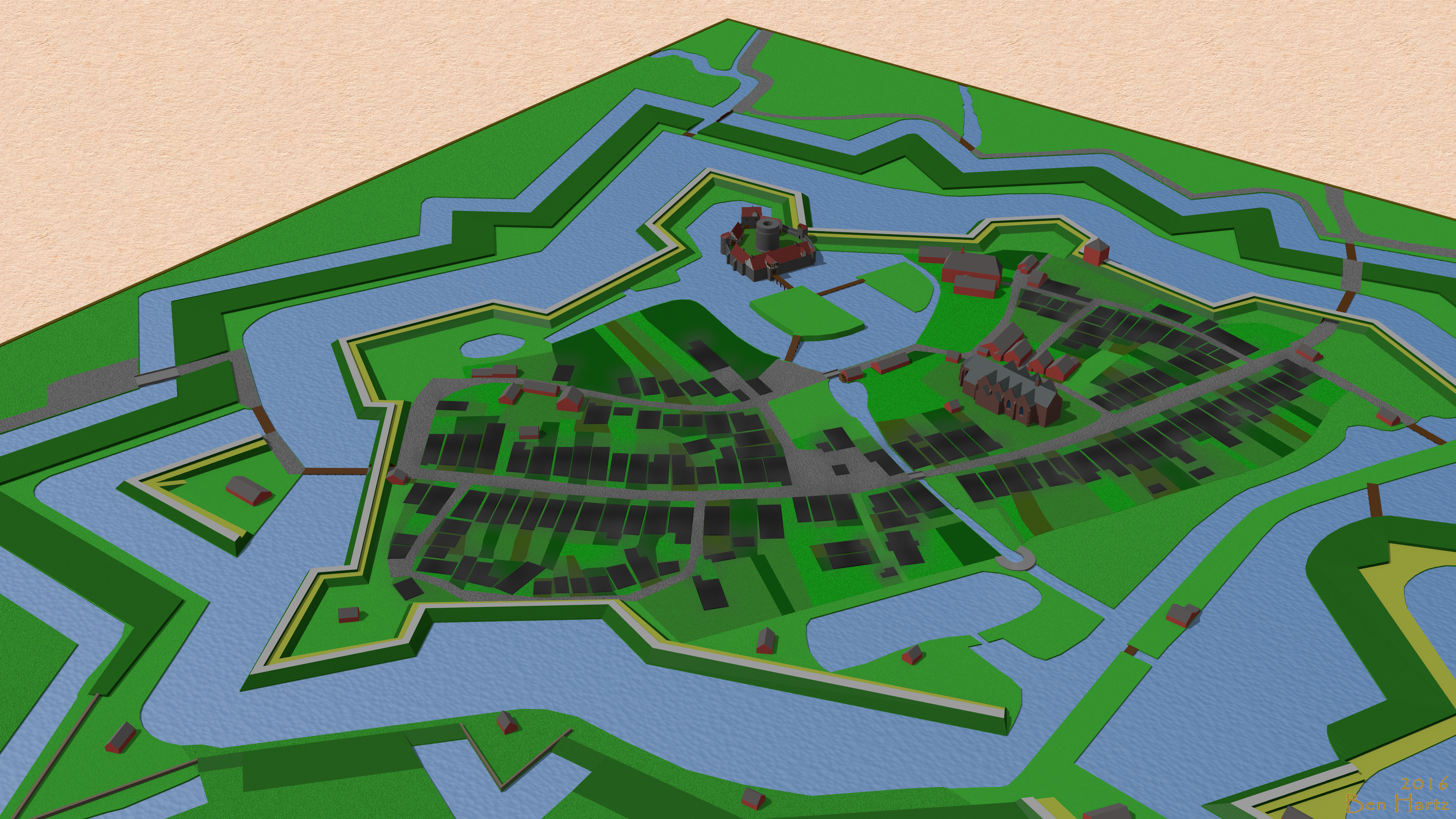
Zerstörung durch den Brand am 8. August 1684
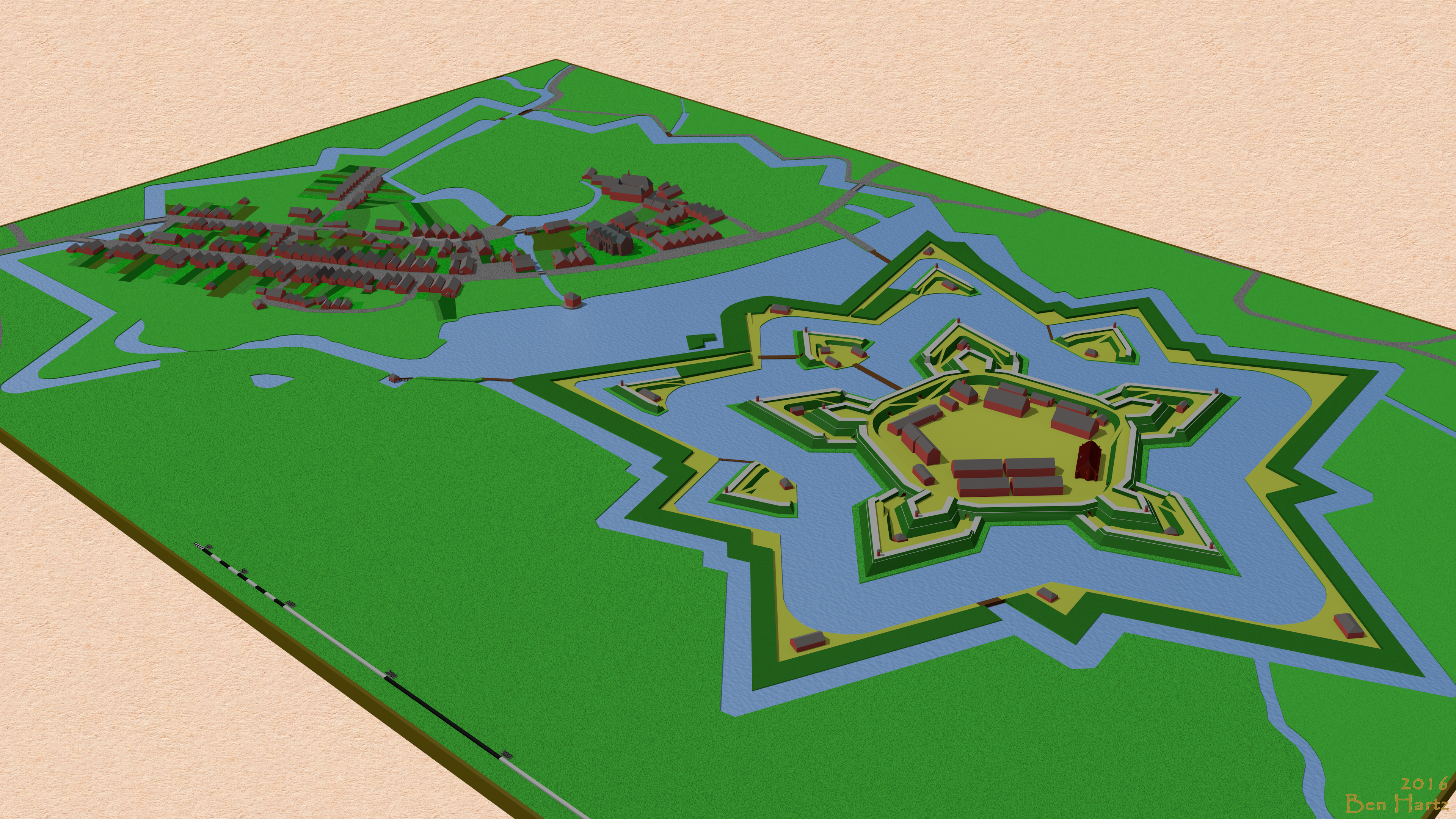
Vechta nach 1705
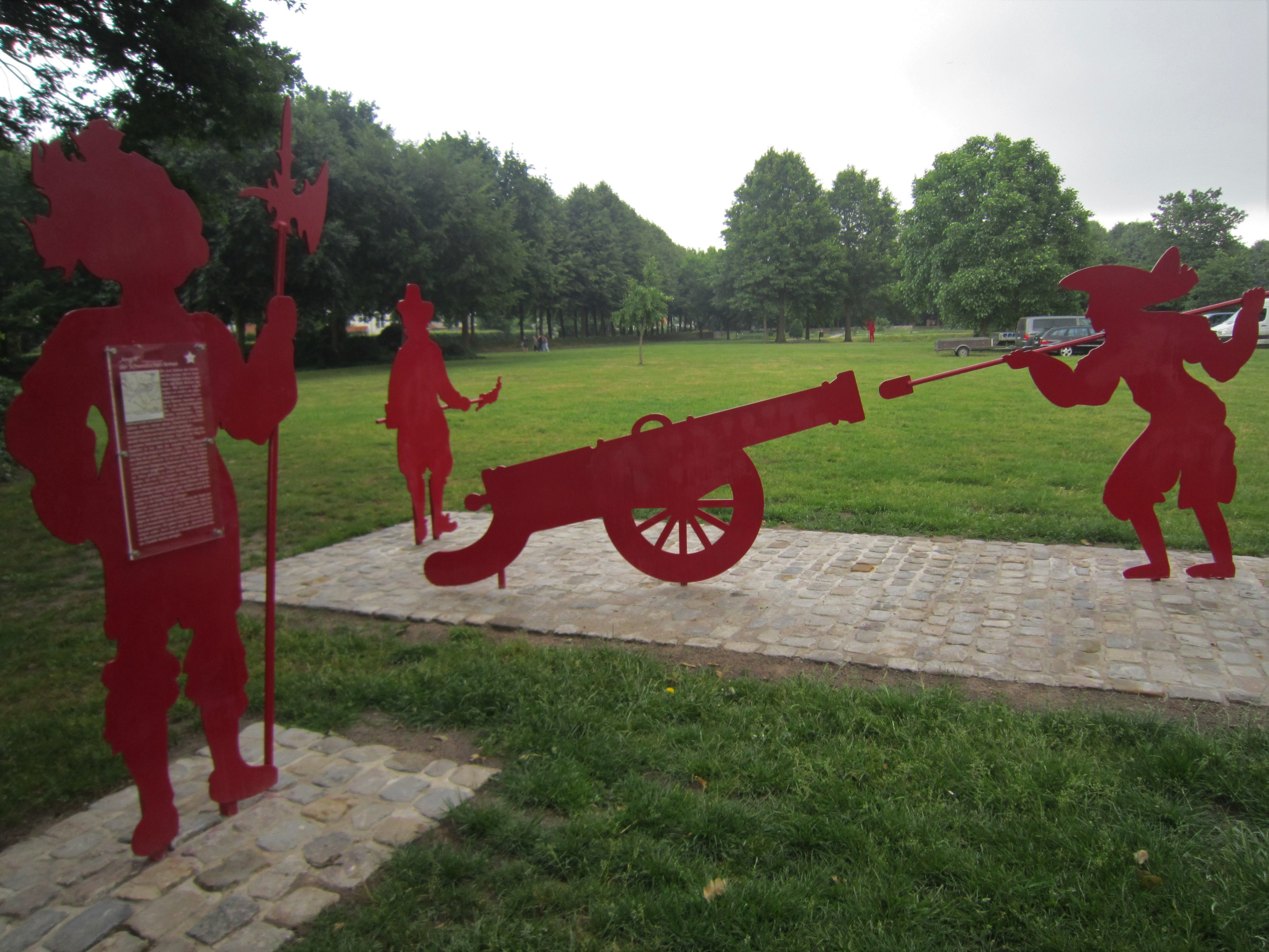
Nie eingetretenen Lage, Darstellung im Zitadellenpark: Beschießung der Zitadelle durch schwedische Truppen

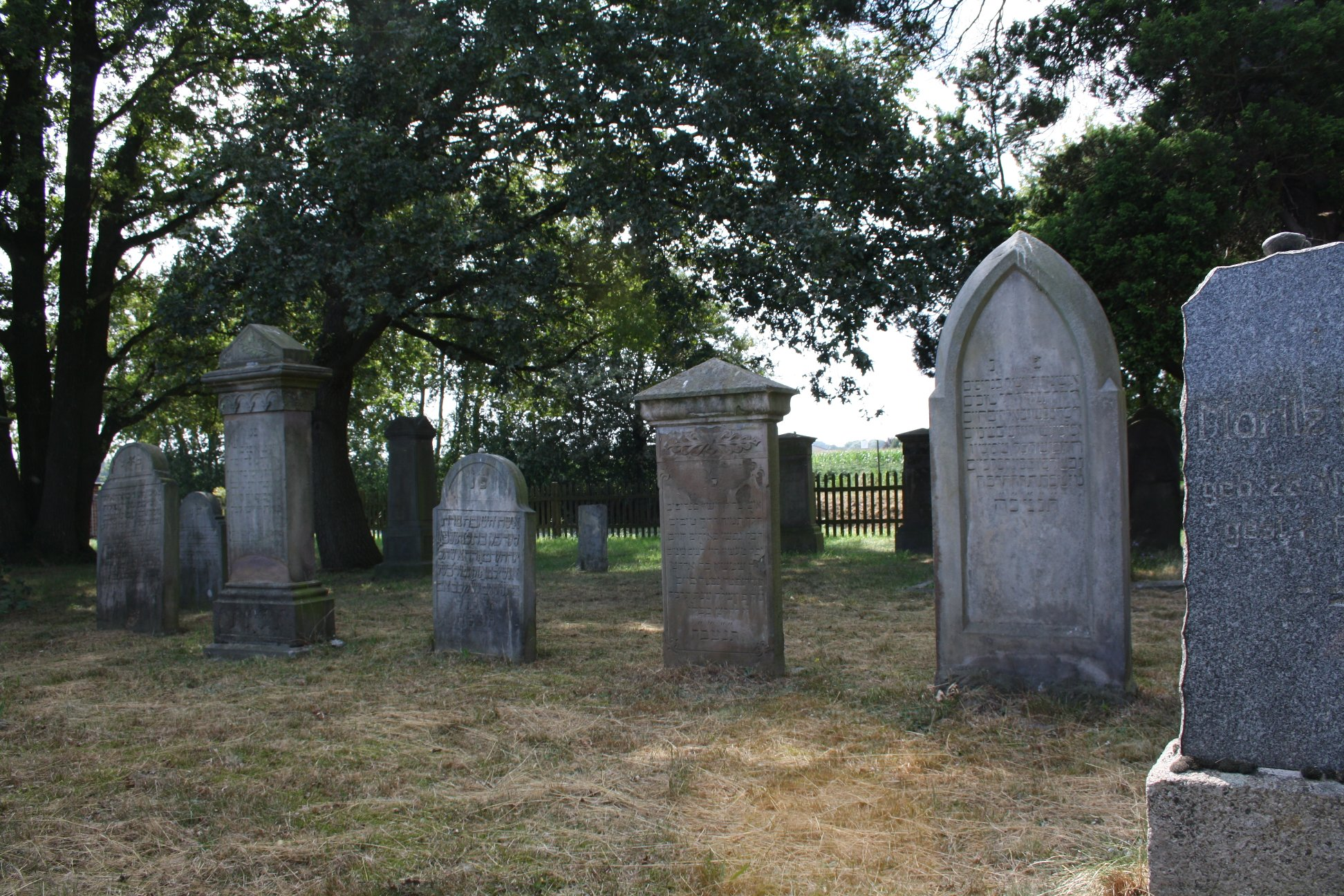
Jüdischer Friedhof

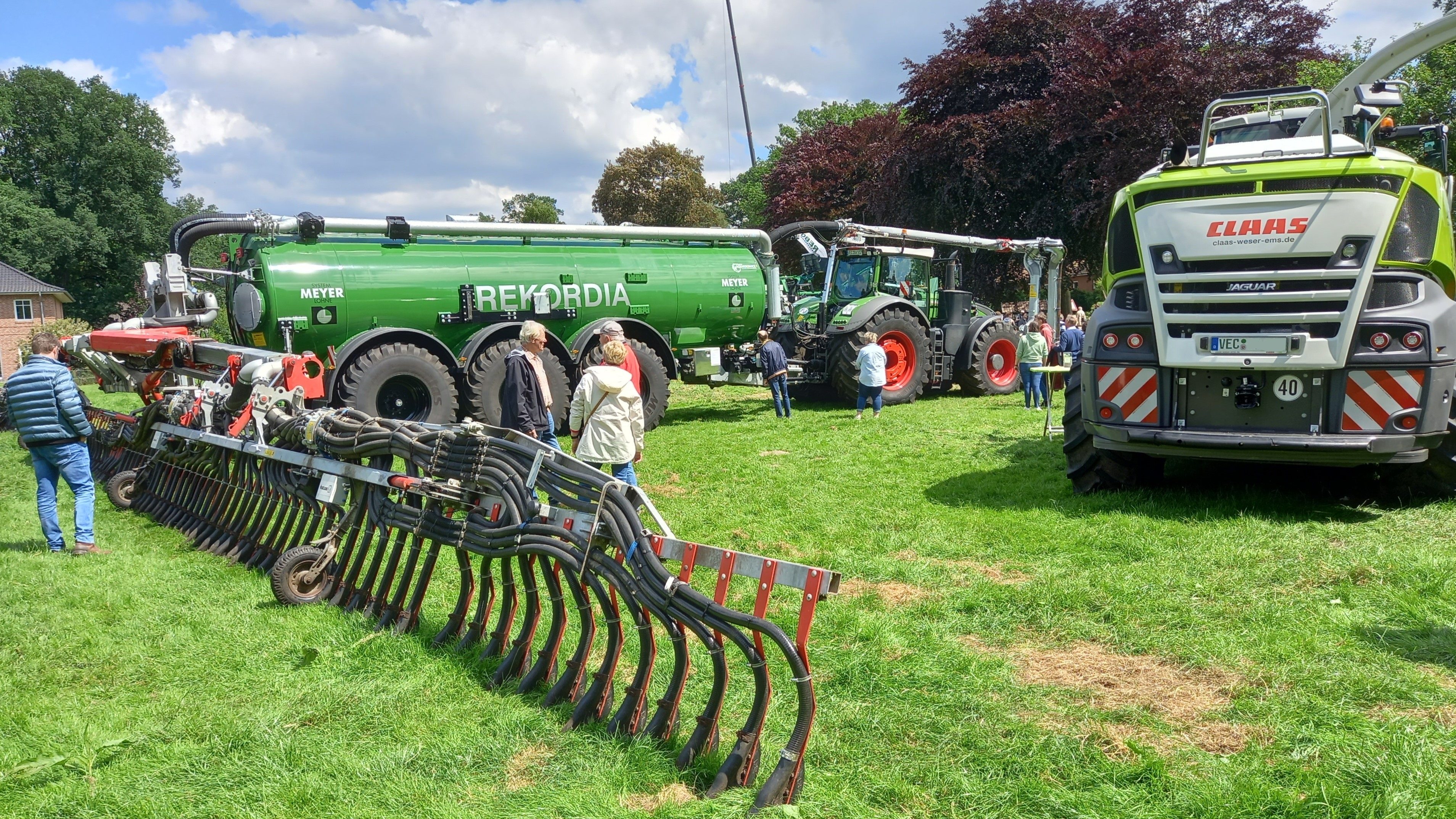
Landmaschinenschau am Tag des offenen Hofes in Holtrup

1803 kam das Amt Vechta an das Herzogtum Oldenburg. Zwar gab es von 1811 bis 1813 ein Intermezzo in Gestalt der Franzosenherrschaft über Nordwestdeutschland und damit auch über Vechta, während der das Franziskanerkloster aufgehoben wurde; unmittelbar nach der Zeit wurde allerdings die Herrschaft Oldenburgs über Vechta bestätigt. Bis zum Ende der Monarchie 1918 blieb Vechta Teil des Großherzogtums, wurde anschließend Teil des Freistaates Oldenburg und kam 1946 zum neugebildeten Land Niedersachsen.
Während der Novemberpogrome 1938 wurde die seit 1825 bestehende Synagoge in der Juttastraße durch die Nationalsozialisten zerstört und der jüdische Friedhof am Visbeker Damm verwüstet. 1948 wurde der Friedhof auf Anordnung der Militärregierung wiederhergestellt. Hierfür wurden auch Frauen des Gefängnisses in Vechta eingesetzt. Seit 1981 erinnert und mahnt ein Gedenkstein an der Ecke Juttastraße/Klingenhagen/Burgstraße an die zerstörte Synagoge. Er entstand durch den Vechtaer Künstler Albert Bocklage und zeigt den Davidstern, das hebräische Wort für „Frieden“ sowie die Inschrift „In dieser Straße stand die Synagoge, das Gotteshaus unserer jüdischen Mitbürger, frevelhaft geschändet am 9. November 1938. Zur Erinnerung und Mahnung“. Zwischen 2009 und 2011 wurden für die Vechtaer Opfer des Nationalsozialismus 21 Stolpersteine verlegt.
Am 9. Juni 2024 waren fünf nebeneinander gelegene Höfe in Holtrup Ort der Zentralveranstaltung des niedersachsenweiten „Tags des offenen Hofes“.

### Die Burg
Bei einer archäologischen Ausgrabung in den Jahren 2005 bis 2006 wurden die Überreste der Burg Vechta freigelegt. Zahlreiche Funde aus dem Mittelalter und der Frühneuzeit kamen dabei ans Tageslicht, u. a. eine Knochenflöte und eine Arkebuse. Die Burg Vechta gehörte zum Typus der Tieflandburg. Ihre Erscheinungsform war mittelalterlicher Prägung. Möglicherweise hat es sich außerdem um einen Gräftenhof des Zwei-Insel-Typus gehandelt, um eine Anlage, wie sie Westfalen in reicher Fülle hervorgebracht hat – als Beispiel seien Burg Hülshoff, Darfeld, Havixbeck, Drensteinfurt und Kemnade genannt. Ein Großteil der Funde kann im Museum im Zeughaus besichtigt werden.

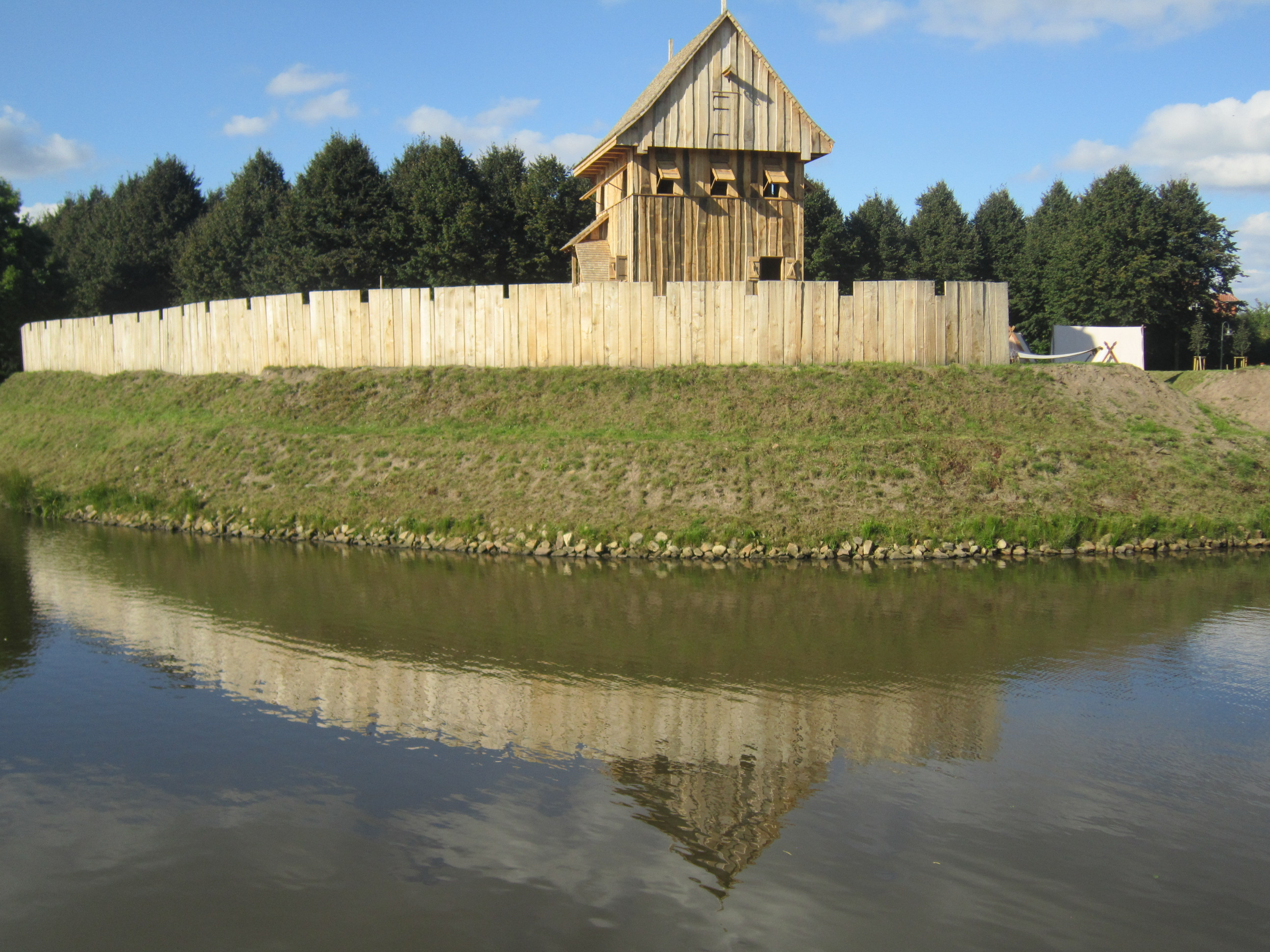
Burgturm des Castrum Vechtense auf einer von drei neu geschaffenen Inseln im Zitadellenpark

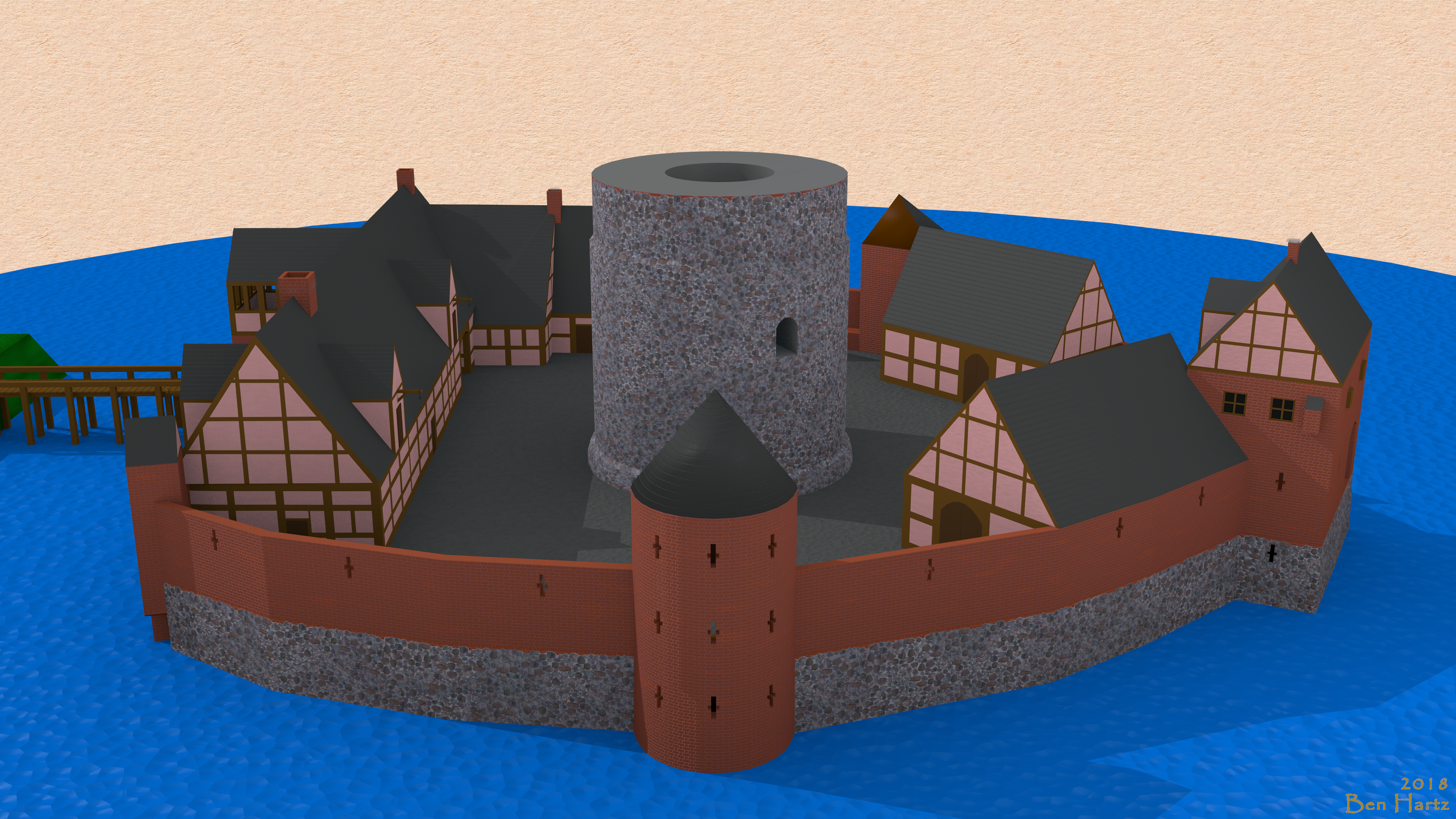
Amtshaus Vechta, 1689

Auf der Burg lebten seit Anfang des 14. Jahrhunderts die Elmendorff, deren Stammsitz 1421 Gut Füchtel wurde. Letzte dieser Familie auf Füchtel und Welpe war Cäcilie Freiin von Elmendorff, die Heinrich von Droste zu Hülshoff, einen Neffen der Dichterin Annette von Droste-Hülshoff, heiratete – die Familie Droste zu Hülshoff war bereits 1770 kurz im Besitz des benachbarten Gutes Welpe gewesen. Über deren Tochter Maria-Anna (1866–1947), die Ferdinand Graf von Merveldt ehelichte, kamen Füchtel und Welpe an diese Familie, die diese Güter heute noch besitzt.
Das Zentrum für Experimentelles Mittelalter rekonstruiert auf drei Inseln die Burg Vechta als „Castrum Vechtense“. Im Herbst 2010 bewilligte der Verwaltungsausschuss der Stadt Vechta den Etat für das erste Modul: einen hölzernen Burgturm mit Palisade sowie die Infrastruktur einer Drei-Insel-Burganlage. Mit den Bauarbeiten wurde im April 2012 begonnen. Der Burgturm wurde am 28. September 2013 eingeweiht.

### Strafvollzug in Vechta

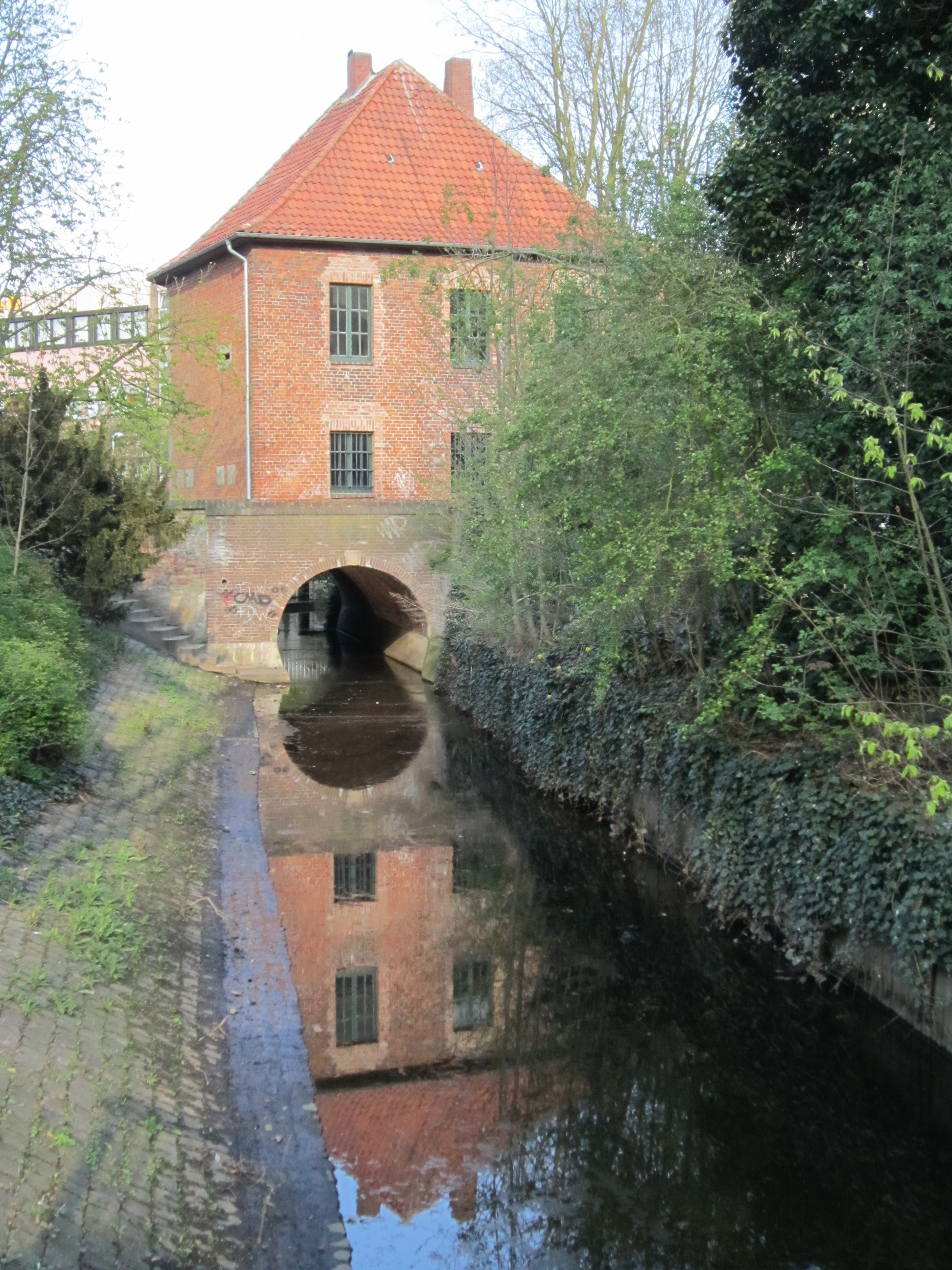
Kaponier

Vechta hat eine rund 900-jährige Gefängnistradition, die um 1100 mit dem Verlies auf der Burg begann. Als Gefängnis diente auf der Festung das Kaponier. Nach dem Anschluss der Stadt an das Herzogtum Oldenburg im Jahr 1813 verlegten die neuen Landesherren ihren Strafvollzug nach Vechta.
Das Zeughaus wurde ab 1816 sofort als Zwangsarbeitshaus für Frauen benutzt. Etwa zur selben Zeit wurde das ehemalige, seit 1812 leerstehende Franziskanerkloster zum Gefängnis umgewidmet. 1863 entstand das „Weibergefängnis“ (heutige Adresse: Zitadelle 2). 1904 kam als letzter Bau der Gebäudekomplex an der Willohstraße dazu. Bis 1933 wurden die Einrichtungen als Zuchthaus, Arbeitshaus und Gefängnis im Männervollzug und Männerjugendvollzug, im Frauenvollzug und Frauenjugendvollzug genutzt.
Der nationalsozialistische Vizepräsident des Landtags von Oldenburg kündigte am 23. März 1933 die Errichtung eines Konzentrationslagers im Land Oldenburg nach dem Vorbild des KZ Dachau an. „Schutzhaftgefangene“ aus dem Land Oldenburg wurden aus dem Regelstrafvollzug herausgenommen und in das damals leerstehende Gebäude des Frauengefängnisses an der Bahnhofstraße, heute Zitadelle 2, verbracht. Am 10. Juli 1933 wurden die ersten „Schutzhäftlinge“ in den Bau verlegt. Im November 1933 erreichte die Belegung mit 113 Männern ihren Höchststand. Überwiegend handelte es sich um Kommunisten aus dem Land Oldenburg. Durch die Korrektheit des Gefängnisdirektors Friedrich Fischer wurde verhindert, dass sich das KZ zu einem „Schreckenslager“ entwickelte. Ab dem Frühjahr 1934 wurde die Schließung des KZ geplant, da wegen der inzwischen stabilisierten politischen Lage im Land Oldenburg dort kein eigenes KZ mehr benötigt wurde. Ab dem 1. April 1935 wurde das Gebäude an der Bahnhofstraße als reguläres Männergefängnis genutzt.
Der Standort Zitadelle 2 wurde im weiteren Verlauf der nationalsozialistischen Herrschaft als Arbeitslager für französische und belgische Frauen, nach dem Zweiten Weltkrieg bis 1956 als Frauenjugendgefängnis, dann als Jugendgefängnis bzw. Jugendarrestanstalt und seit 2009 wieder als JVA für Frauen genutzt. Im Zeughaus wurden nach dem Zweiten Weltkrieg jugendliche Strafgefangene untergebracht. Neben dem Zeughaus wurden in den 1950er Jahren in einer parkähnlichen Anlage mehrere Gebäude neu errichtet, die bis zur Schließung des Jugendgefängnisses „Jugendlager Falkenrott“ genannt wurden. Heute wird der Standort Zitadelle 17 als „Offene Abteilung Falkenrott der JVA für Frauen“ betrieben.

### Eingemeindungen
- Im Jahr 1933 wurde die Gemeinde Oythe in Vechta eingegliedert.[22]
- Am 1. März 1974 wurde die Gemeinde Langförden eingegliedert.[23]

### Einwohnerentwicklung
Die Bevölkerung in Vechta ist seit 1890 gewachsen. Die Zahl der Einwohner stieg nach dem Zweiten Weltkrieg durch Flüchtlinge und Vertriebene von 8095 im Jahr 1939 auf 13.097 im Jahr 1950 und im Zuge der Öffnung der Grenzen nach Ostdeutschland und Osteuropa von 23.200 im Jahr 1990 auf 31.156 im Jahr 2007 besonders stark. Diese Wachstumsschübe sind Ergebnis einer „Magnetwirkung“: Menschen aus ehemals kommunistisch regierten Staaten nutzten die Chance, ein neues Leben im Westen Deutschlands zu beginnen. Attraktiv waren dabei wie im Fall Vechtas vor allem Städte und Gemeinden, in denen es bereits Menschen gleicher geografischer Herkunft gab. Der positive Wanderungssaldo wurde durch Menschen aus dem In- und Ausland (Arbeitsmigranten) verstärkt, die in Vechta (bessere) Arbeit suchten und fanden, sowie durch Flüchtlinge und Asylbewerber bzw. -berechtigte.
Dass ein Rückgang der Zahl der Einwohner Vechtas in langfristiger Betrachtung die Ausnahme ist, liegt an der konstant (im Vergleich zu Niedersachsen und Deutschland) relativ hohen Geburtenziffer mit der Folge eines Geburtenüberschusses.

Einwohnerentwicklung von Vechta von 1890 bis 2017

Einwohnerentwicklung in Zahlen:
| Jahr | Einwohner |
| ---- | --------- |
| 1890 | 2.188     |
| 1905 | 3.895     |
| 1910 | 4.373     |
| 1933 | 7.280     |
| 1939 | 8.095     |
| 1950 | 13.097    |
| 1961 | 13.460    |
| 1970 | 15.715    |
| 1973 | 18.320    |

| Jahr | Einwohner |
| ---- | --------- |
| 1974 | 22.012    |
| 1977 | 22.133    |
| 1980 | 23.000    |
| 1990 | 23.200    |
| 1995 | 25.616    |
| 2000 | 27.832    |
| 2005 | 30.061    |
| 2007 | 31.156    |
| 2008 | 30.998    |

| Jahr | Einwohner |
| ---- | --------- |
| 2009 | 31.250    |
| 2010 | 31.516    |
| 2011 | 30.423    |
| 2012 | 30.770    |
| 2013 | 30.944    |
| 2014 | 31.352    |
| 2015 | 31.558    |
| 2016 | 32.179    |
| 2017 | 32.201    |

| Jahr | Einwohner |
| ---- | --------- |
| 2018 | 32.433    |
| 2019 | 32.863    |
| 2021 | 33.309    |
| 2022 | 33.769    |

## Religion

### Konfessionsstatistik
Laut der Volkszählung 2011 waren 57,7 % römisch-katholisch, 20,3 % der Einwohner evangelisch, und 22,0 % waren konfessionslos, gehörten einer anderen Glaubensgemeinschaft an oder machten keine Angabe. Die Zahl der Katholiken und Protestanten ist seitdem gesunken. Ende 2014 hatte Vechta 56 % Katholiken, 21 % Protestanten während 23 % der Bevölkerung entweder anderen Glaubensbekenntnisses oder ohne Konfessionszugehörigkeit waren. Im Jahr 2023 waren 45,9 % der Menschen katholisch und 16,4 % evangelisch, während 37,7 % der Bevölkerung entweder anderen Glaubensbekenntnisses oder ohne Konfessionszugehörigkeit waren, darunter 9,0 % Muslime.

### Christentum
Die Bevölkerung Vechtas ist überwiegend katholisch. Auf dem Gebiet der Stadt Vechta befinden sich die Propsteikirche St. Georg, die Klosterkirche zum Heiligen Joseph (die seit 1818 als Simultankirche und als Anstaltskirche der JVA für Frauen genutzt wird), die Kirche Maria Frieden, die Kirche St. Marien in Oythe sowie die Pfarrkirche St. Laurentius in Langförden. Seit 2014 befindet sich in der Nähe des Universitäts-Campus die ökumenische Kirche am Campus für katholische und evangelische Studierende. Auf dem Gebiet der katholischen Pfarrgemeinde St. Mariä Himmelfahrt liegt das Bischöflich Münstersche Offizialat mit dem Sitz des Bischöflich Münsterschen Offizials.

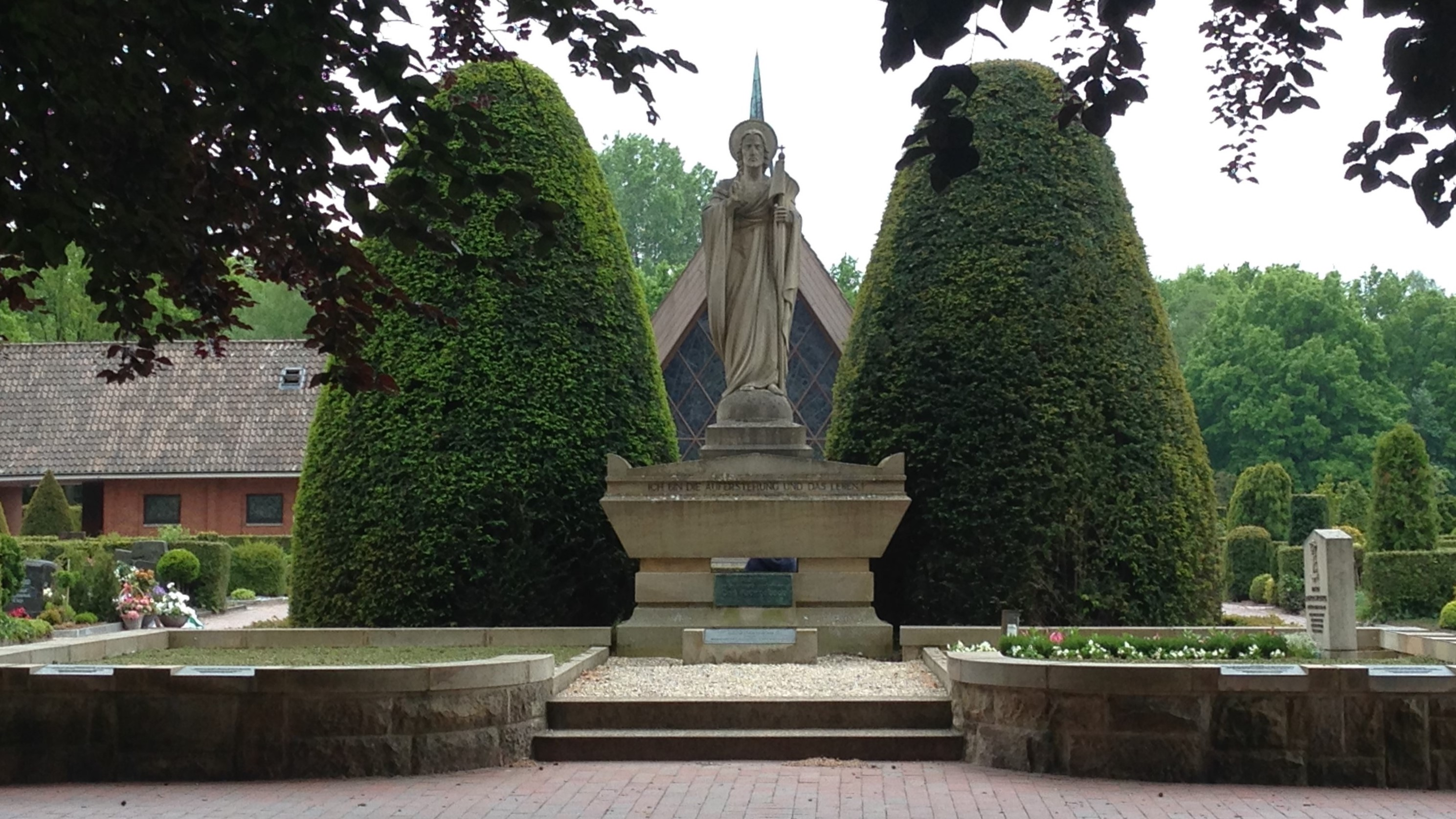
Katholischer Friedhof
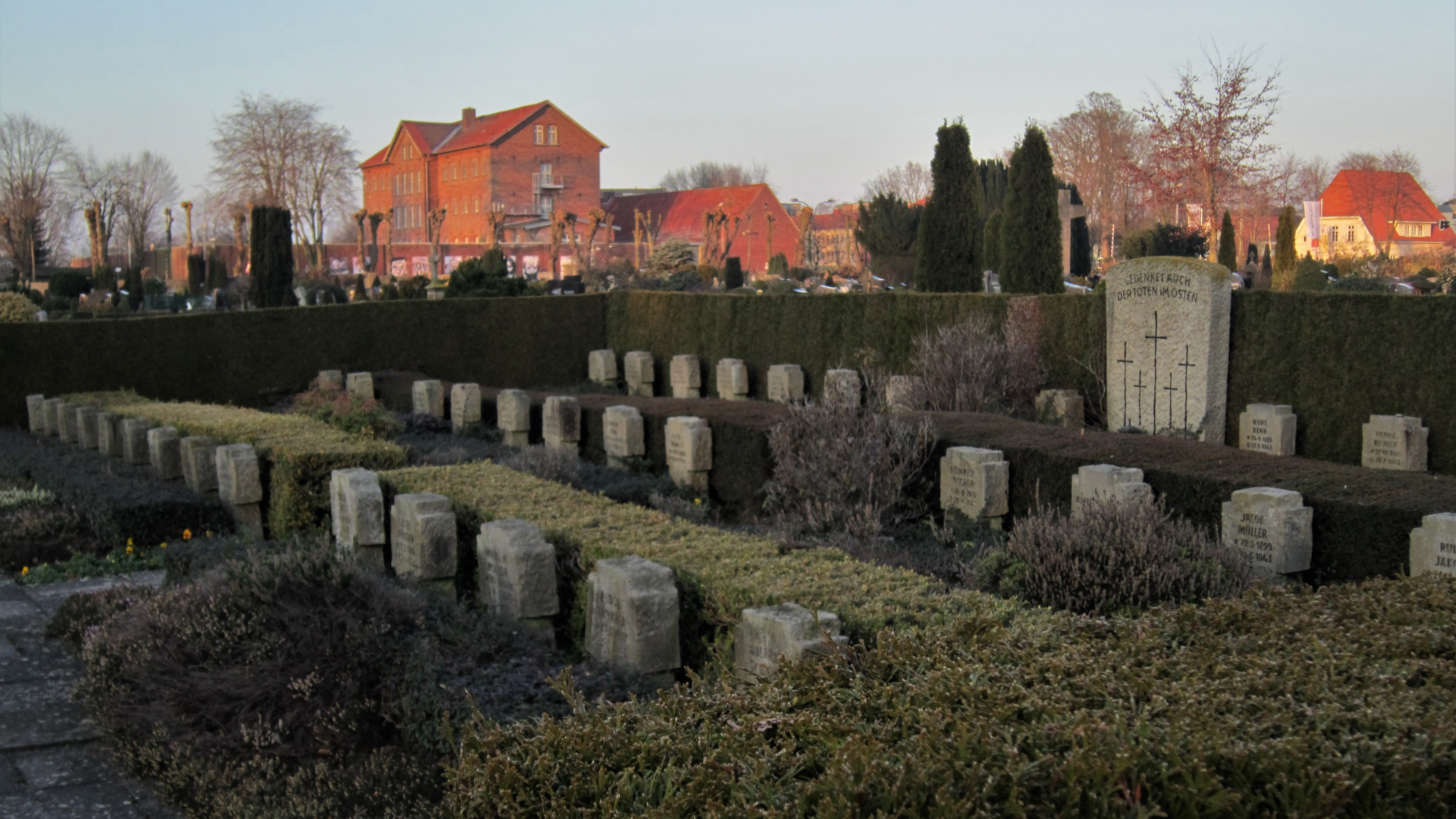
Gräber im Zweiten Weltkrieg gefallener Soldaten auf dem katholischen Friedhof
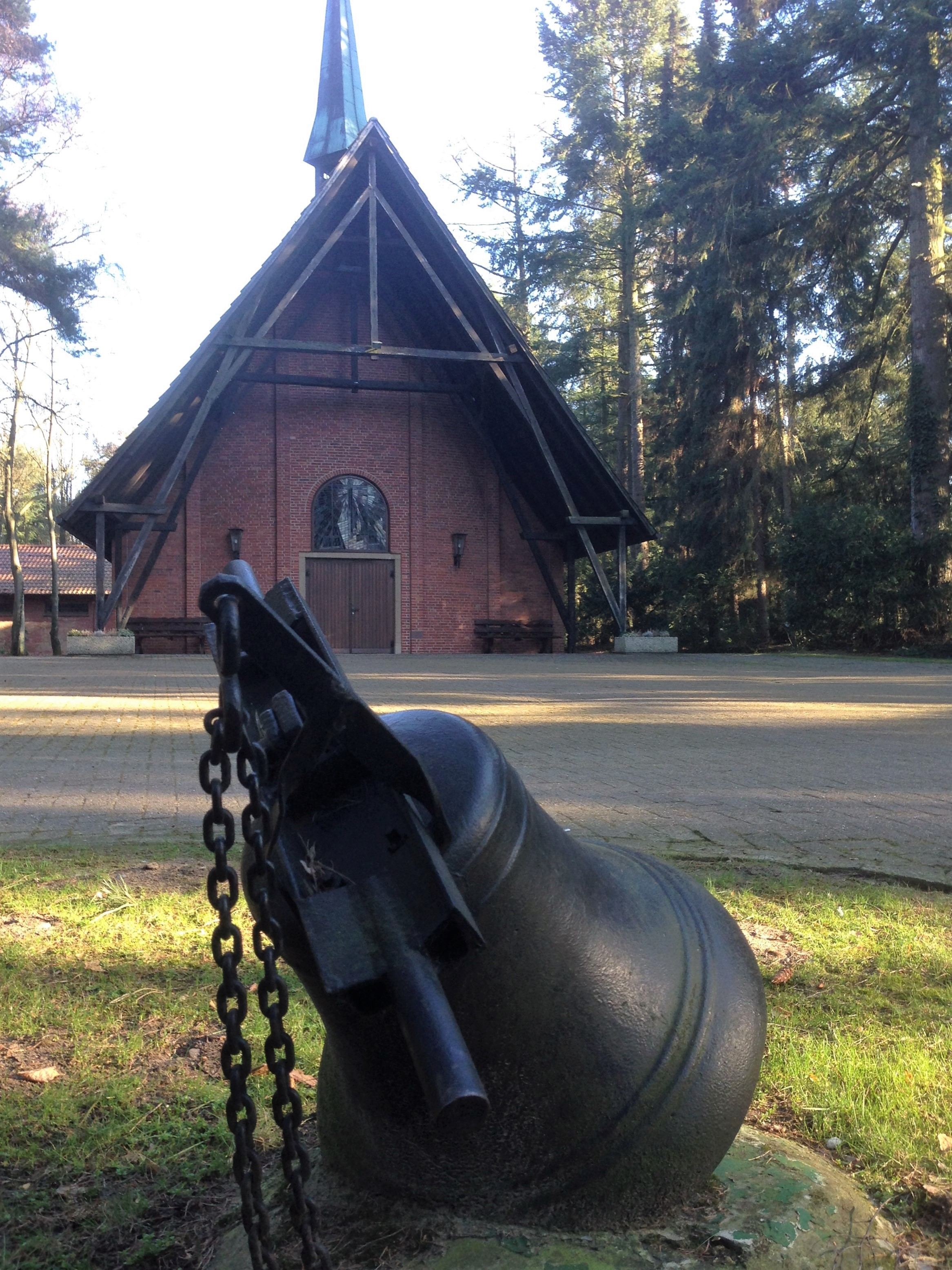
Auferstehungskirche auf dem (evangelischen) Waldfriedhof

### Sonstige
In Vechta gibt es drei Moscheen: die Moschee Fatih Sultan an der Diepholzer Straße, die Moschee Sultanahmet Merkez an der Rombergstraße und die am 9. Juni 2015 in der Gutenbergstraße eröffnete Bait-ul-Qaadir-Moschee der Ahmadiyya Muslim Jamaat, die über zwei Minarette und eine Kuppel verfügt.
1784 wurde erstmals eine Synagoge in Vechta urkundlich erwähnt. 1825/26 wurde an der Juttastraße die Synagoge errichtet, die während der Novemberpogrome 1938 zerstört wurde. Ihre maximale Größe erreichte die jüdische Gemeinde in Vechta im Jahr 1837 mit 58 jüdischen Einwohnern. Auf dem jüdischen Friedhof am Visbeker Damm befinden sich 26 Grabsteine. Über 100 Jahre lang wurden dort verstorbene Juden bestattet.

## Politik
- Linke: 1
- SPD: 8
- Grüne: 4
- WFV: 2
- FDP: 1
- CDU: 14
- AfD: 1
- VCD: 1

### Rat

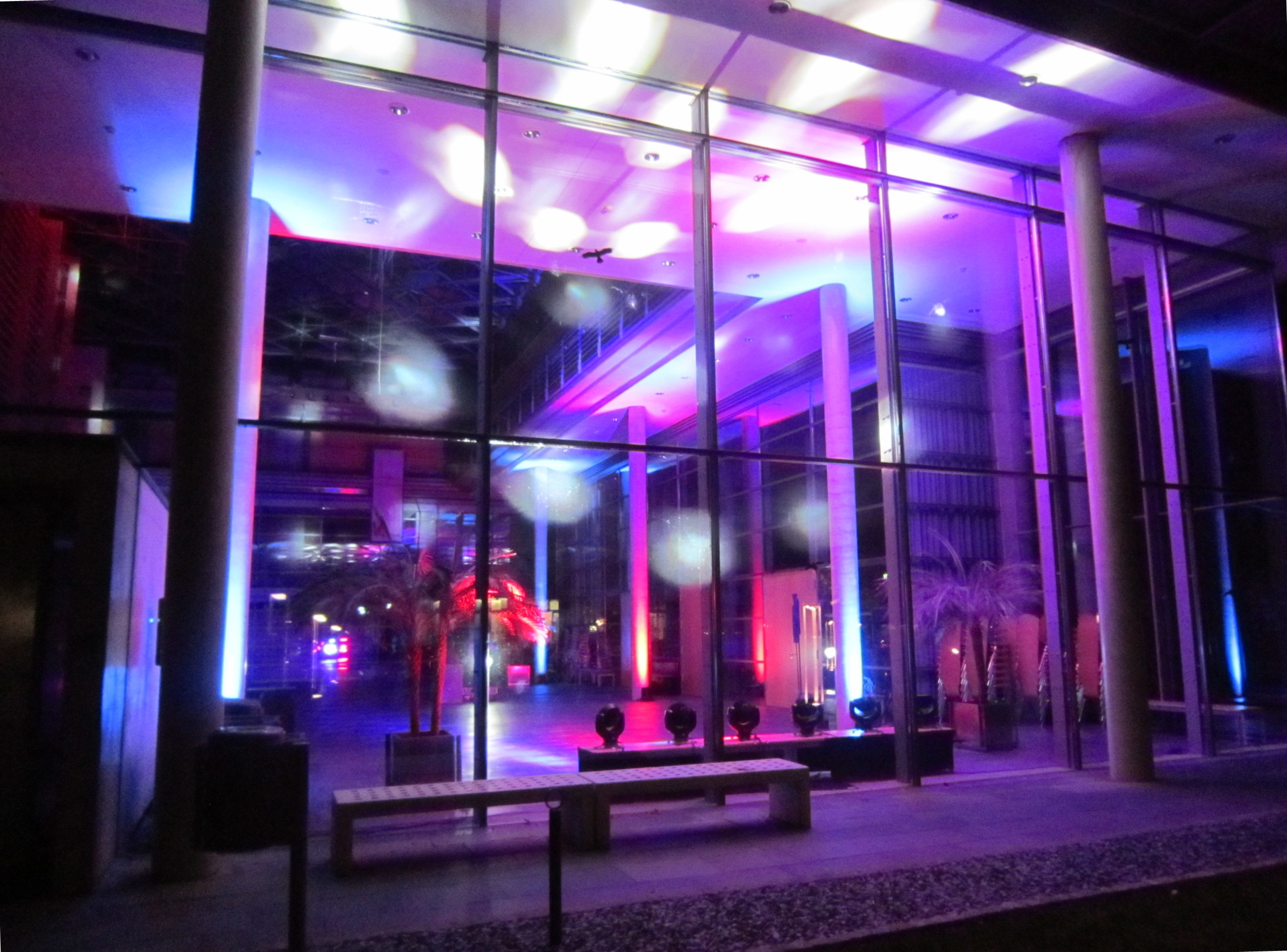
Rathaus Vechta

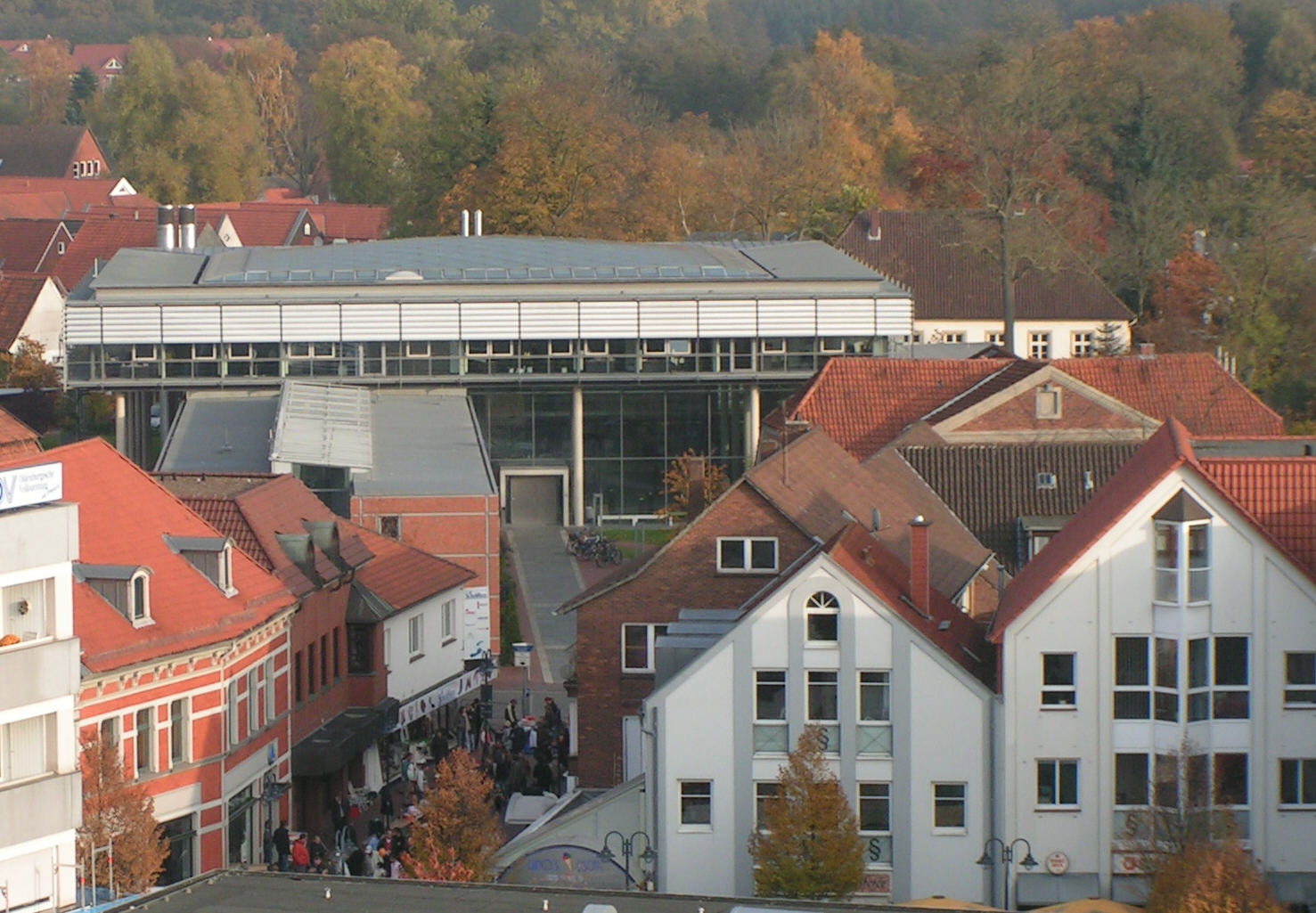
Rathaus Vechta (im Hintergrund)

Der Rat der Stadt Vechta besteht aus 32 Ratsmitgliedern. Für eine Stadt mit einer Einwohnerzahl zwischen 30.001 und 40.000 Einwohnern sind laut Niedersächsischem Kommunalverfassungsgesetz normalerweise 38 Ratsmitglieder vorgesehen. Der Rat der Stadt Vechta hat von der Möglichkeit einer Verringerung der zu wählenden Ratsfrauen und Ratsherren Gebrauch gemacht und hat die Zahl per Ratsbeschluss um sechs auf 32 Ratsmitglieder verringert. Die 32 Ratsfrauen und Ratsherren werden durch eine Kommunalwahl für jeweils fünf Jahre gewählt. Die aktuelle Amtszeit begann am 1. November 2021 und endet am 31. Oktober 2026.
Im Oktober 2018 kam es nach innerparteilichen Differenzen in der CDU-Fraktion zur Abspaltung von vier CDU-Mitgliedern. Diese gründeten die neue Fraktion VCD (Vechtaer Christdemokraten). Dadurch kam es zum historischen Verlust der immer währenden CDU-Mehrheit im Rat der Stadt Vechta.
Durch die Neubildung der VCD-Fraktion ergaben sich folgende Fraktionsstärken:
- CDU: 13 Sitze
- SPD+WfV: 10 Sitze
- VCD: 4 Sitze
- GRÜNE+FDP: 3 Sitze
- AfD: 2 Sitze

### Bürgermeister
Bei der Bürgermeisterwahl vom 3. November 2019 gewann Kristian Kater (SPD), der für ein Bürgerbündnis aus SPD, FDP, der Grünen Jugend Vechta und der Wählergemeinschaft Wir für Vechta antrat, die Wahl mit 67,5 Prozent vor dem parteilosen CDU-Kandidaten Heribert Mählmann (32,5 Prozent). Kater löst damit Helmut Gels ab, der die Bürgermeisterwahl 2011 für sich entschieden hatte. Kater ist erst der zweite Bürgermeister von Vechta, der nicht von der CDU gestellt wurde.
Liste der ehemaligen Bürgermeister von Vechta
- 1715–1718: Richter Bulsing
- 1718–1728: Waldeck
- 1728–1731: Henrich Veltman
- 1732: Michael Steinfort
- 1733–1739: Bernd Middendorff
- 1740: Johann Wilberding
- 1741–1765: Johann Berend Middendorff
- 1766–1788: Christian Waldeck
- 1788–1790: Joseph Morkramer
- 1791–1793: Christian Waldeck
- 1794–1796: Anton Nienaber
- 1797–1799: Christian Waldeck
- 1800–1834: Johann Casper Vorwald
- 1835–1863: Bernhard Hoyng
- 1863–1869: Johann Anton Klövekorn
- 1869–1882: Max von Böselager
- 1882–1894: Anton Arck
- 1894–1898: Eduard Fortmann
- 1898–1906: Carl Niermann
- 1906–1931: Carl Berding
- 1931–1939: Robert Brandis
- 1939–1945: Georg Quathamer
- 19. April bis 22. November 1945: Georg Gerhardi
- 22. November 1945 bis 16. Dezember 1948: Anton Cromme
- 16. Dezember 1948 bis 7. Dezember 1953: Clemens Matlage
- 7. Dezember 1953 bis 5. Oktober 1986: Georg Möller
- 7. November 1986 bis 31. Januar 2005: Bernard Kühling
- 1. Februar 2005 bis 31. Oktober 2011: Uwe Bartels (SPD)
- 1. November 2011 bis 3. November 2019: Helmut Gels (CDU)[34]

### Wappen
Das Wappen zeigt einen weißen Turm mit zwei Erkern mit blauen Dächern, goldenem Fallgatter und Turmspitzen auf rotem Hintergrund und den in natürlichen Farben gehaltenen Kopf eines vollbärtigen Mannes.

### Flagge
Die Farben der Flagge sind weiß-rot.

### Städtepartnerschaften
Mit folgenden Städten pflegt Vechta eine Städtepartnerschaft:
- Jaßbring (ungar. Jászberény), Ungarn
- Pays Léonard, Frankreich
- Saint-Pol-de-Léon, Frankreich
- Le Cellier, Frankreich, Partnerstadt des Stadtteiles Langförden

## Kultur und Sehenswürdigkeiten
siehe auch: Liste der Baudenkmale in Vechta

### Theater
Vechta ist fester Spielort der 1952 gegründeten Landesbühne Niedersachsen Nord mit Stammhaus in Wilhelmshaven, die jährlich bis zu zehn Inszenierungen im Metropoltheater in der Kolpingstraße zeigt. Das Metropoltheater bietet 272 Sitzplätze.

### Museum
Das Museum im Zeughaus Vechta befindet sich in einem ehemaligen Zeughaus auf dem Gelände der Vechtaer Zitadelle. Es wurde am 25. April 1997 nach vierjähriger Restaurierung als historisches Museum eröffnet. Die Dauerausstellung zeigt auf über tausend Quadratmeter Fläche Präsentationen zur steinzeitlichen, mittelalterlichen und barocken Geschichte sowie zum historischen Strafvollzug und zur Stadtgeschichte.
Ferner gibt es im Stadtteil Oythe die Heimatstuben des Heimatvereins Oythe.

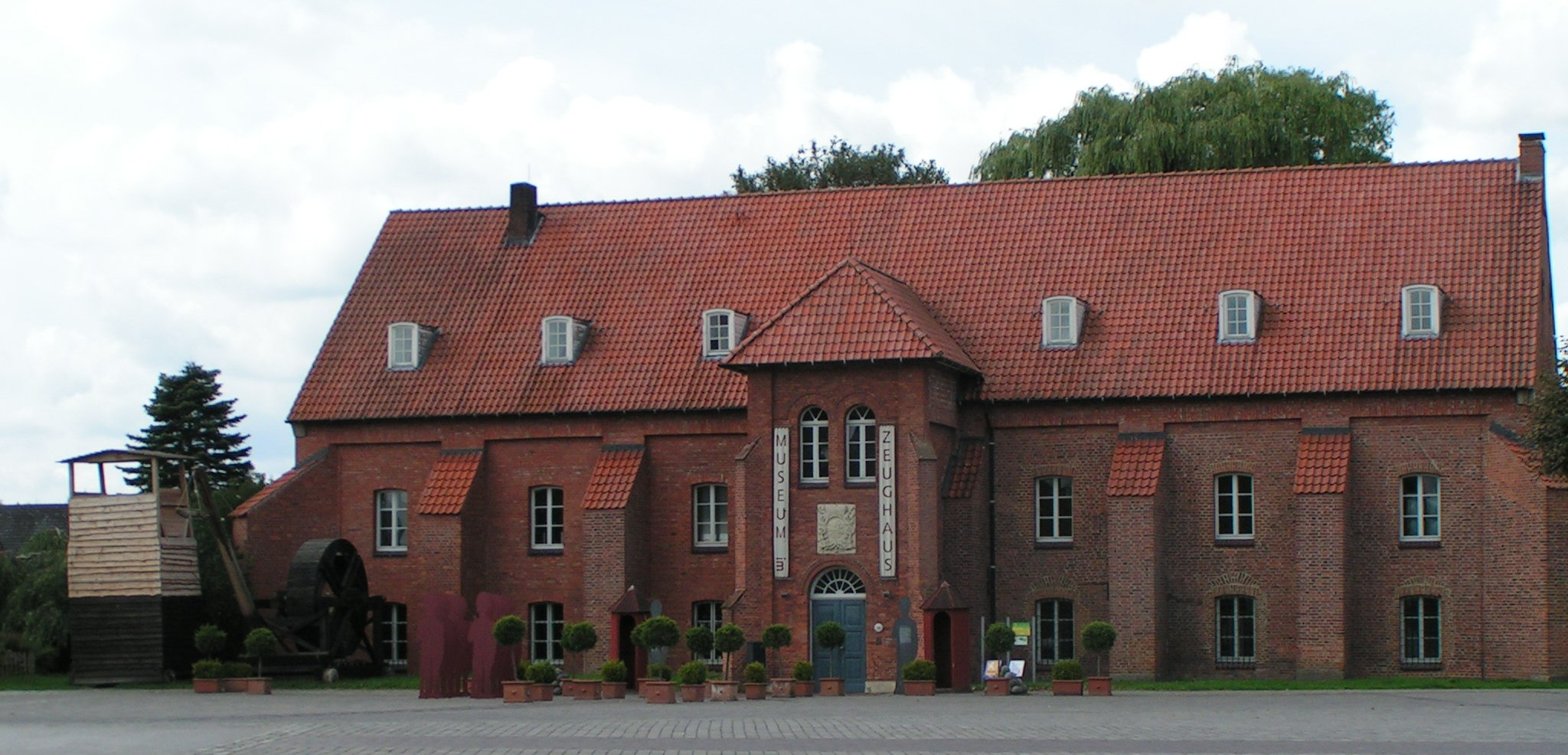
Museum im Zeughaus
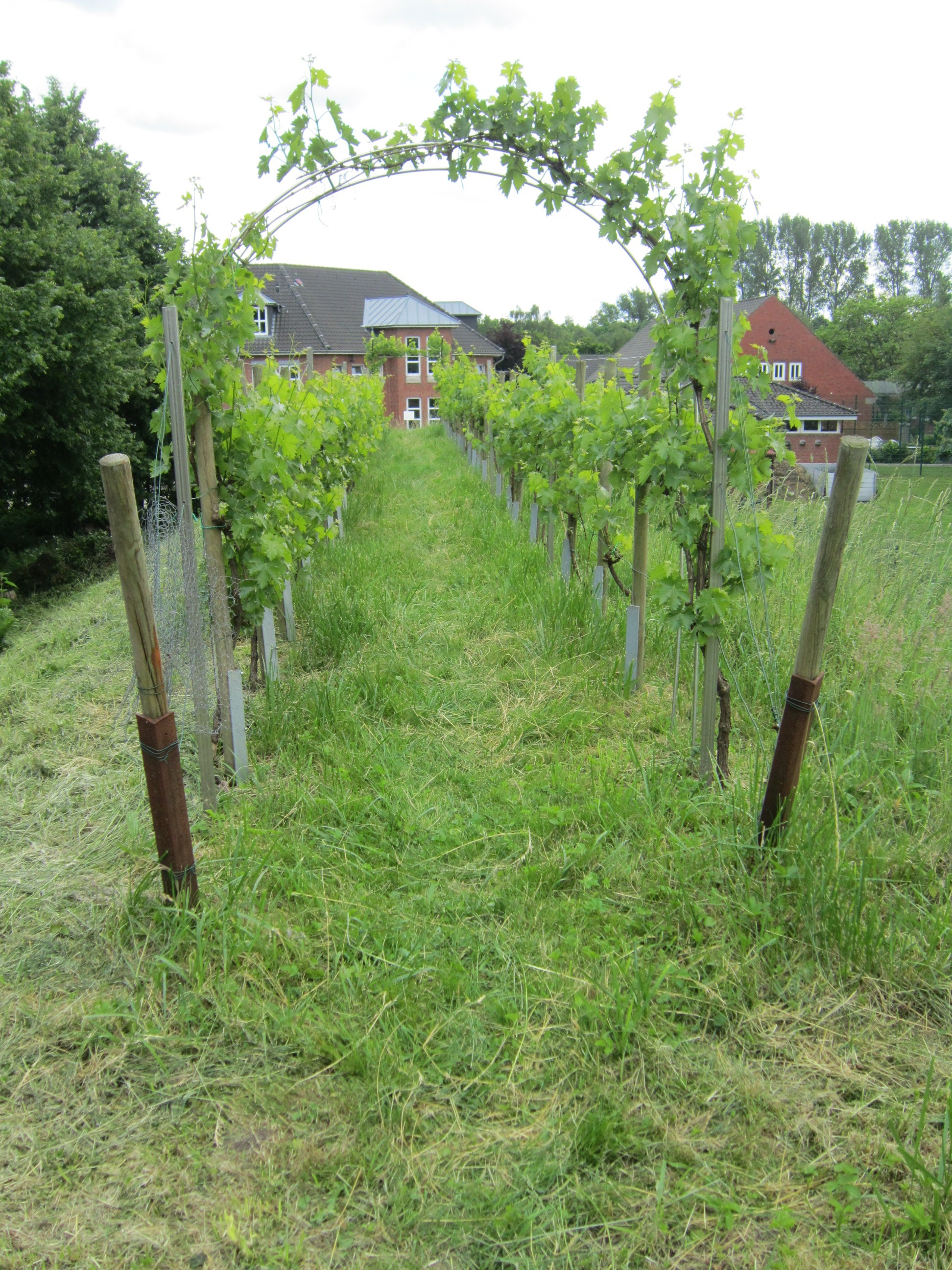
Weingarten hinter dem Zeughaus mit Muskatellertrauben, die von der Partnerstadt Jászberény gestiftet wurden
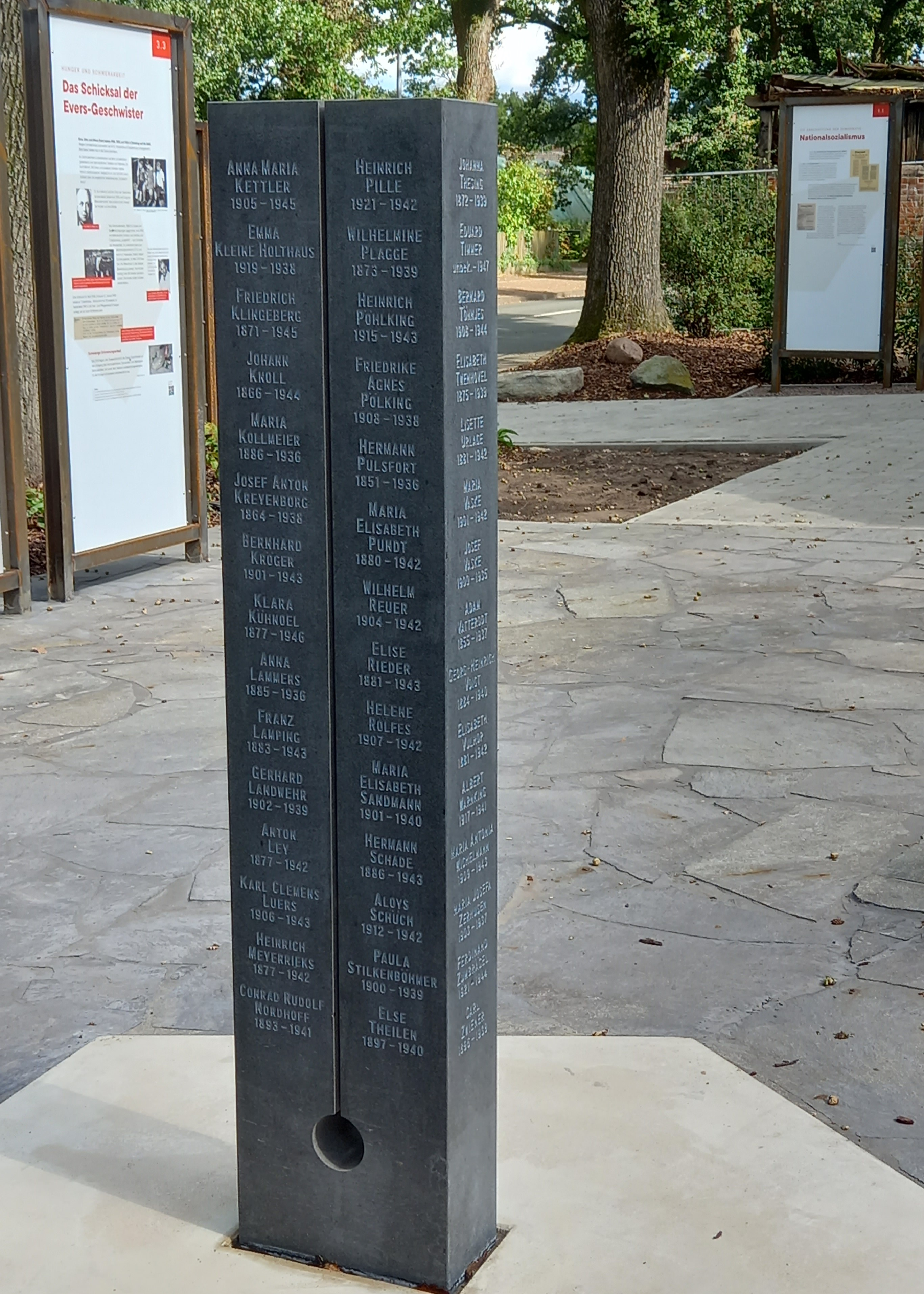
Infotafeln und Stele auf dem Gelände der „Gedenkstätte für die Menschenwürde“

### Stolpersteine
In den Jahren 2009, 2010 und 2011 wurden in Vechta insgesamt 21 Stolpersteine an vier verschiedenen Orten für ehemalige Angehörige der Familien Bloch, Gerson und Marx verlegt. Die Verlegung erfolgte im Rahmen des gleichnamigen Projekts von Gunter Demnig. Damit wird an die Vechtaer Opfer des Nationalsozialismus erinnert (siehe Liste der Stolpersteine in Vechta).

### Gedenkstätte
Am 1. September 2024 eröffnete das Andreaswerk in der Nähe seines Verwaltungszentrums eine „Gedenkstätte für die Menschenwürde“. Auf ihr wird der 88 Menschen mit Behinderung aus dem Landkreis Vechta gedacht, die während der Zeit des Nationalsozialismus Opfer von Krankenmorden wurden. Die Namen der Opfer sind an einer Stele auf dem Gelände der Gedenkstätte angebracht. Die Gedenkstätte wurde von der Aktion Mensch mit 200.000 € gefördert.

### Bauwerke und Sehenswürdigkeiten
Die Propsteikirche St. Georg in der Innenstadt von Vechta ist ein spätgotischer Backsteinbau vom Typ einer dreischiffigen westfälischen Hallenkirche. Wegen ihrer reichen Ausstattung gehörte sie anfangs zu den prächtigsten Kirchen der Region. Im Laufe der Geschichte war der Kirchbau immer wieder von Zerstörungen und Plünderungen betroffen. Das heutige Erscheinungsbild der Kirche stammt aus dem 18. Jahrhundert. Von 2003 bis 2007 erfolgte eine aufwändige Sanierung in vier Abschnitten.
Die Klosterkirche zum Heiligen Joseph am Franziskanerplatz in Vechta wurde 1727–1731 von Franziskanern gebaut. Im Jahre 1812 wurde das Kloster aufgehoben und als Strafanstalt eingerichtet. Seit 1818 wird die Klosterkirche als Simultankirche und als Anstaltskirche der JVA für Frauen genutzt. Wegen ihrer hervorragenden Akustik ist die Kirche als Aufführungsort für Konzerte sehr beliebt. Ausschließlich von der evangelischen Kirchengemeinde wird (alle zwei Wochen auch für Gemeindegottesdienste) die Auferstehungskirche, eine große Kapelle auf dem Waldfriedhof an der Welper Straße, genutzt.
Im Vechtaer Stadtteil Langförden befindet sich die katholische Pfarrkirche St. Laurentius. Sie ist eine neuromanische geostete Basilika, die durch ihre Westfassade mit einem 46 Meter hohen Turmpaar, einer großen Fensterrosette im Giebel und drei Portalbögen ein kathedralenähnliches Aussehen hat. Die Kirche wurde in den Jahren 1910–1912 nach Plänen von Ludwig Becker erbaut.
Das Kaponier (Capponiere) ist ein fünfeckiges Festungsgebäude über dem nördlichen Arm des Moorbachs, der „Nepomukkanal“ genannt wird.
Das Gebäude wurde 1705 als Außenwerk und Gefängnis der einstigen Zitadelle Vechta erbaut. Es gilt als Wahrzeichen Vechtas und ist neben dem Zeughaus das einzige noch erhaltene Festungsgebäude der 1769 geschleiften Zitadelle. Das Backsteingebäude liegt in der Vechtaer Innenstadt im Viereck Große Straße, Bahnhofsstraße, Kolpingstraße, Neuer Markt und wird aktuell für regelmäßige Kunstausstellungen genutzt.

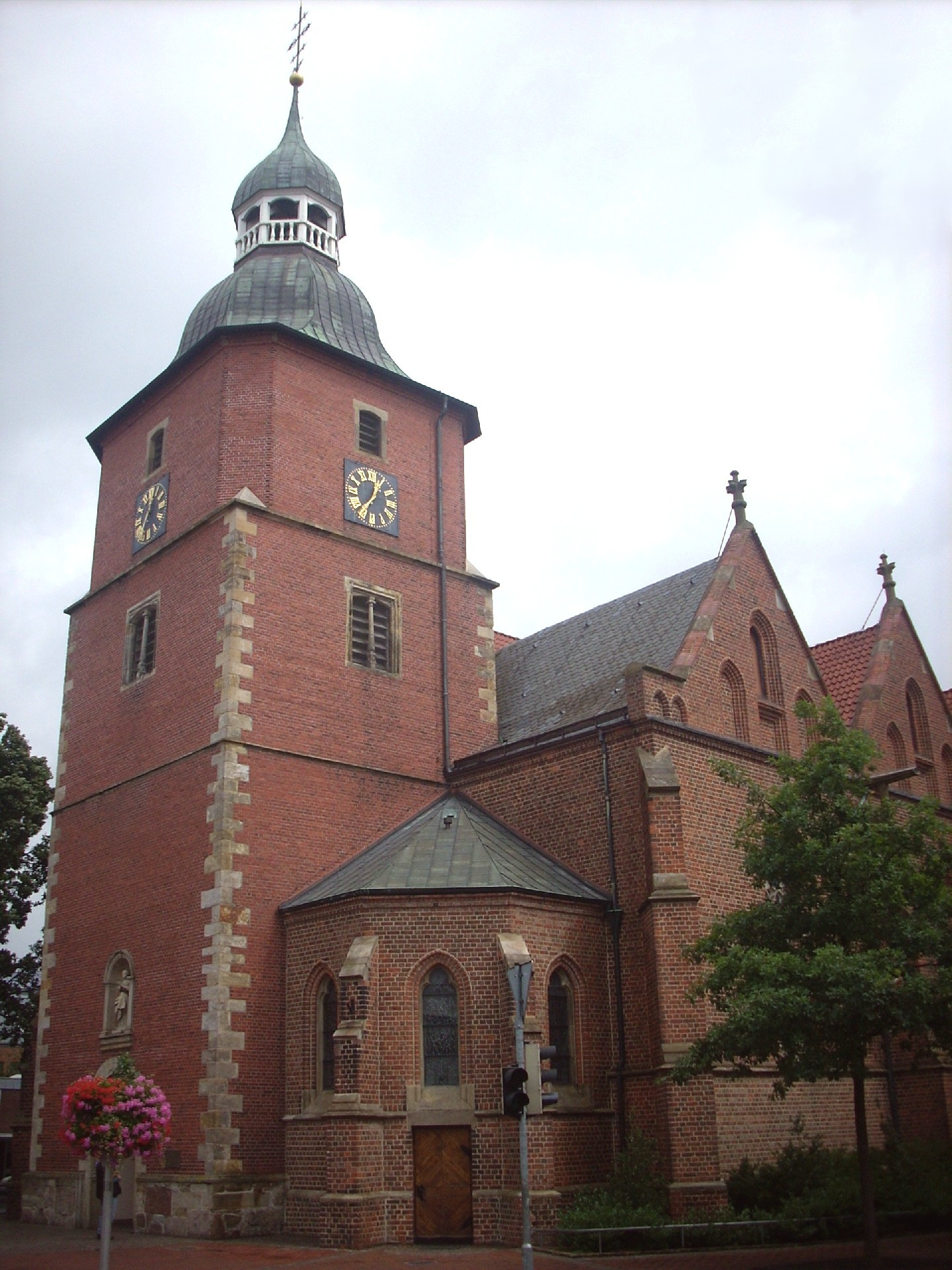
Katholische Propsteikirche St. Georg
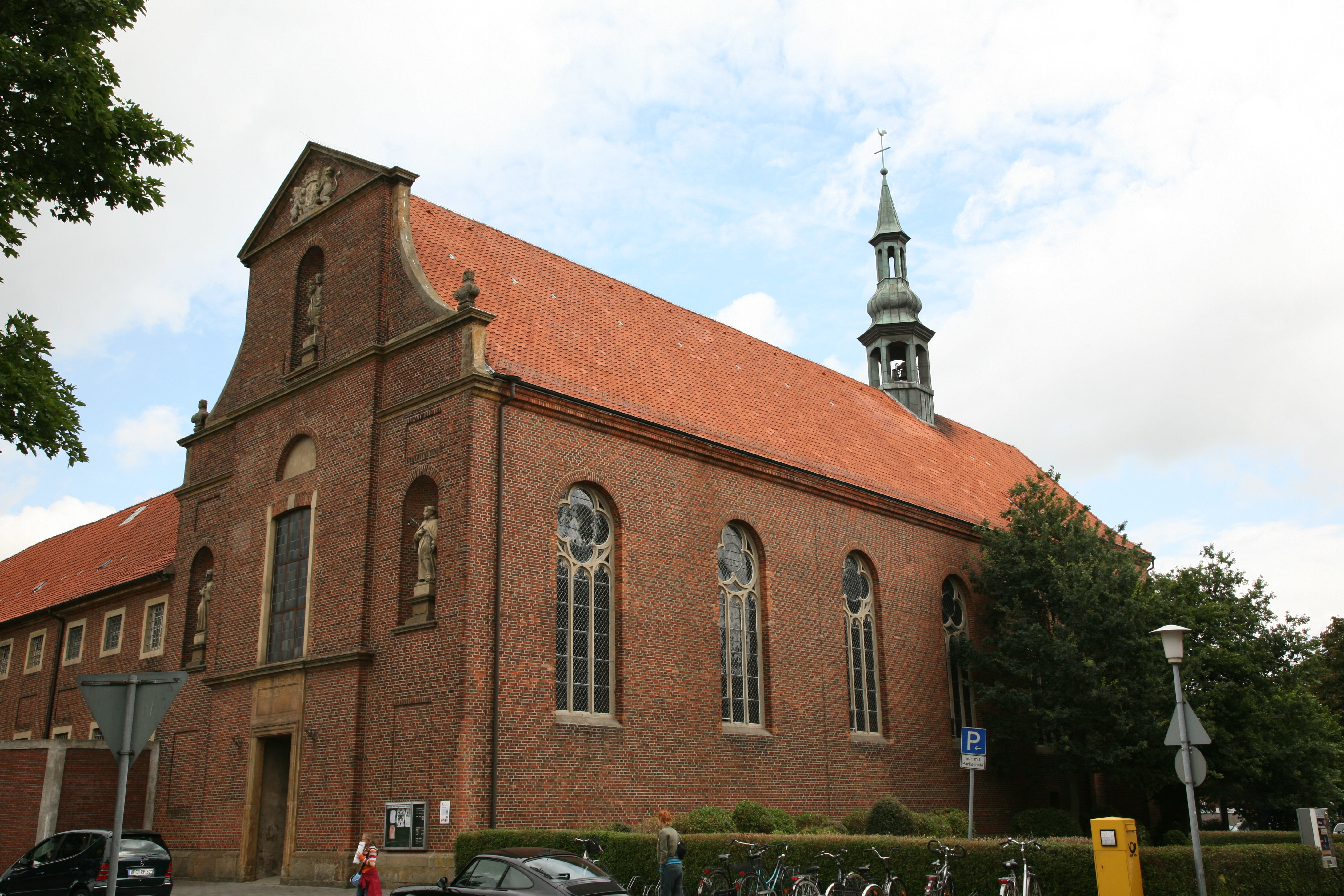
Klosterkirche
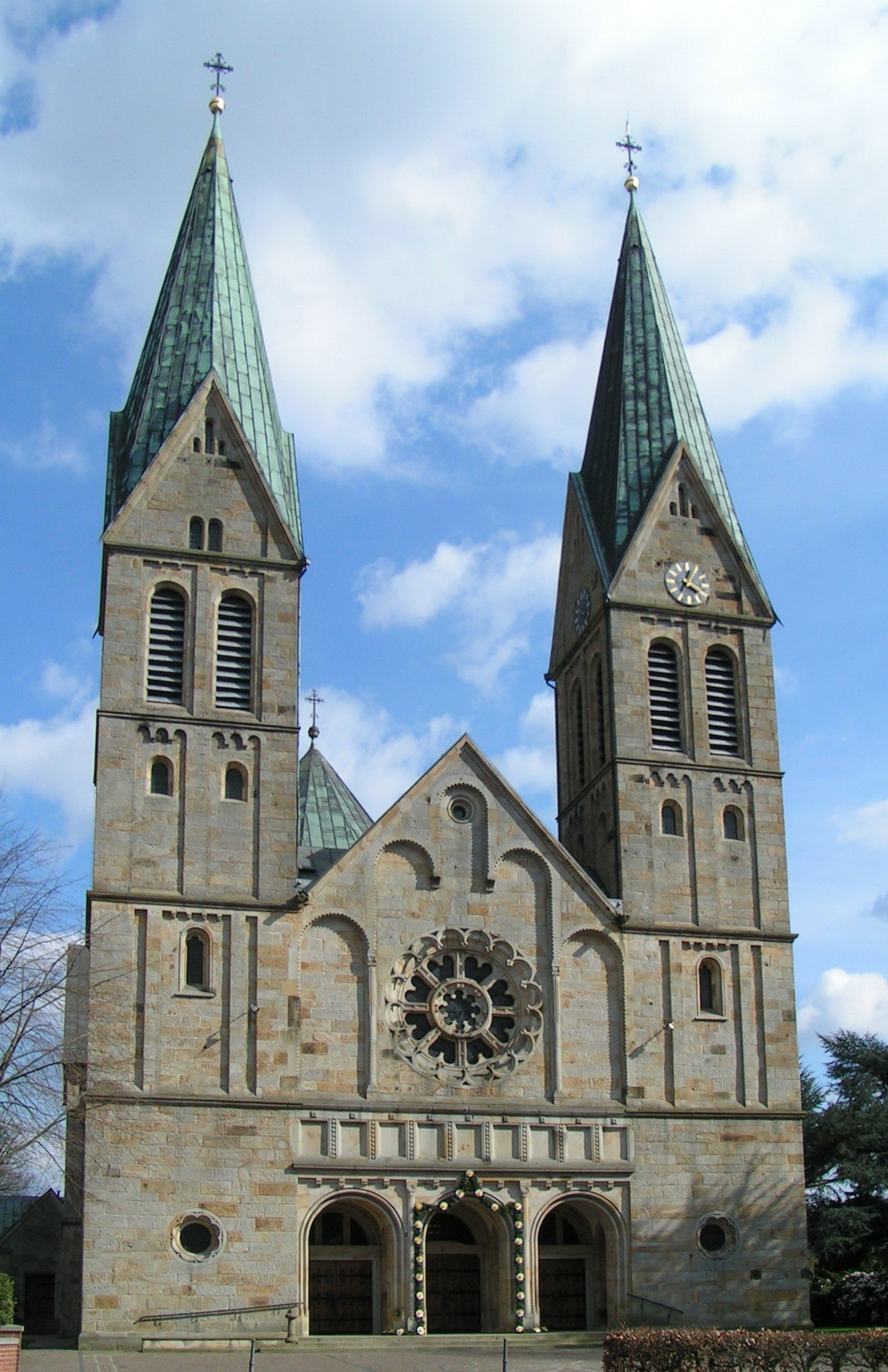
Neuromanische Pfarrkirche St. Laurentius in Langförden
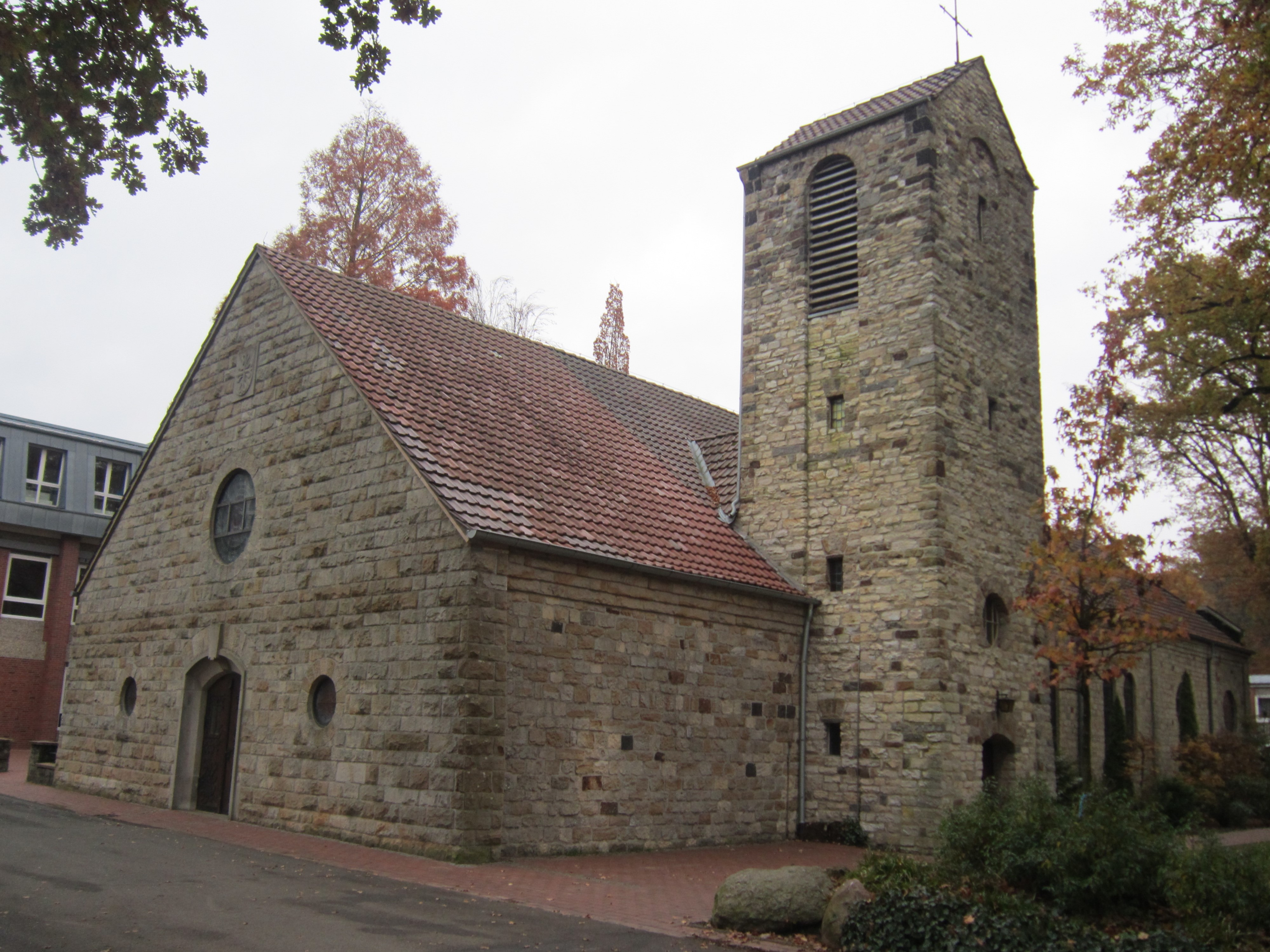
Dominikanerkirche in Füchtel
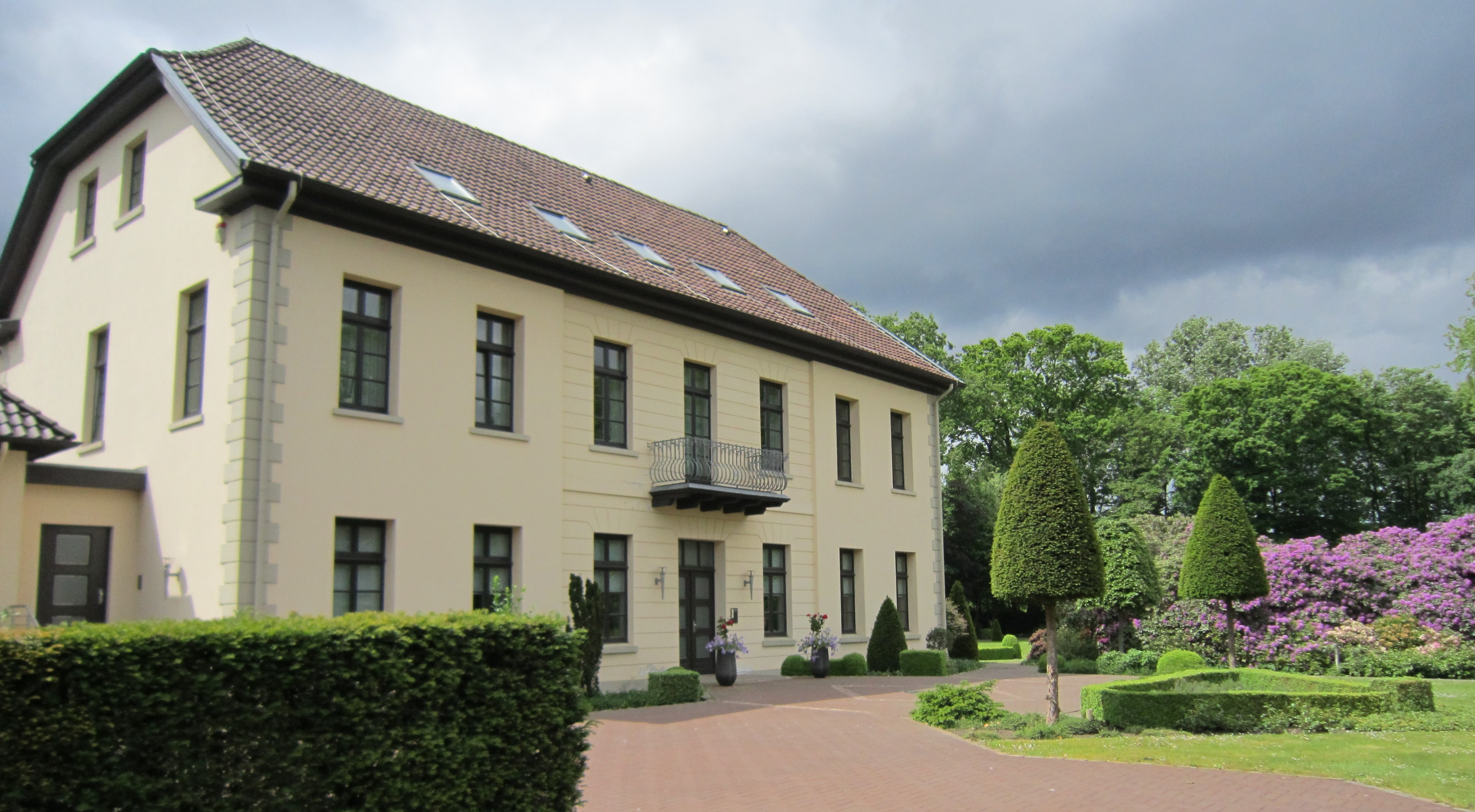
Amtssitz des Bischöflich Münsterschen Offizials an der Bahnhofstraße
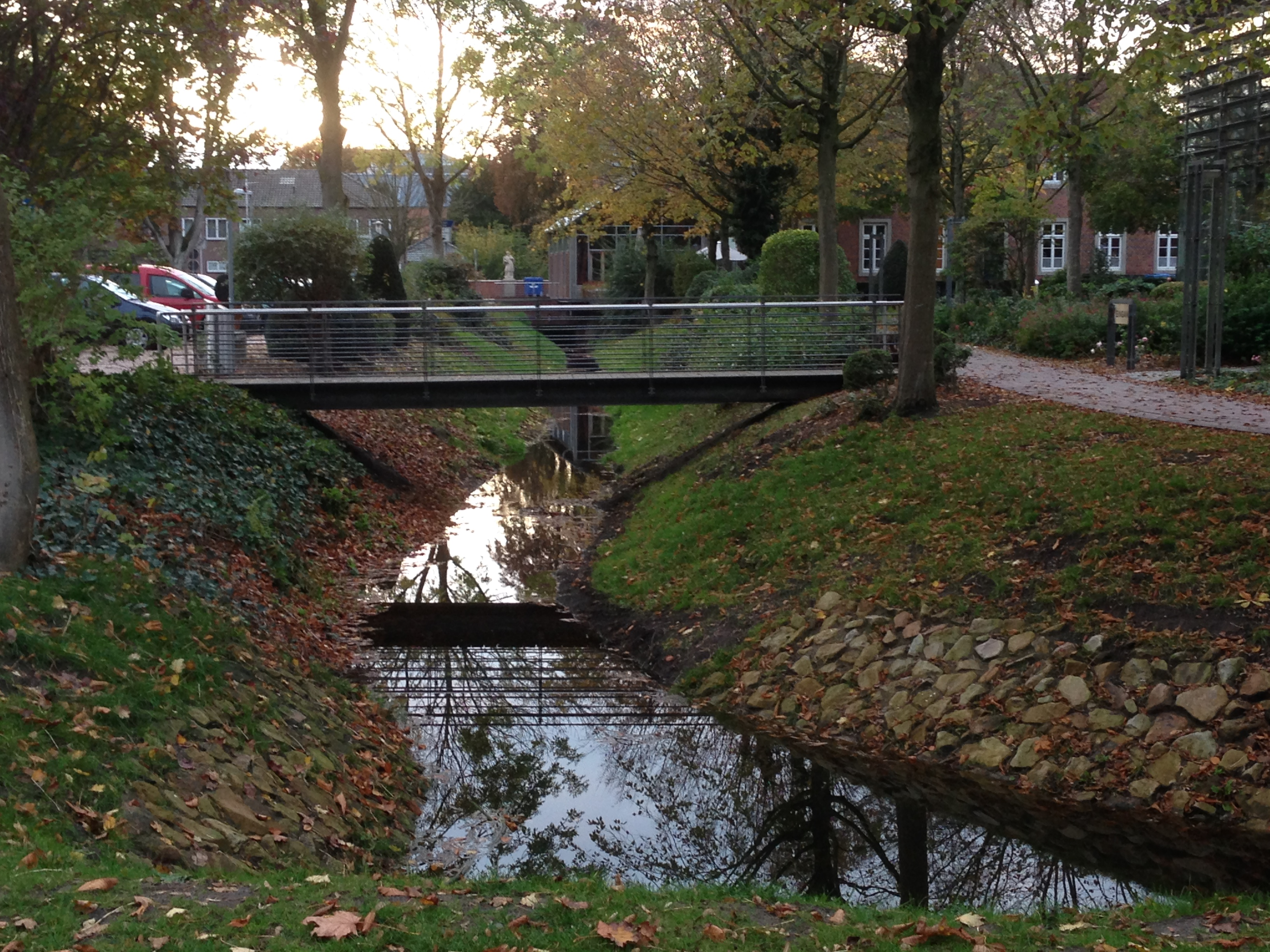
Nepomukkanal zwischen Amtsgericht (links) und Rathaus (rechts)
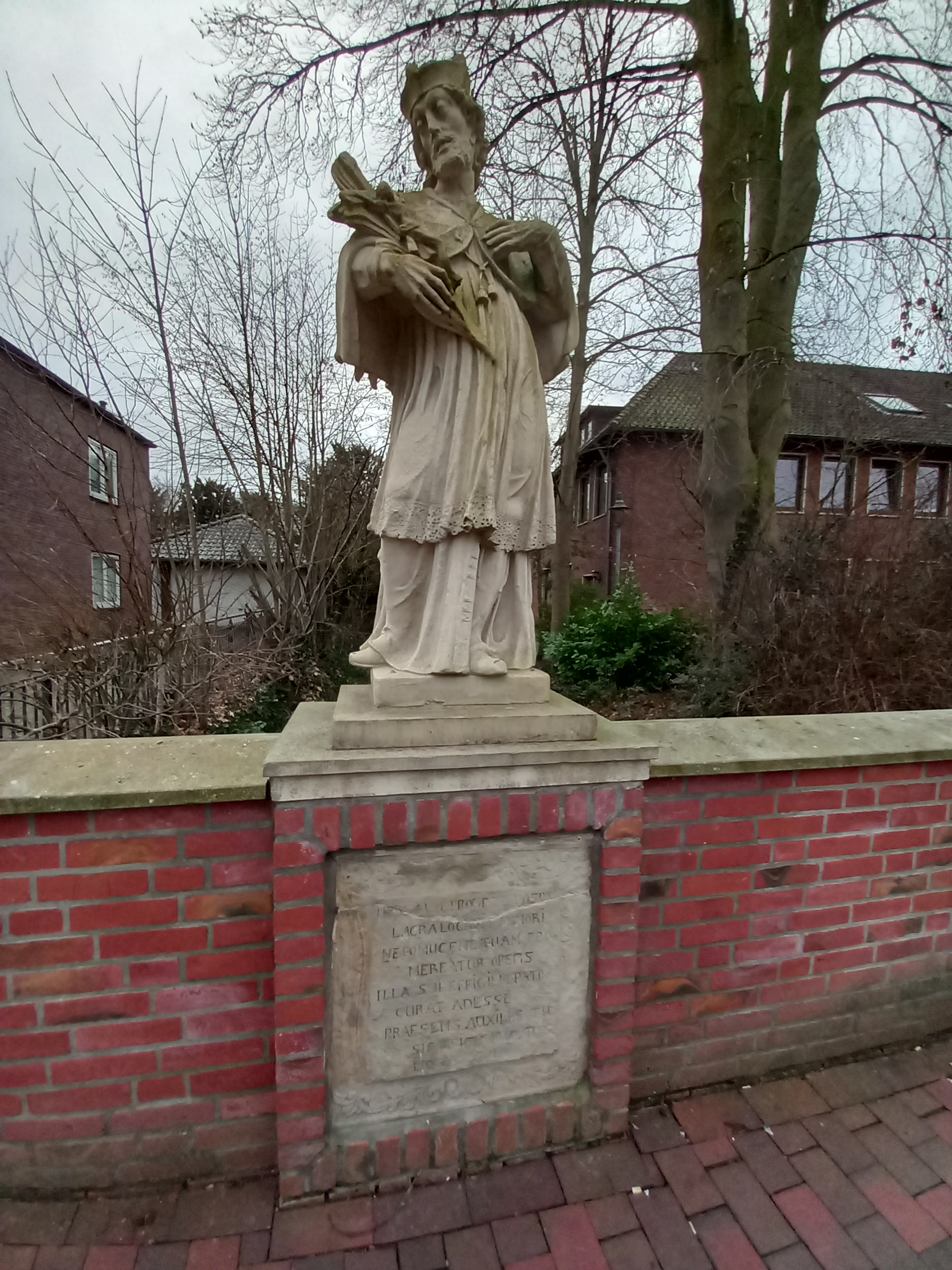
Statue des Heiligen Johannes Nepomuk über dem Nepomukkanal
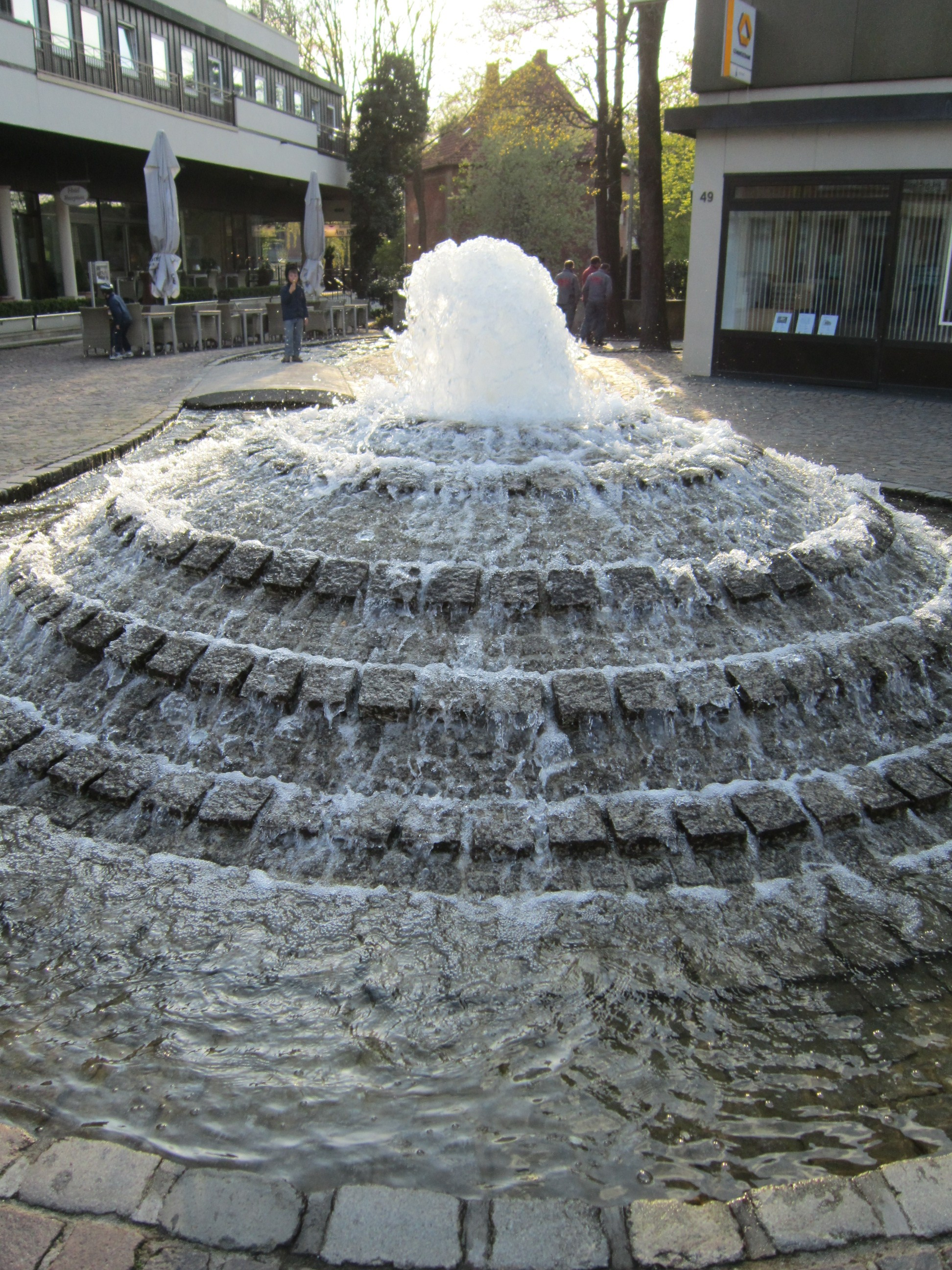
Stadtbrunnen (vorderer Teil)
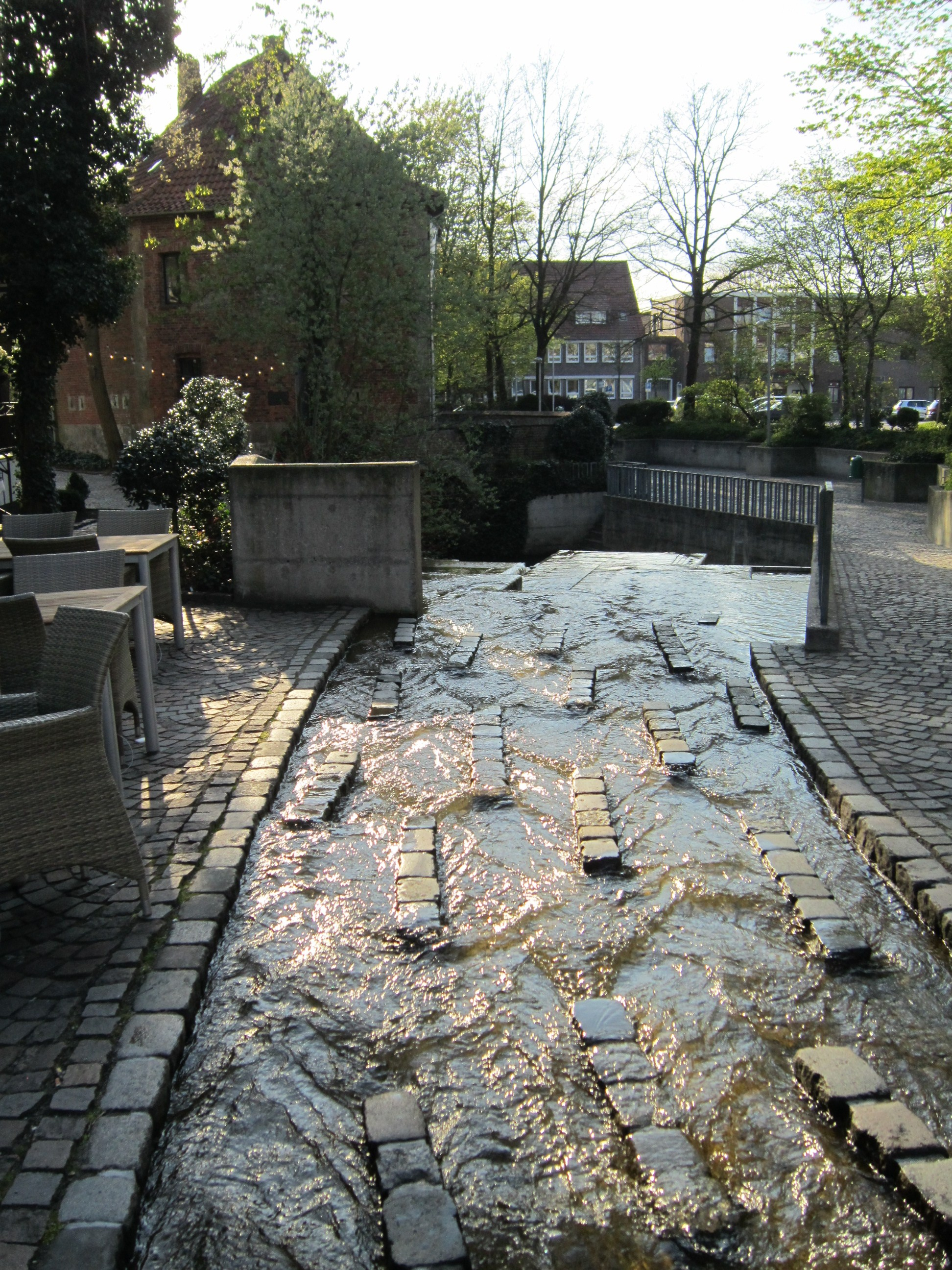
Stadtbrunnen (hinterer Teil)
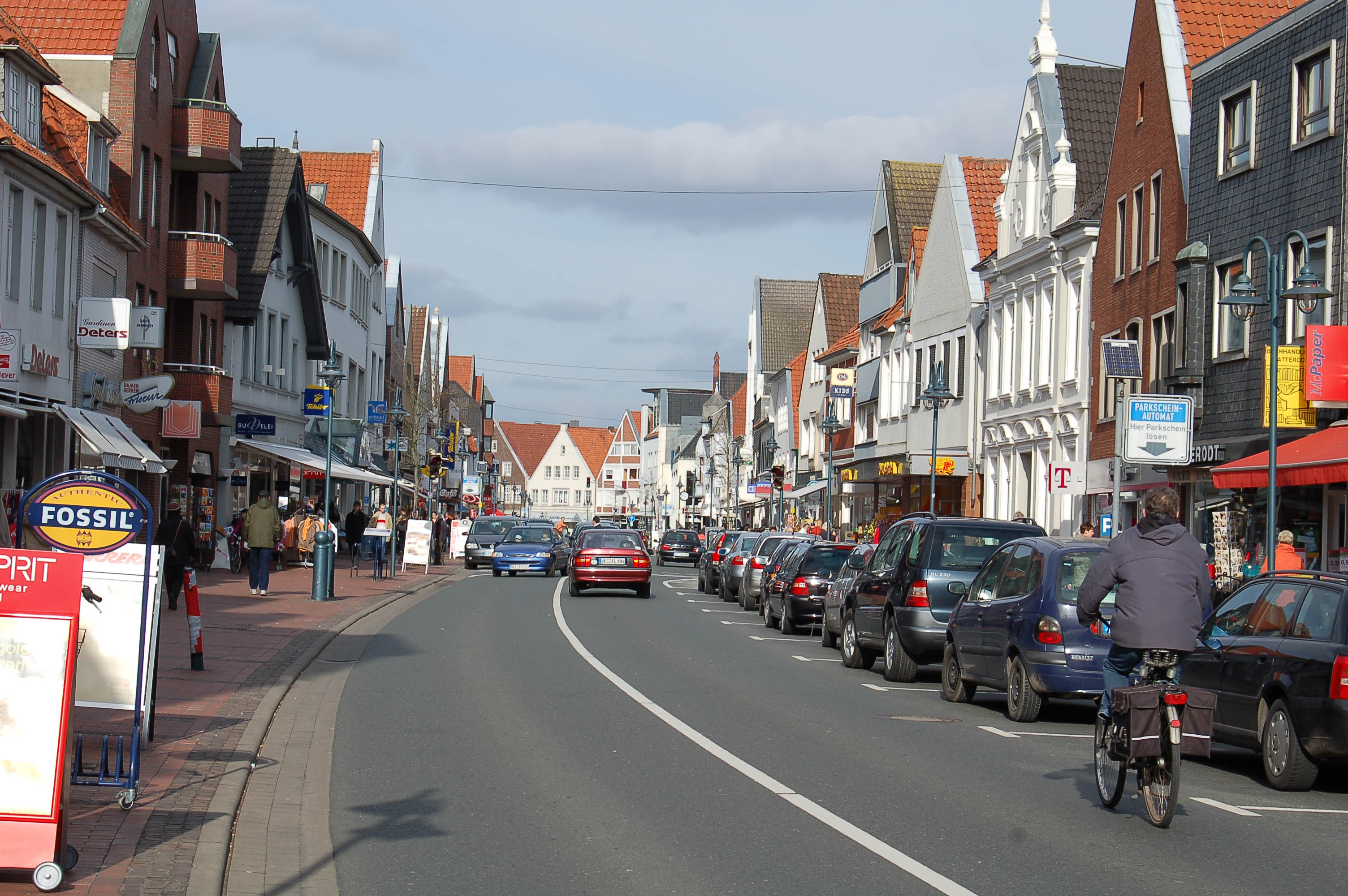
Große Straße von Süden
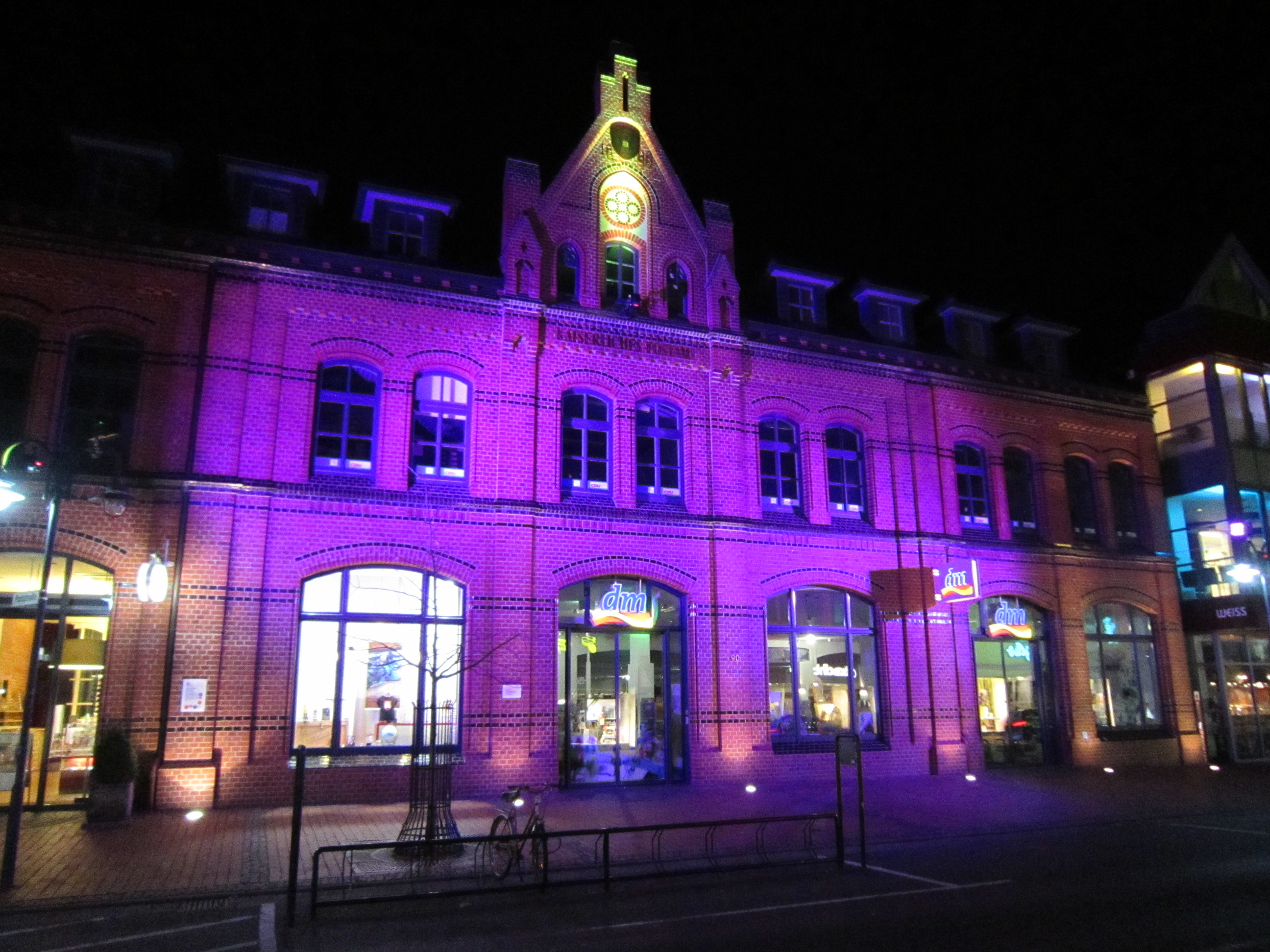
Ehemaliges Postamt an der Großen Straße

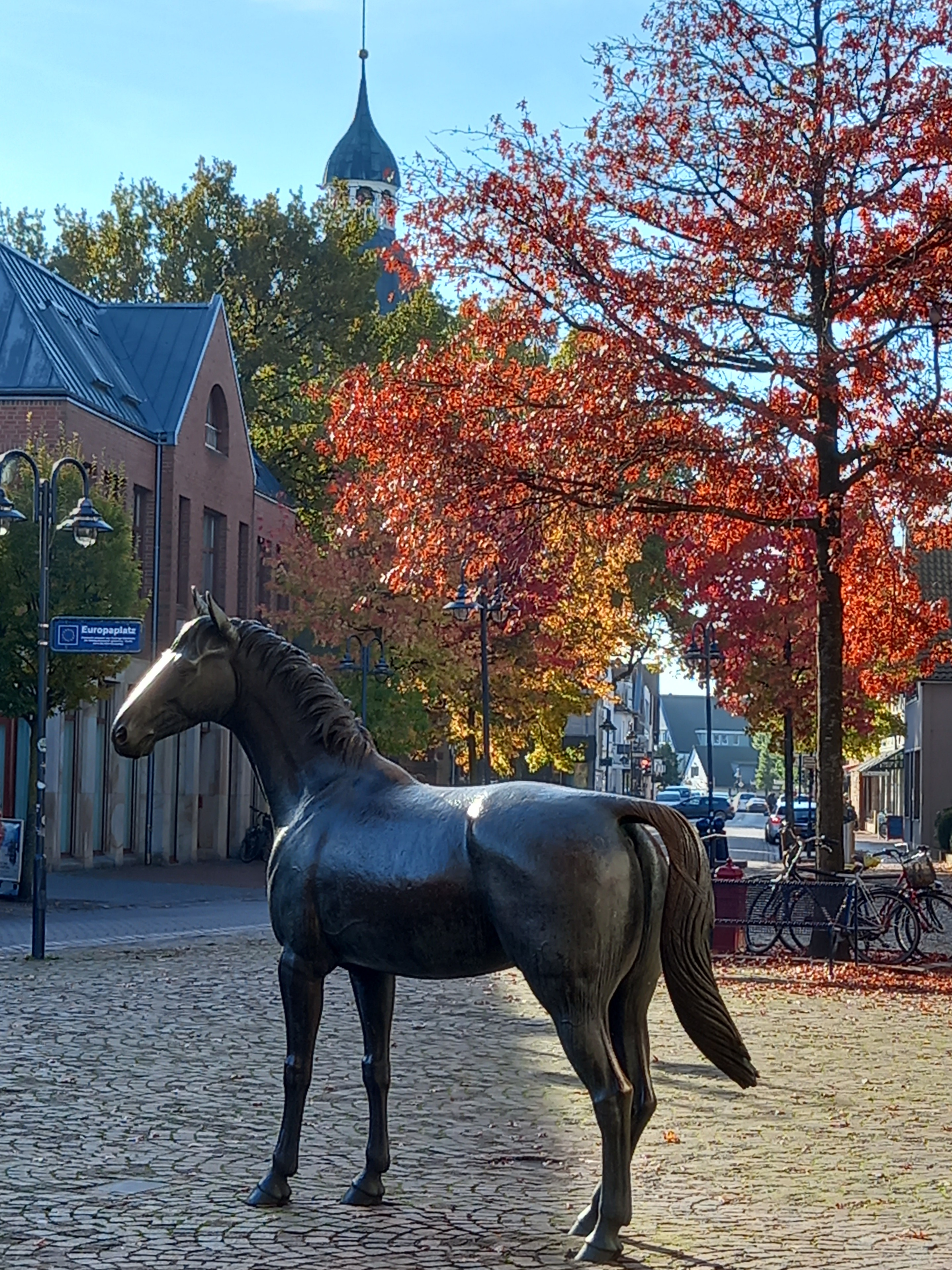
Bronzeskulptur von Warwick Rex auf dem Europaplatz

Der Vechtaer Europaplatz ist ein zentral gelegener Platz direkt an der Großen Straße, der rund einen Kilometer langen Haupteinkaufsstraße in der Innenstadt von Vechta. Auf dem Europaplatz befinden sich der Stadtbrunnen, die Bronzestatue des Springpferdes „Warwick Rex“ sowie die Skulptur des „Straßenfegers Martin“. Die Stadtbrunnenanlage entstand bereits 1974 und wurde 2011 komplett saniert. Vorbild für die Brunnenanlage war der für die Geschichte der Stadt Vechta bedeutende Moorbach, der in diesem Bereich unterirdisch von Ost nach West verläuft. Der Stadtbrunnen sprudelt aus einem mit Kopfsteinpflaster gemauerten, mehrfach abgestuften niedrigen Kegel und fließt über einen stilisierten Bachlauf zu einigen Kaskaden, über die das Wasser des Brunnens scheinbar in den Moorbach am Kaponier verschwindet. Seit 1981 steht die von dem Münchner Künstler Heinrich Faltermeier geschaffene Bronzeplastik des Springpferdes „Warwick Rex“ auf dem Europaplatz. Die Nachbildung des berühmten Springpferdes erinnert daran, dass die Reiterstadt Vechta ein traditionelles Zentrum der deutschen Pferdezucht und des deutschen Pferdesports ist. Mit dem Ausnahmepferd „Warwick Rex“ errang der in Vechta lebende Springreiter Alwin Schockemöhle bei den Olympischen Spielen 1976 in Montreal eine Goldmedaille in der Einzelwertung. Ebenfalls auf dem Platz steht die im Jahr 2000 vom Künstler Karl-Josef Dierkes geschaffene Steinskulptur des Straßenfegers Martin. Sie stellt das sehr beliebten Vechtaer Original Martin Taubenheim dar, der von 1959 bis zu seinem Tod im Jahr 1984 als Straßenfeger bei der Stadt Vechta beschäftigt war und die Stadt mit Kehrwagen und Besen gewissenhaft sauber hielt.
Höchstes Bauwerk der Stadt Vechta ist der Fernsehturm an der Ravensberger Straße mit 88 Metern Höhe.

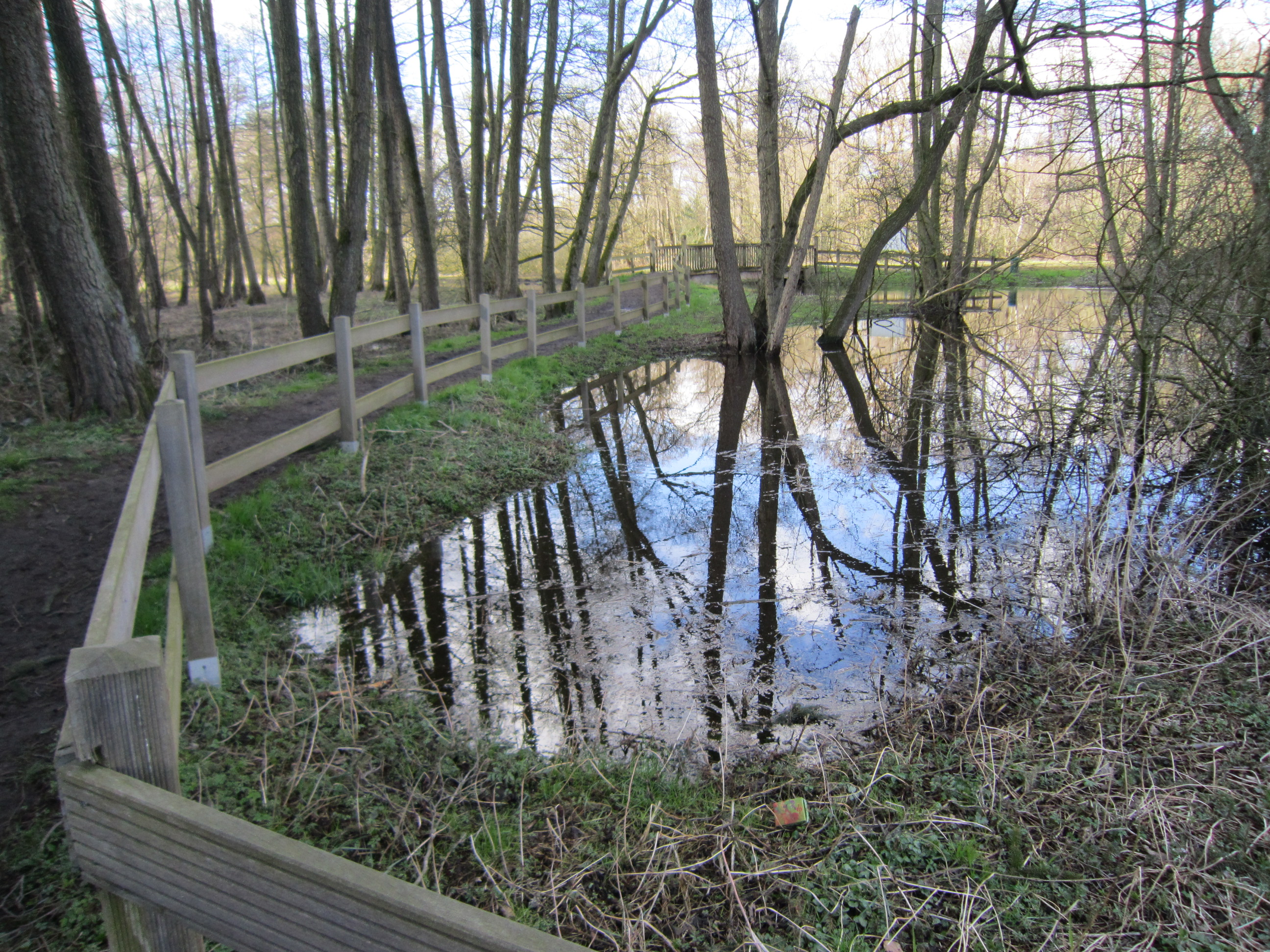
Moorbachaue bei Hochwasser

### Parks, Wälder und das Moor
Zwischen dem Alten Rathaus und der Mühlenstraße befindet sich der Bee-Park. Dieser ist nach dem ehemaligen Vechtaer Stadtdirektor Hermann Bee (Amtszeit 1954–1973) benannt.
Unmittelbar östlich des Stadtzentrums von Vechta schließt sich ein Waldgürtel an, der Füchteler Wald und der Welper Wald. Beide Wälder sind durch den Vechtaer Moorbach getrennt. Dem Füchteler Wald vorgelagert ist der „Immentun“, ein naturnah gehaltener Erholungspark. Im Füchteler Wald liegt Gut Füchtel, an seinem Rand das Kolleg Sankt Thomas. In den Welper Wald ist eine Golfanlage integriert.
Die Waldlandschaft geht in östlicher Richtung in das Große Moor über, das Vechta vom Landkreis Diepholz trennt.
Unmittelbar westlich der Trasse der Nordwestbahn beginnt der Zitadellenpark. Diesen kann man, beginnend am unteren Ende der Rampe zur neuen Bahnhofsbrücke, umrunden. Eine große Runde unter Einbezug der Lindenallee auf dem südwestlichen Wall der Zitadelle ist möglich, wenn man den Katholischen Friedhof einbezieht. Vom Zitadellenpark aus kann man sich in den Hochzeitswald in der Vechtaer Marsch begeben, in dem Brautpaare, aber auch Silber- und Goldpaare Bäume pflanzen können. Auf Rad- und Wanderwegen kann man Vechta durch parkähnliches Gelände westwärts in Richtung Gut Daren in der Gemeinde Bakum verlassen.

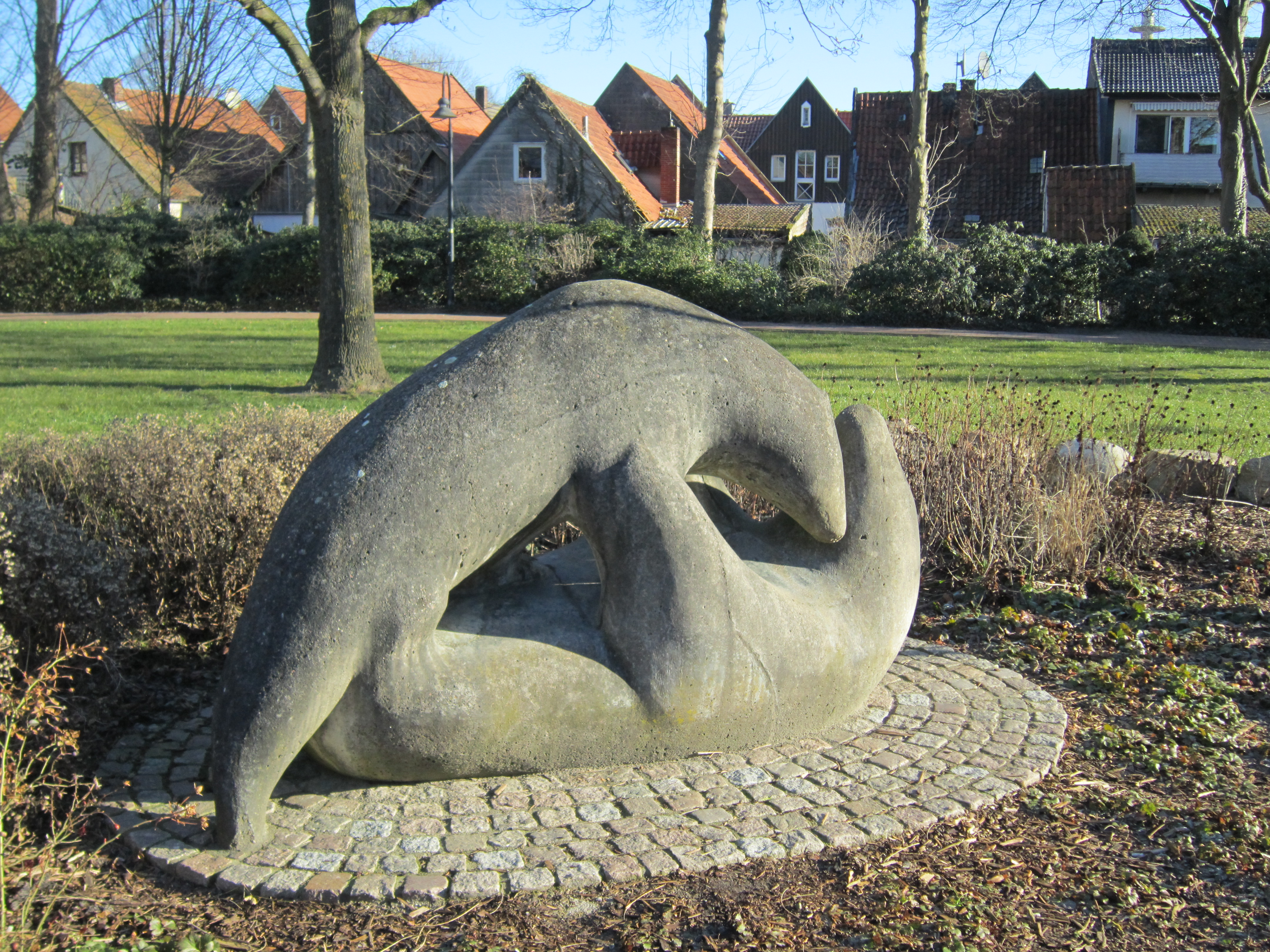
Bee-Park
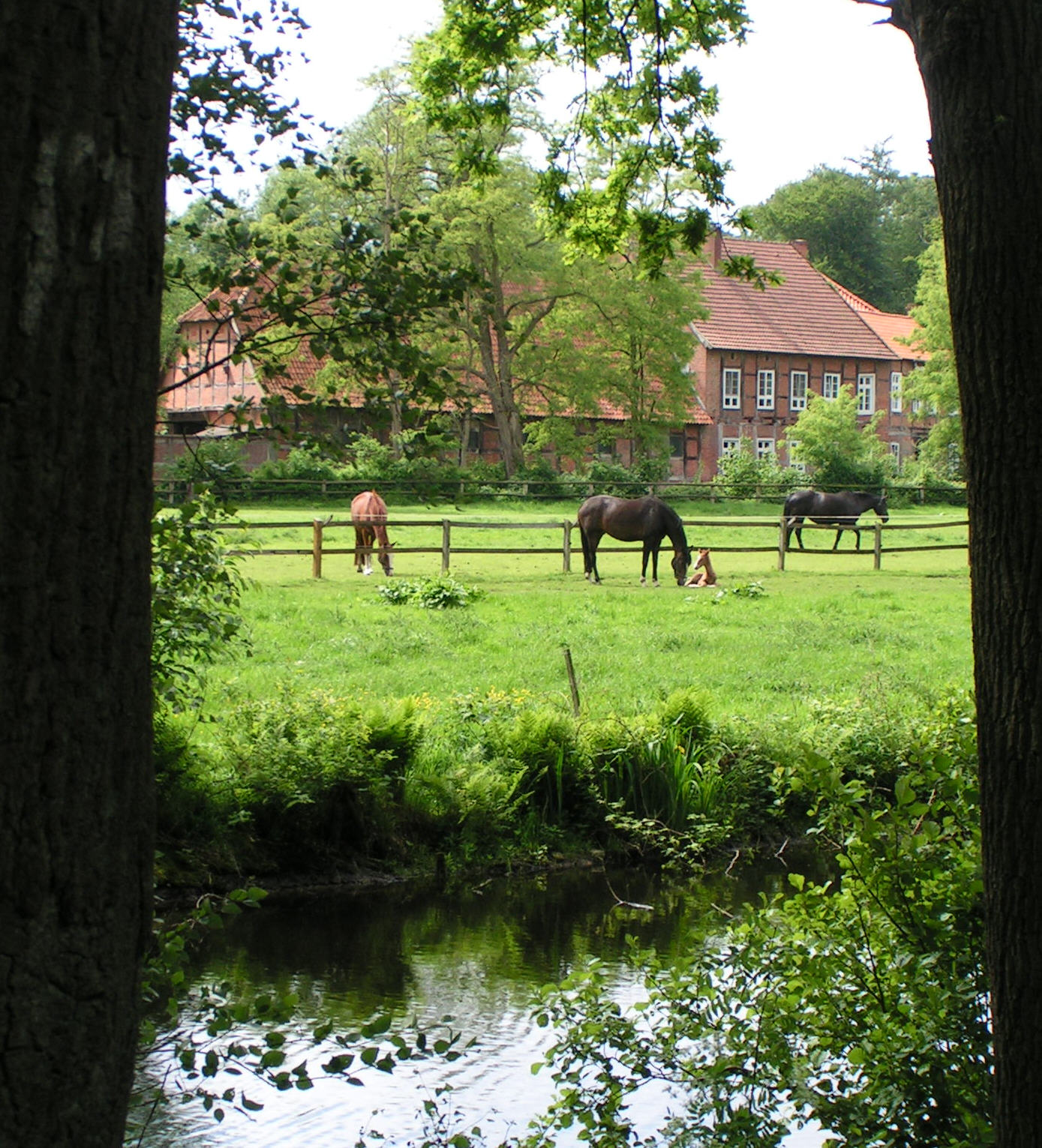
Gut Füchtel
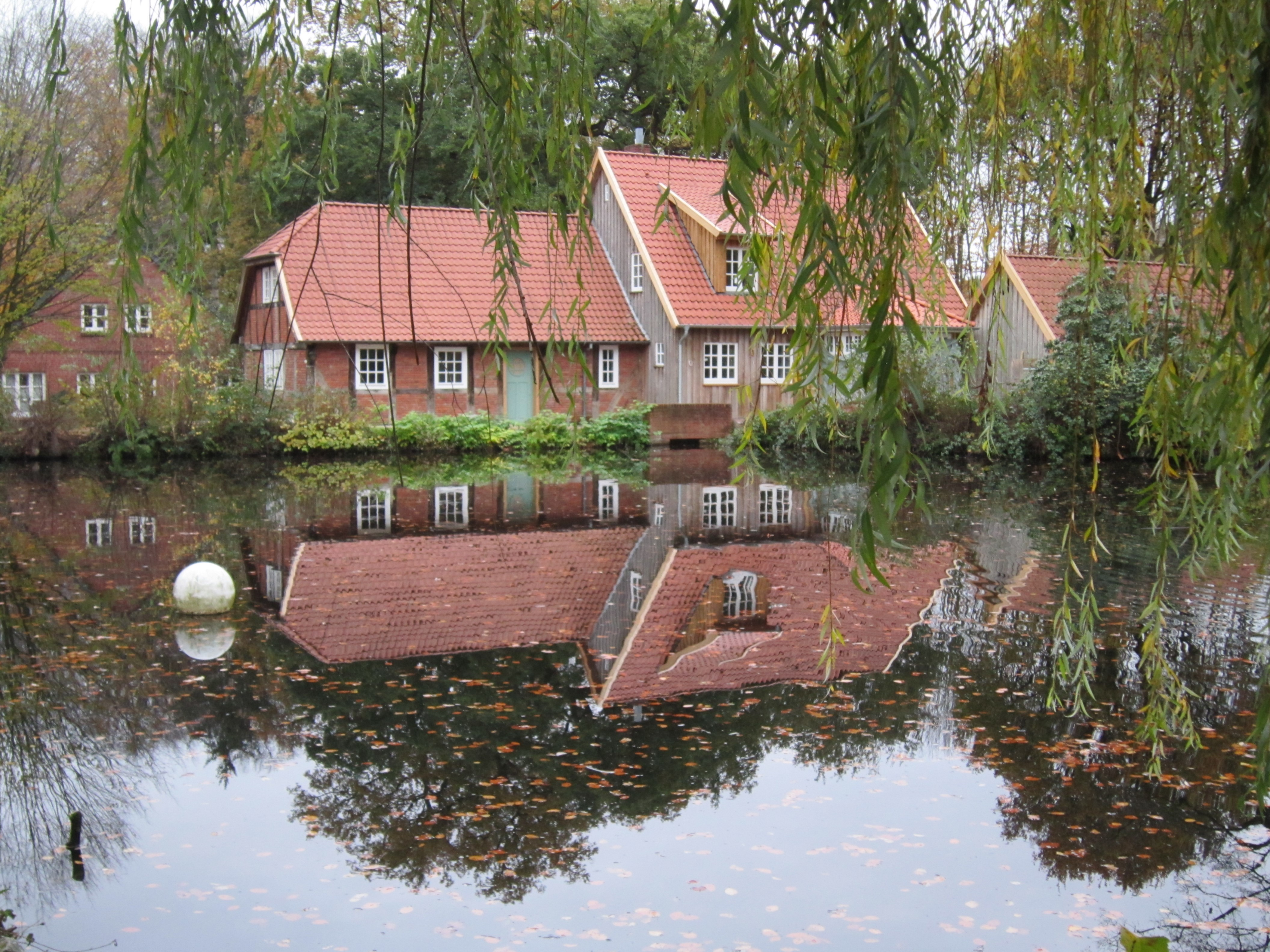
Gut Welpe
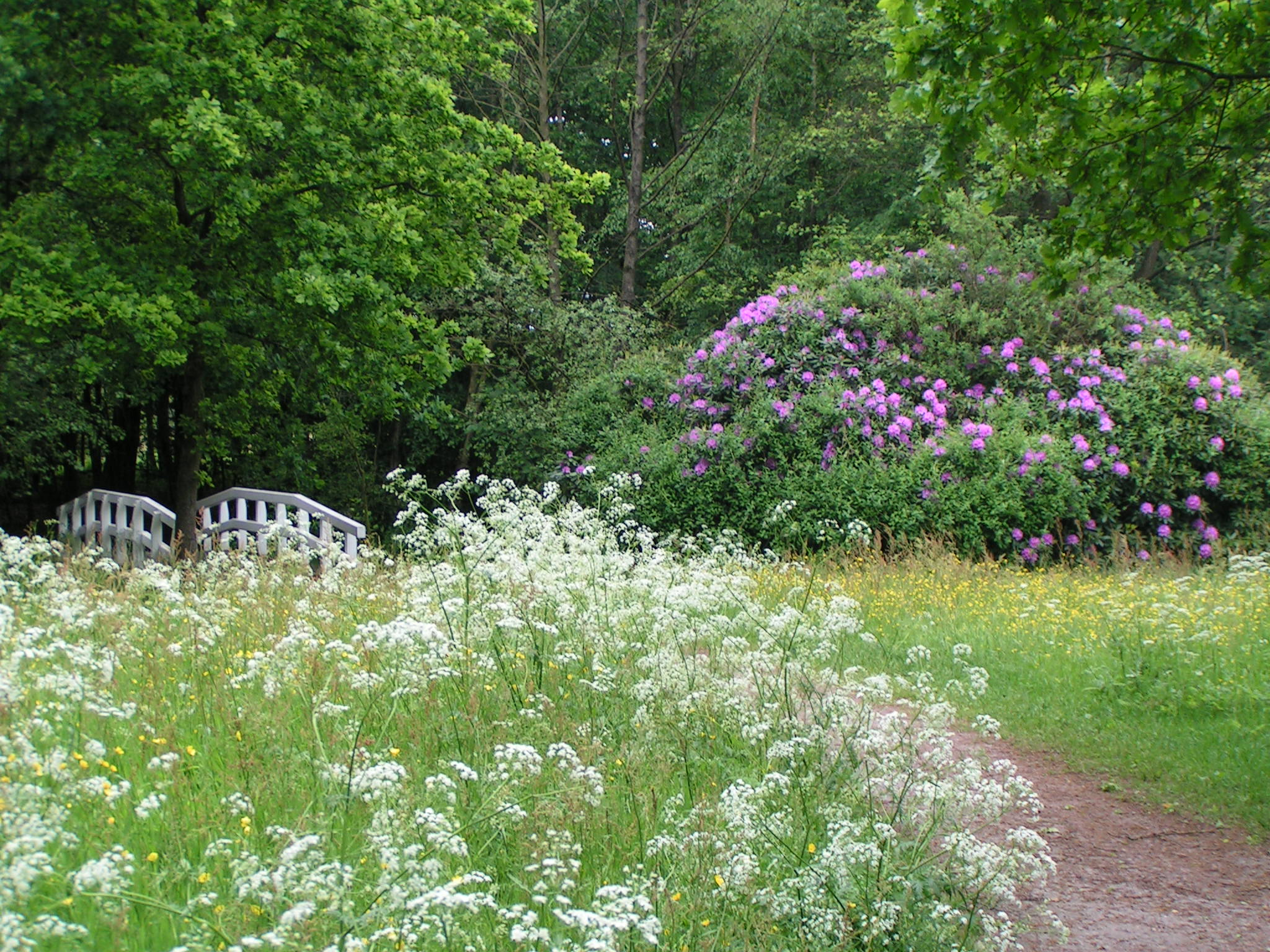
Park „Immentun“
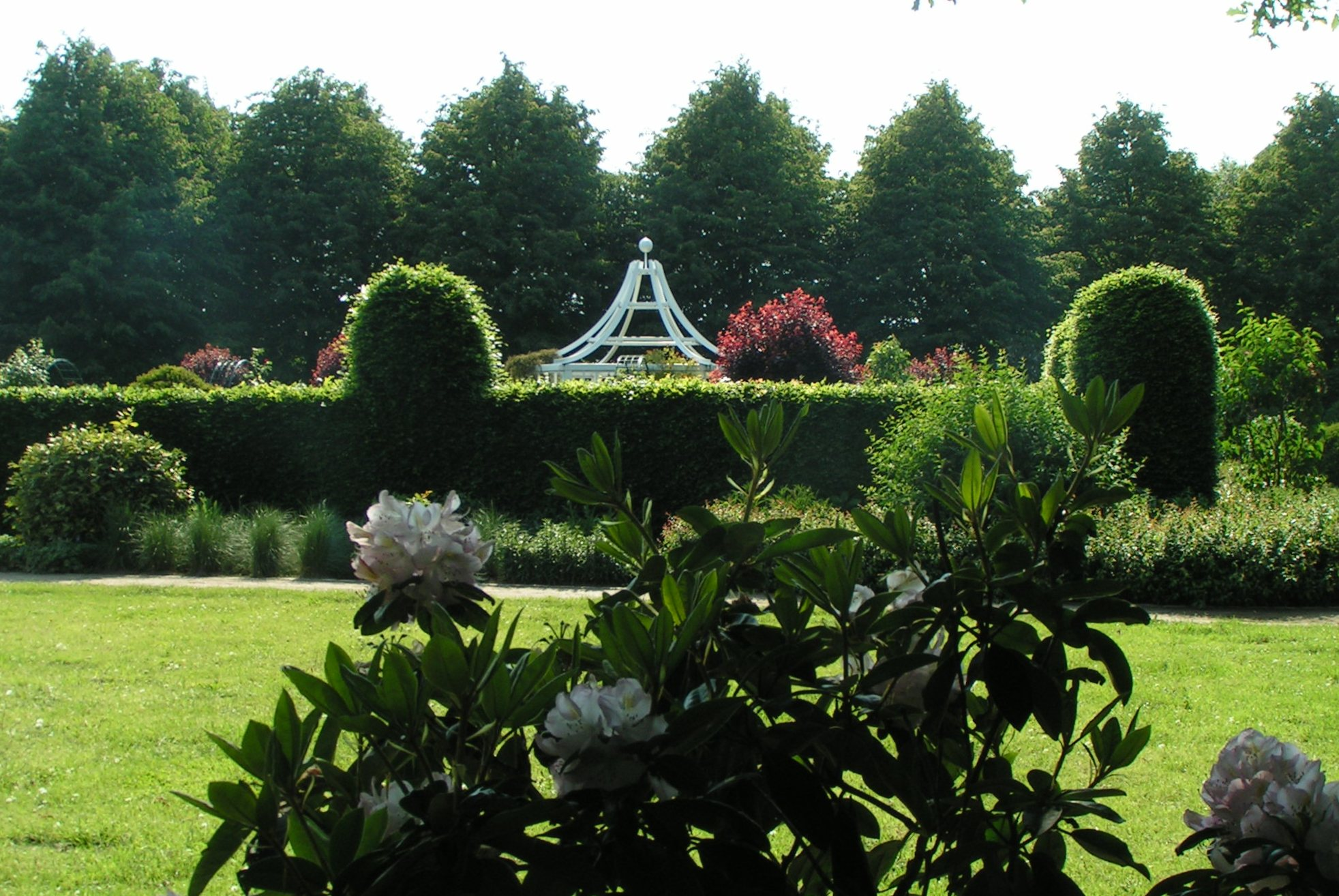
Zitadellenpark
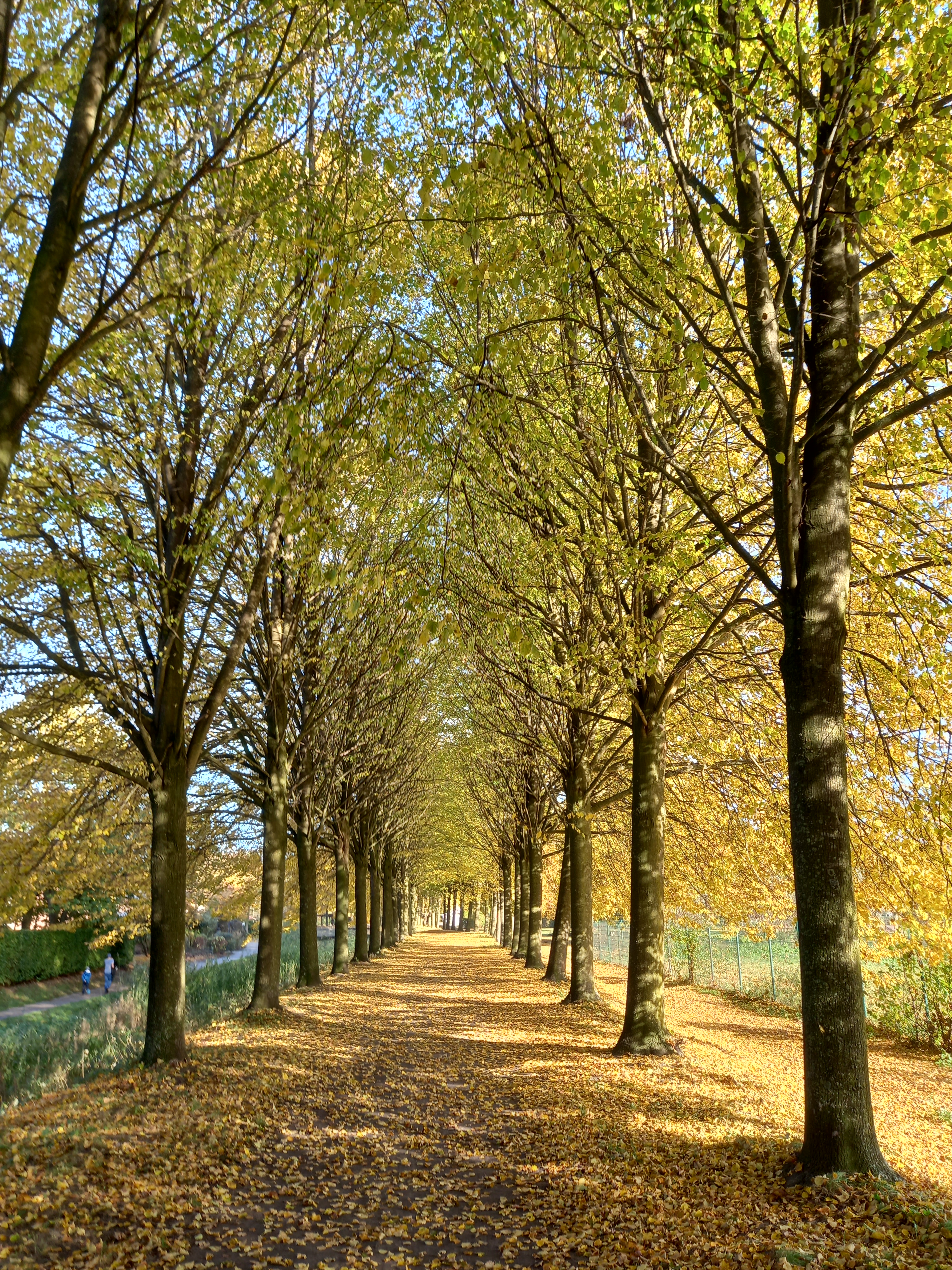
Südwestlicher Zitadellenwall
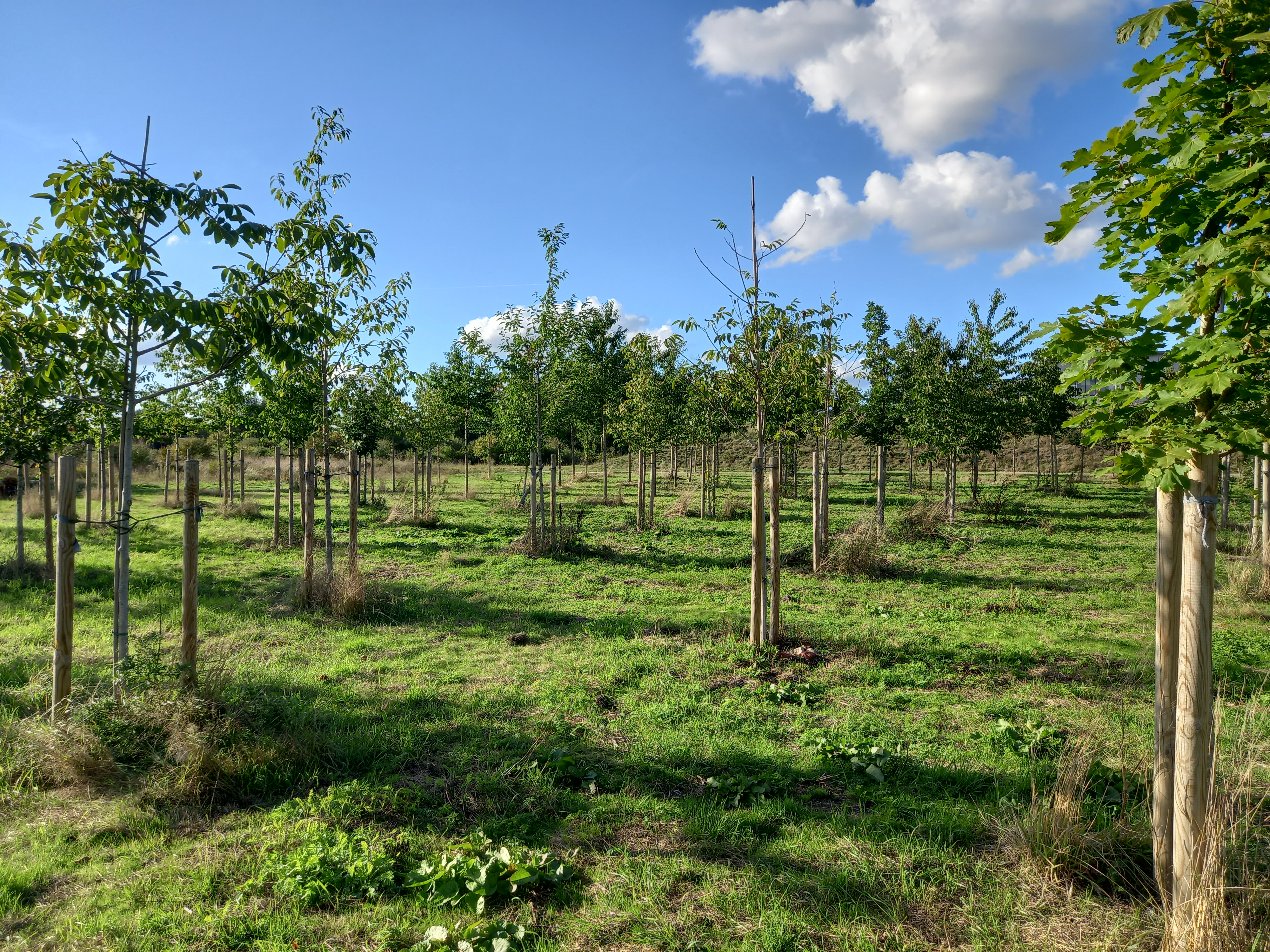
Hochzeitswald

### Tourismusrouten
Durch das Gebiet von Vechta verlaufen die Ferienstraßen Boxenstopp-Route und Niedersächsische Mühlenstraße. Durch Vechta verläuft ebenfalls der Pickerweg, der zum Netz der Jakobswege gehört. Dadurch ist der Pickerweg Teil der ältesten europäischen Kulturstraße. Auch ein Abschnitt der westlichen Variante des Brückenradwegs Osnabrück–Bremen durchquert Vechta. Die Aufnahme als Standort der Niedersächsischen Mühlenstraße konnte nicht verhindern, dass die Bunten Mühle in Langförden im Februar 2018 demontiert wurde. Sie sollte ursprünglich in den Niederlanden wieder aufgebaut werden. Tatsächlich befinden sich Überreste der Mühle im Dorfpark Langförden.

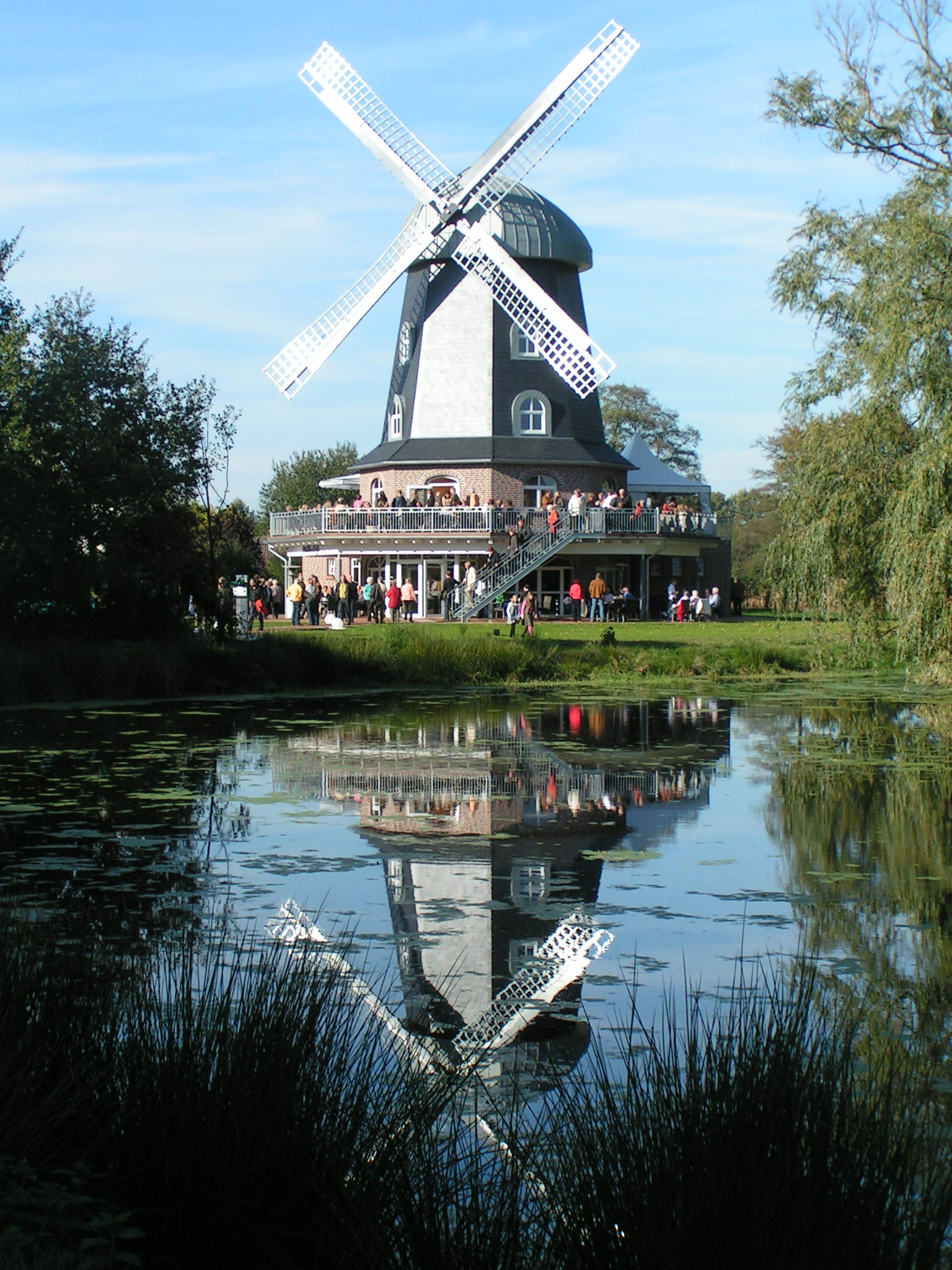
Windmühle Spreda
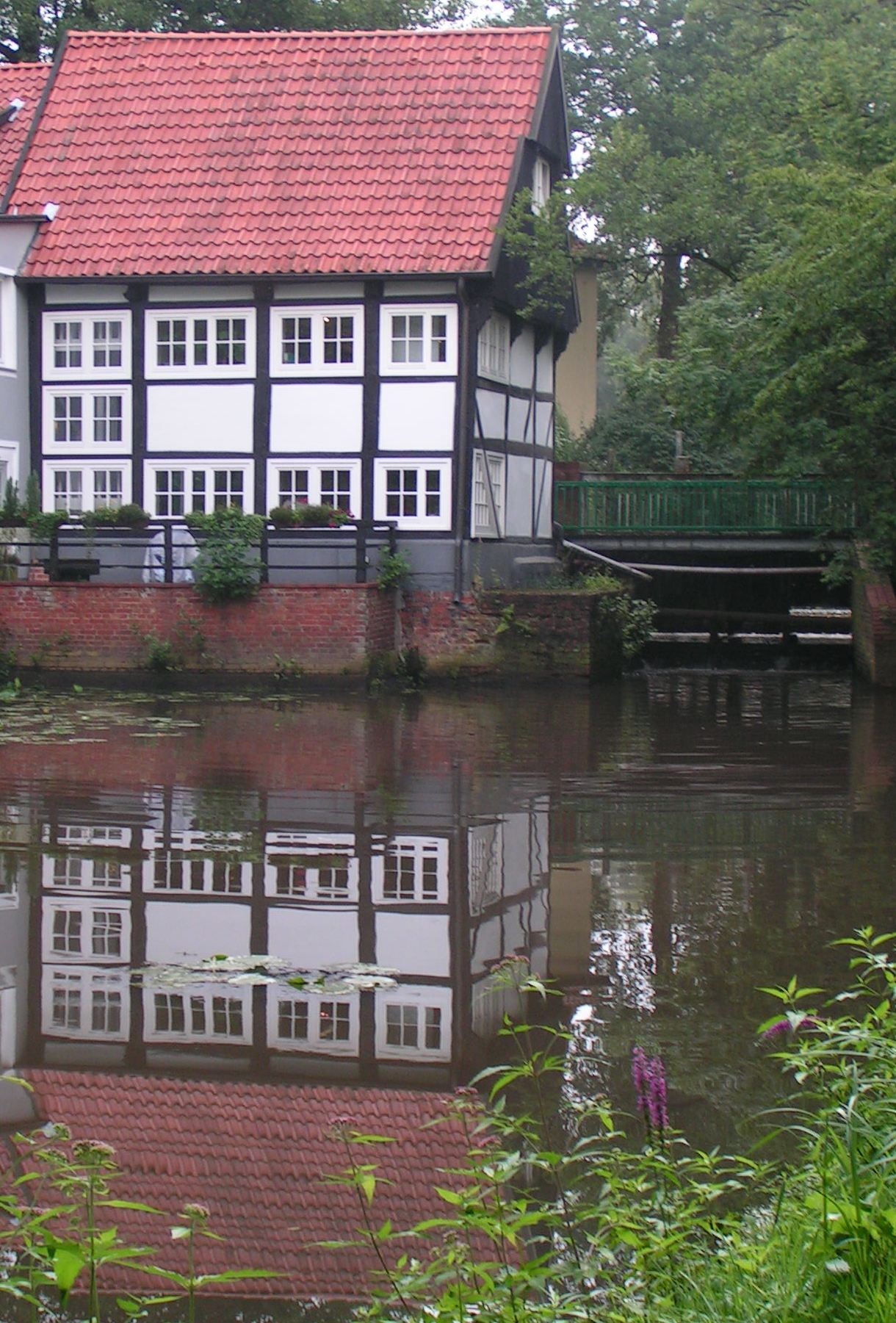
Wassermühle am Vechtaer Moorbach
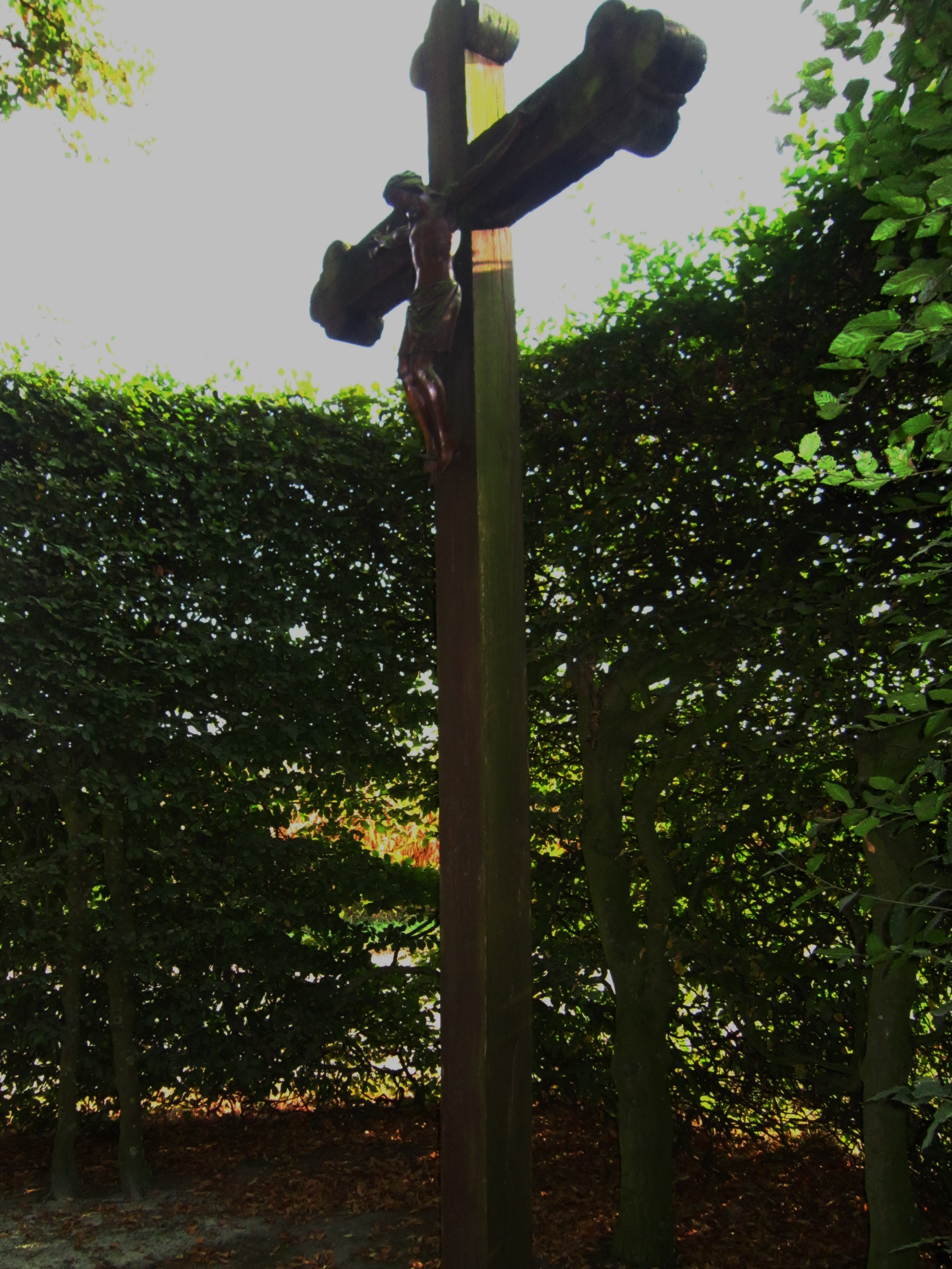
Thesings Kreuz, Haltepunkt am Pickerweg in Holzhausen
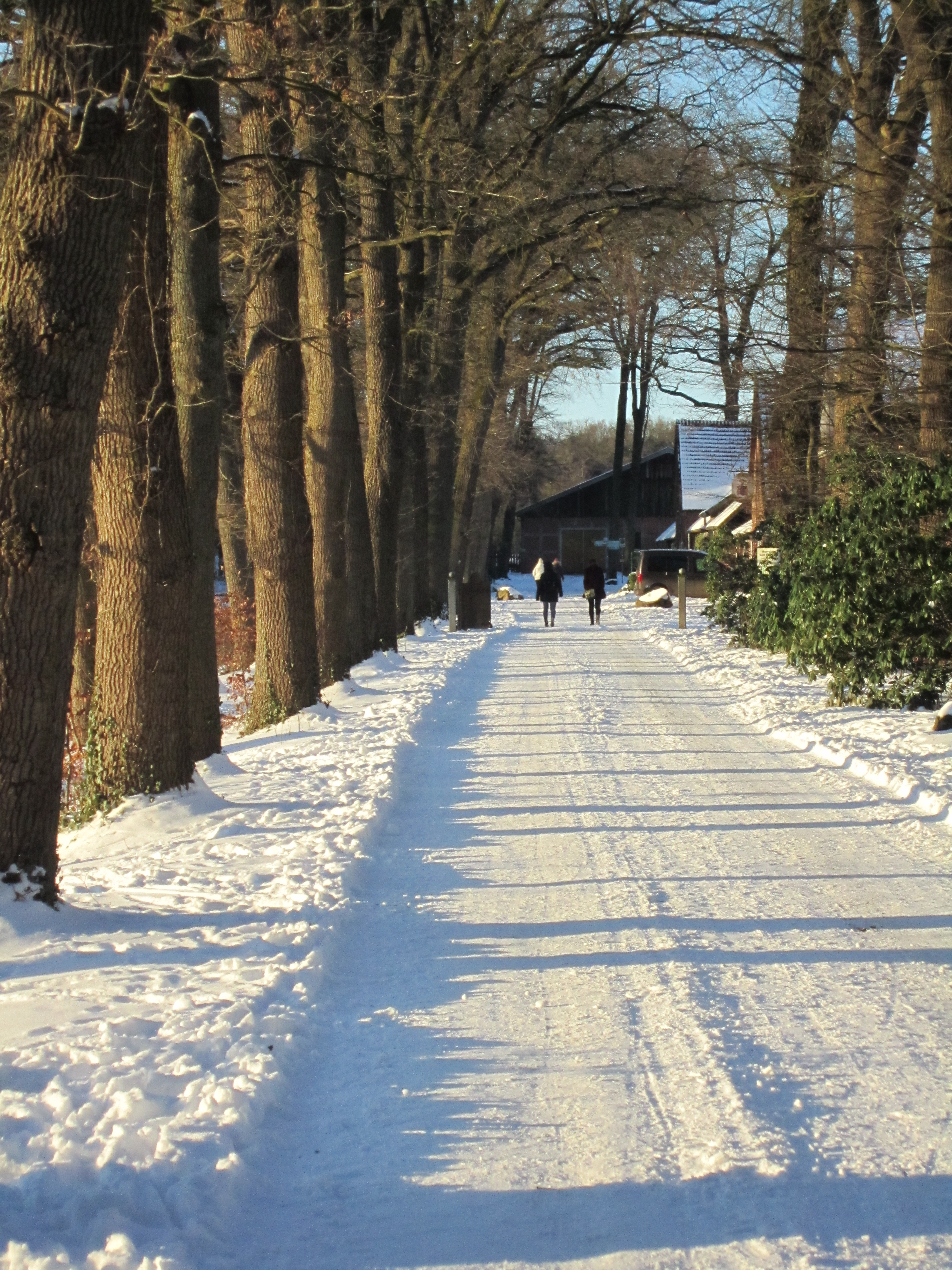
Abschnitt des Pickerwegs innerhalb der Hofanlage von Gut Füchtel
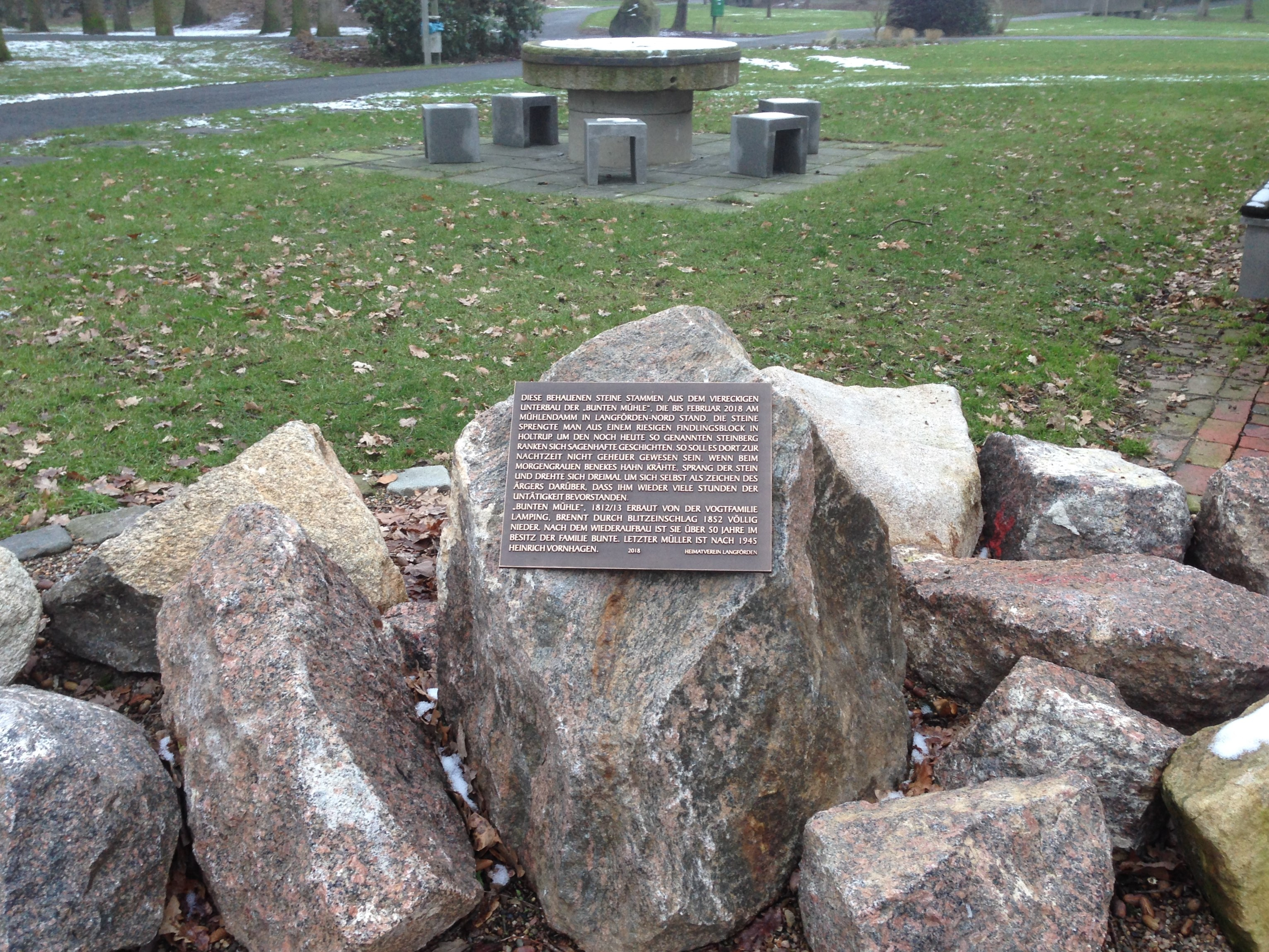
Überreste der Bunten Mühle im Dorfpark Langförden

### Sport

#### Sportvereine
Liste ist nicht abschließend
- SC Rasta Vechta – Der SC Rasta Vechta ist der Basketballverein in Vechta, er hat 799 Mitglieder.[54] Er wurde im Jahr 1979 von ehemaligen Schülern des Gymnasiums Antonianum Vechta, die auch nach der Schulzeit und der Aktivität in der Basketball-AG weiterhin aktiv den Sport ausführen wollten, gegründet. Im April 2013 stieg der Verein in die Basketball-Bundesliga auf, jedoch direkt in der ersten Saison als Tabellenletzter wieder ab. Im anschließenden Finale der Playoffs Anfang Mai 2013 wurden sie Meister der ProA in der Saison 2012/2013.[55]
- SFN Vechta – Der SFN Vechta wurde 1921 gegründet[56] und ist mit 1696 Mitgliedern der mitgliederstärkste Sportverein in Vechta.
- VfL Oythe – Der VfL Oythe hat 1449 Mitglieder und wurde 1947 gegründet. Die 1. Frauen Volleyballmannschaft spielt aktuell in der 2. Bundesliga Nord der Frauen.[57]
- SV BW Langförden – Der SV BW Langförden wurde 1927 gegründet[58] und ist mit mehr als 1000 Mitgliedern der größte Sportverein im Vechtaer Ortsteil Langförden.
- Pferdesportverband Weser-Ems – Der Pferdesportverband Weser-Ems betreibt die Landeslehrstätte für Reiterei sowie eine Geschäftsstelle in Vechta.[59][54]
- DLRG-Ortsgruppe Vechta
- DJK Füchtel Vechta
- BMX-Club Vechta
- AC Kreis Vechta

#### Sportstätten
Am 13. Oktober 2012 wurde in Vechta der „Rasta-Dome“, eine Mehrzweckhalle für 2000 Zuschauer, eröffnet. Die Basketballspiele von Rasta waren in der Saison 2012/2013 zu 90 Prozent mit 2000 Zuschauern ausverkauft. Nach Aufstieg des Vereins in die Basketball-Bundesliga wurde die Halle auf 3200 Plätze ausgebaut, seitdem liegt die Auslastung bei jedem Heimspiel bei 100 Prozent. Seit dem Umbau wird die Halle auch als Stadthalle für verschiedene Veranstaltungen genutzt. Die erste nicht sportliche Veranstaltung fand am 22. November 2012 mit dem Norddeutschen Wirtschaftskongress statt.
Vereine wie der VfL Oythe, SFN Vechta oder SV BW Langförden halten eigene Außensportanlagen für Fußball vor und nutzen für andere Sportarten auch andere Hallen und Sportstätten, zum Beispiel von Schulen mit. Die Universität Vechta hält eigene Sportanlagen vor, die teils von Schulen und Vereinen mitgenutzt werden können. Es stehen in Vechta vier Schwimmbäder zur Verfügung: Das Hallenwellen & Freibad Vechta, die Schwimmhalle an der Geschwister-Scholl-Oberschule und ein Hallenbad in Langförden werden von der Stadt Vechta betrieben. Die Schwimmhalle des Gymnasiums Antonianum betreibt der Landkreis Vechta. Im Süden der Stadt befindet sich im Welper Wald der Golfplatz des Golfclub Vechta-Welpe mit 18 Löchern.
Im Reiterwaldstadion finden vom AC Kreis Vechta veranstaltete Flutlichtrennen statt.

### Regelmäßige Veranstaltungen
- Christi-Himmelfahrtsprozession
- Schützenfest Hagen: Jeweils zu Pfingsten eröffnet die St. Hubertus Schützenbruderschaft Hagen mit ihrem Hochfest den Reigen der Schützenfeste in der Kreisstadt.
- Die Landpartie „StadtgARTen“ fand früher alljährlich Ende Mai oder Anfang Juni auf dem Platz vor dem Museum im Zeughaus in der Zitadelle Vechta statt. Ihr Standort wurde auf den Rasen im Vorfeld der Zitadellenbastion entlang der Gräfte verlegt.
- Sommerfest des Abfallwirtschaftszentrums Tonnenmoor (Anfang Juni)
- Schützenfest des Bürgerschützenvereins Vechta: Bei dem alljährlich im Juni über drei Tage andauernden Fest wird unter den über tausend Schützen des Vereins jeweils am Samstagabend um 20 Uhr auf dem Europaplatz ein neuer Schützenkönig ausgeschossen.
- Schützenfest Stoppelmarkt: Organisiert vom Schützenverein Stoppelmarkt
- Öffentliche Opernaufführung im Innenhof der JVA für Frauen: Jeweils zwei Tage im Juli
- Stoppelmarkt: In Vechta wird jährlich um den 15. August der im norddeutschen Raum bekannte Stoppelmarkt abgehalten, ein 1298 erstmals urkundlich erwähntes Volksfest mit aktuell über 800.000 Besuchern.
- Internationales Motorrad-Sandbahnrennen auf einer 535 Meter langen Sandbahn jedes Jahr am ersten oder zweiten September-Wochenende im Reiterwaldstadion Vechta mit dem Langbahn-WM Grand Prix von Deutschland
- Schützenfest Oythe („Im Kühl“), jeweils am ersten Wochenende im September
- Vechtaer Burgmannen-Tage: Jeweils am letzten Wochenende des Septembers in der Zitadelle
- Sommerfest der „der Lebens- und Arbeitsgemeinschaft Sonnenhof e. V.“ in Deindrup an jedem ersten Sonntag im September
- Der Thomasmarkt findet jeweils am Wochenende mit dem vierten Sonntag im Oktober statt.
- Barbaramarkt beim Museum im Zeughaus am Wochenende des Ersten Advents
- Adventskonzert am Ersten Advent des Posaunenchors und Kirchenchors der evangelischen Kirchengemeinde, Instrumentalgruppen; Klosterkirche Vechta.

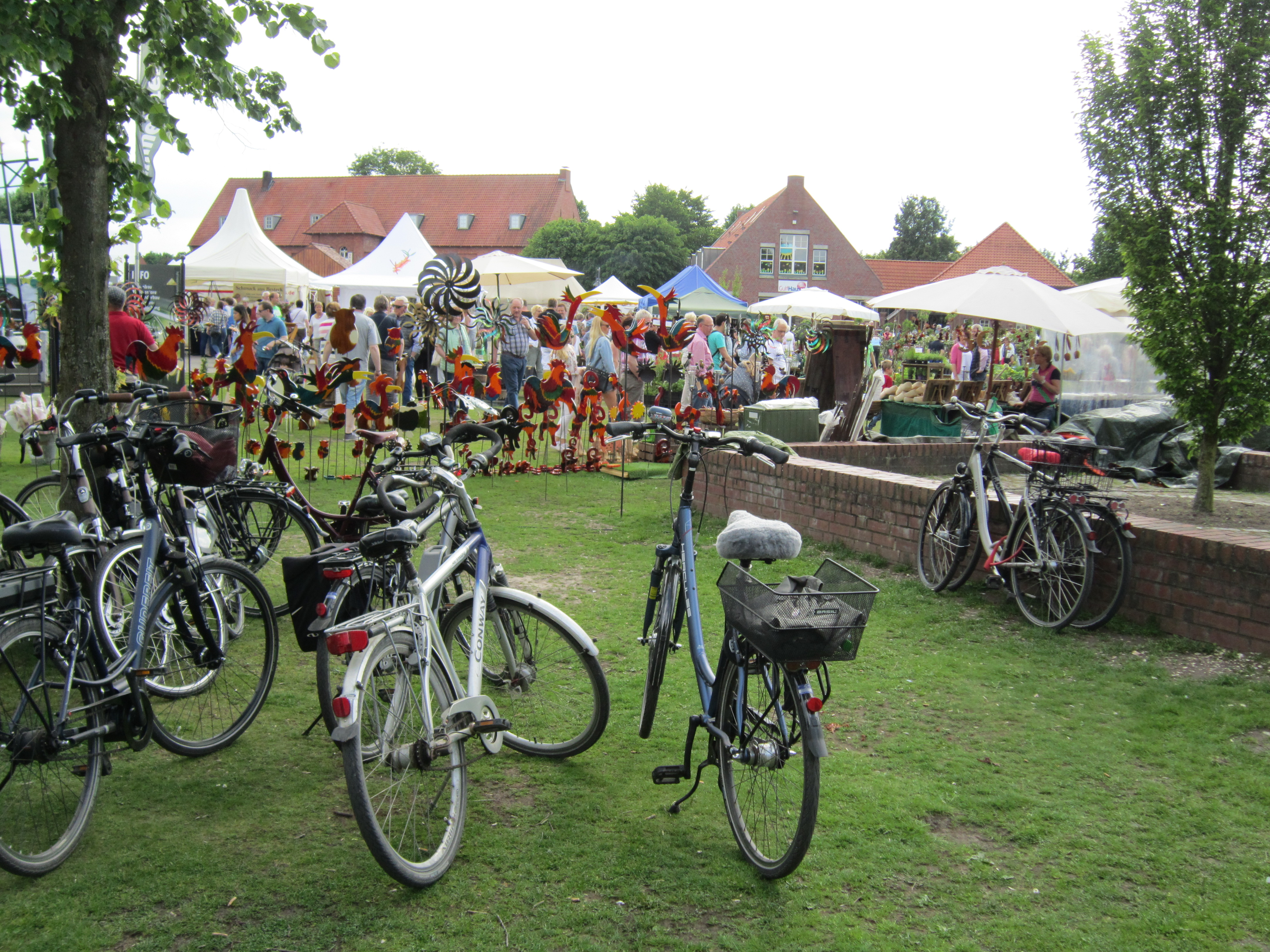
„StadtgARTen“ vor dem Gulfhaus (21. Mai 2017)
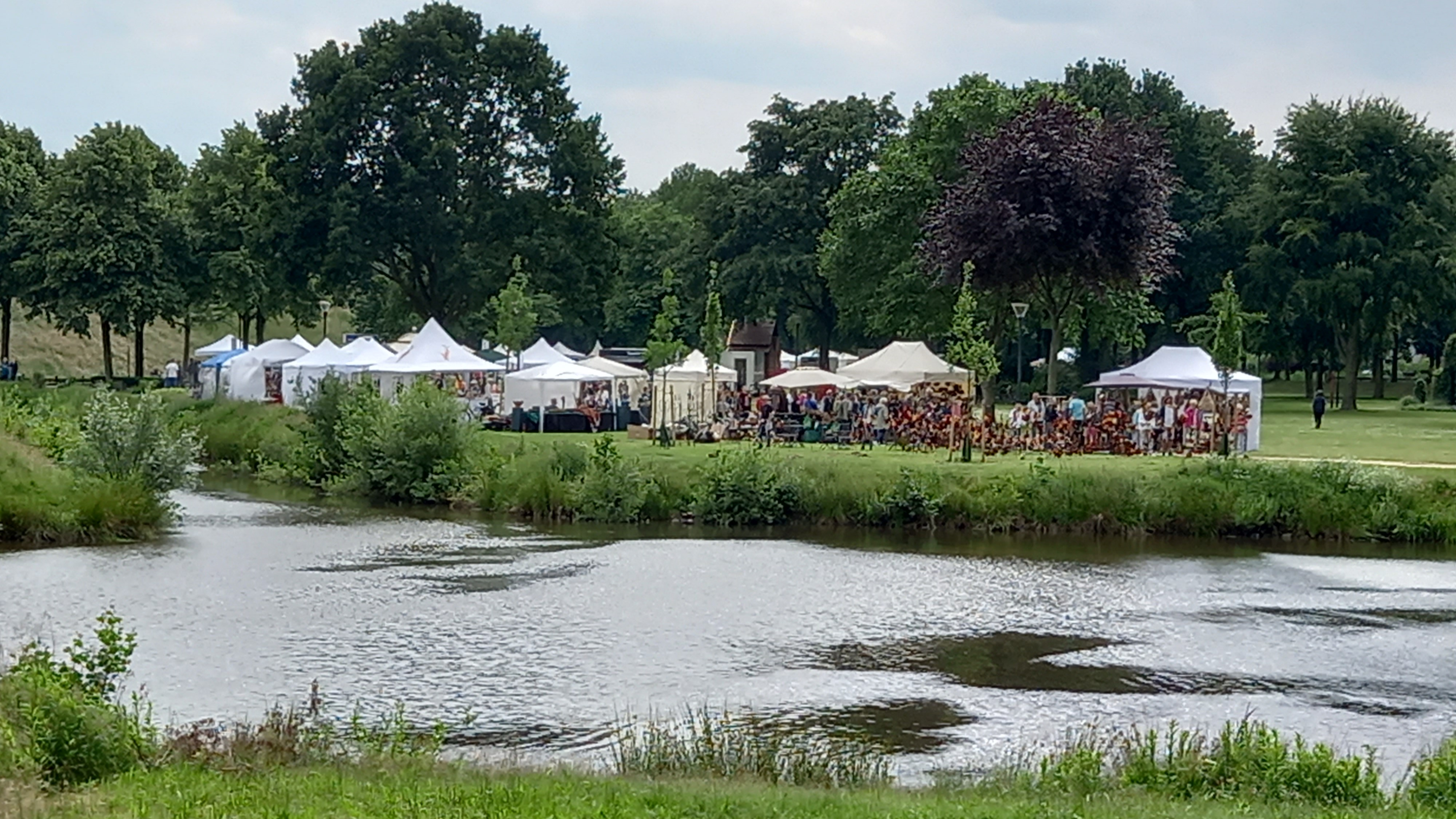
„StadtgArten“ auf dem Zitadellenvorfeld (8. Juni 2024)
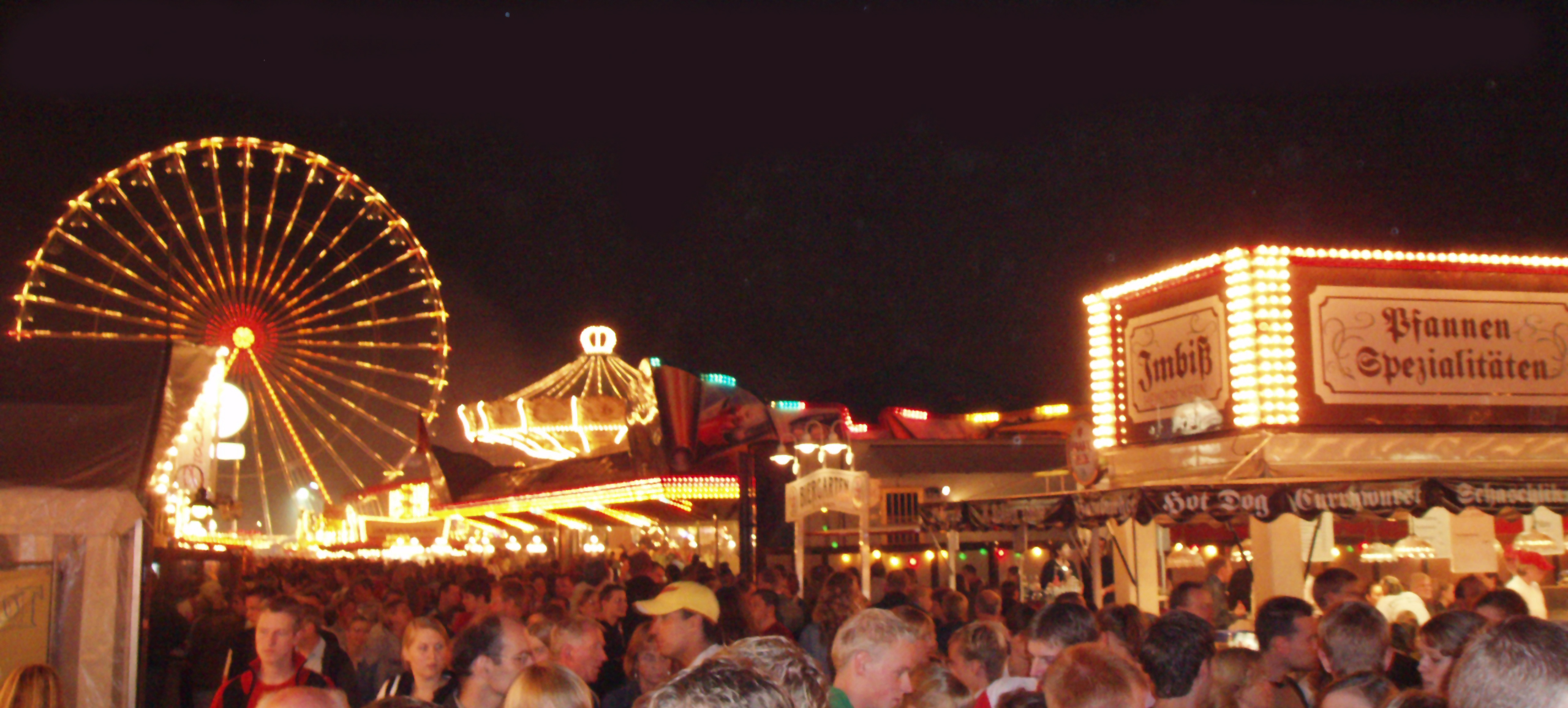
Der Stoppelmarkt am Abend (Mitte August)
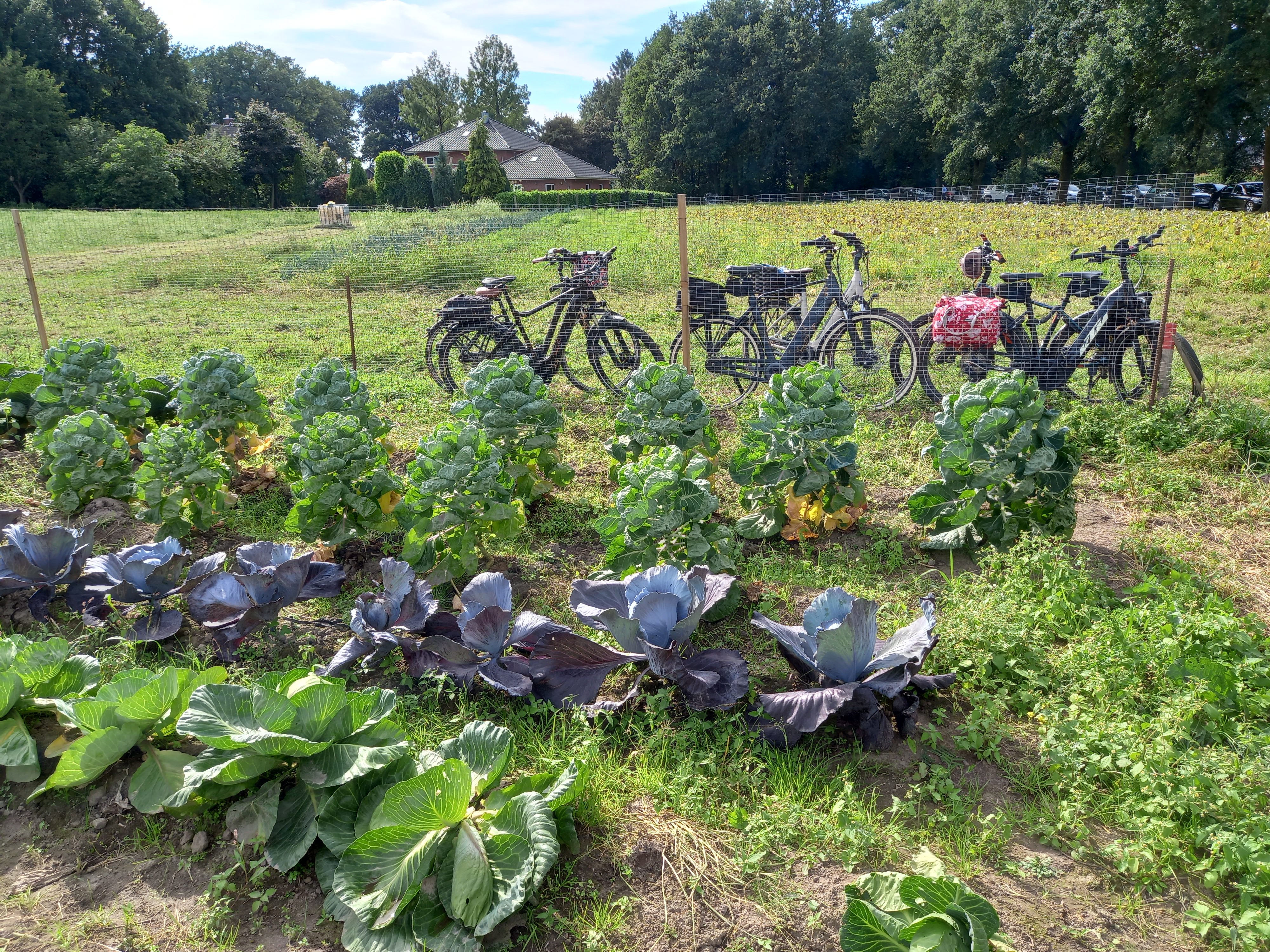
Sommerfest der Landbaugemeinschaft „Sonnenhof“ in Deindrup (Anfang September)
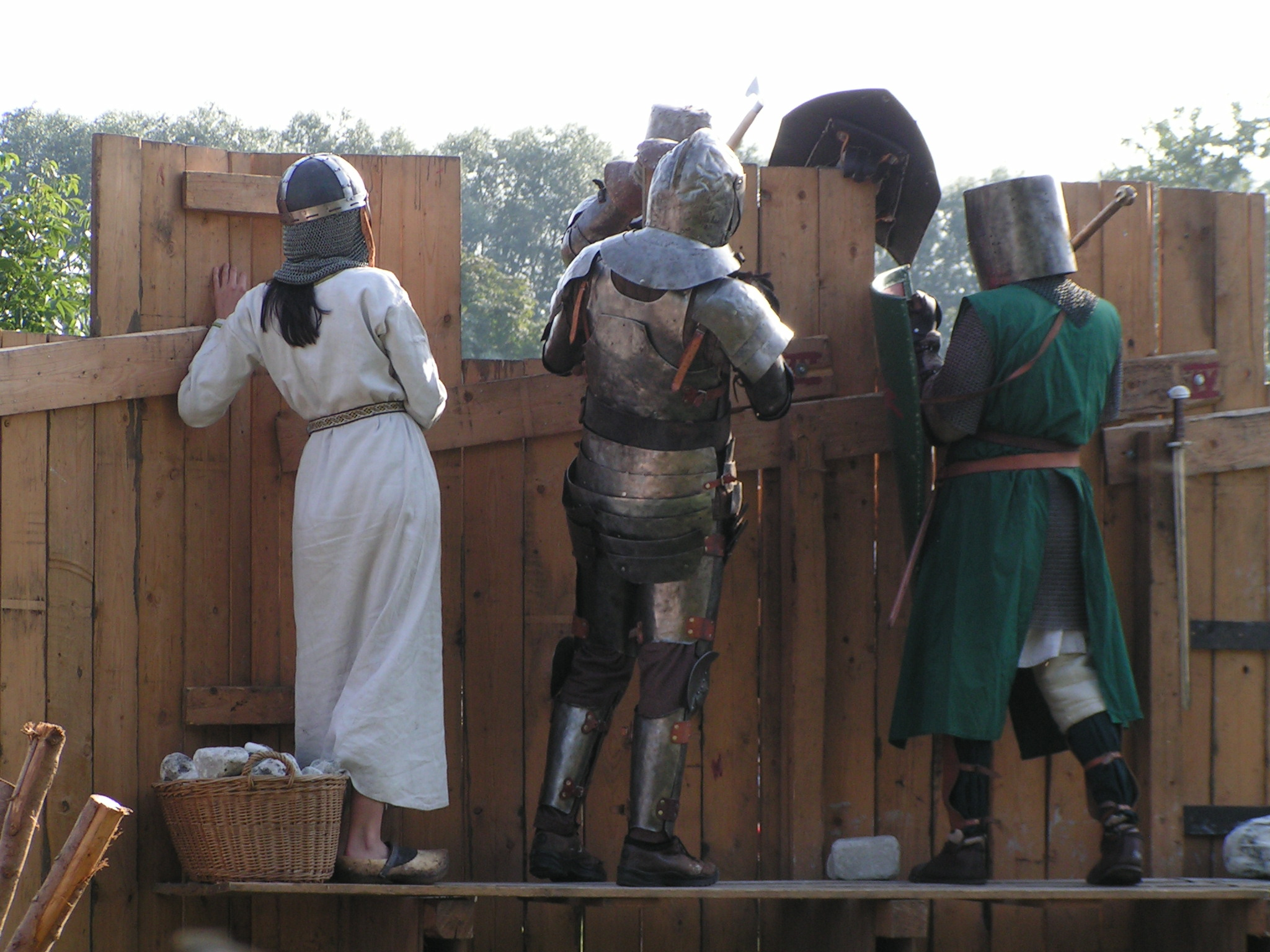
„Eroberung einer Burg“ während der Burgmannen-Tage (Ende September)
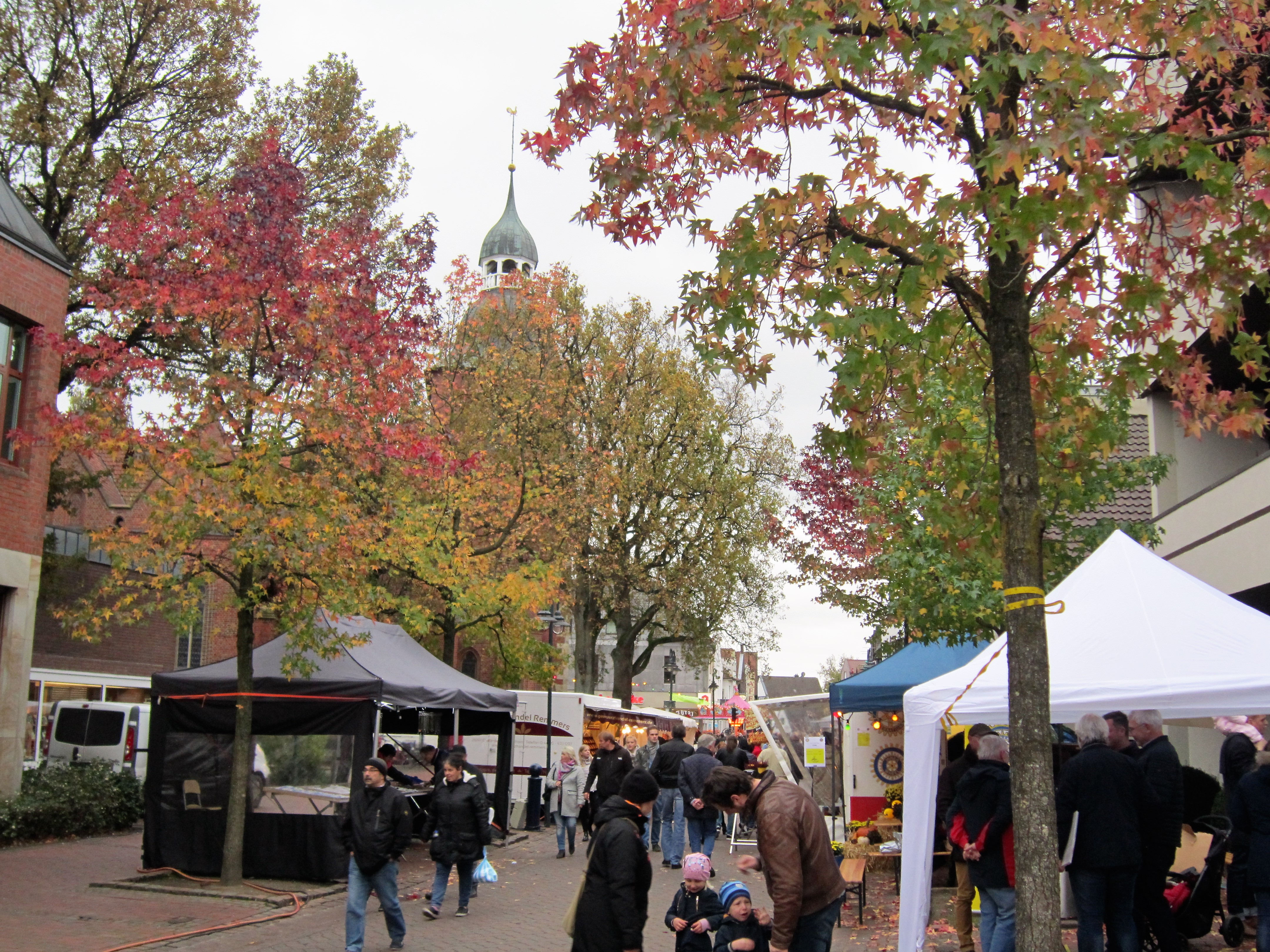
Thomasmarkt (Ende Oktober)
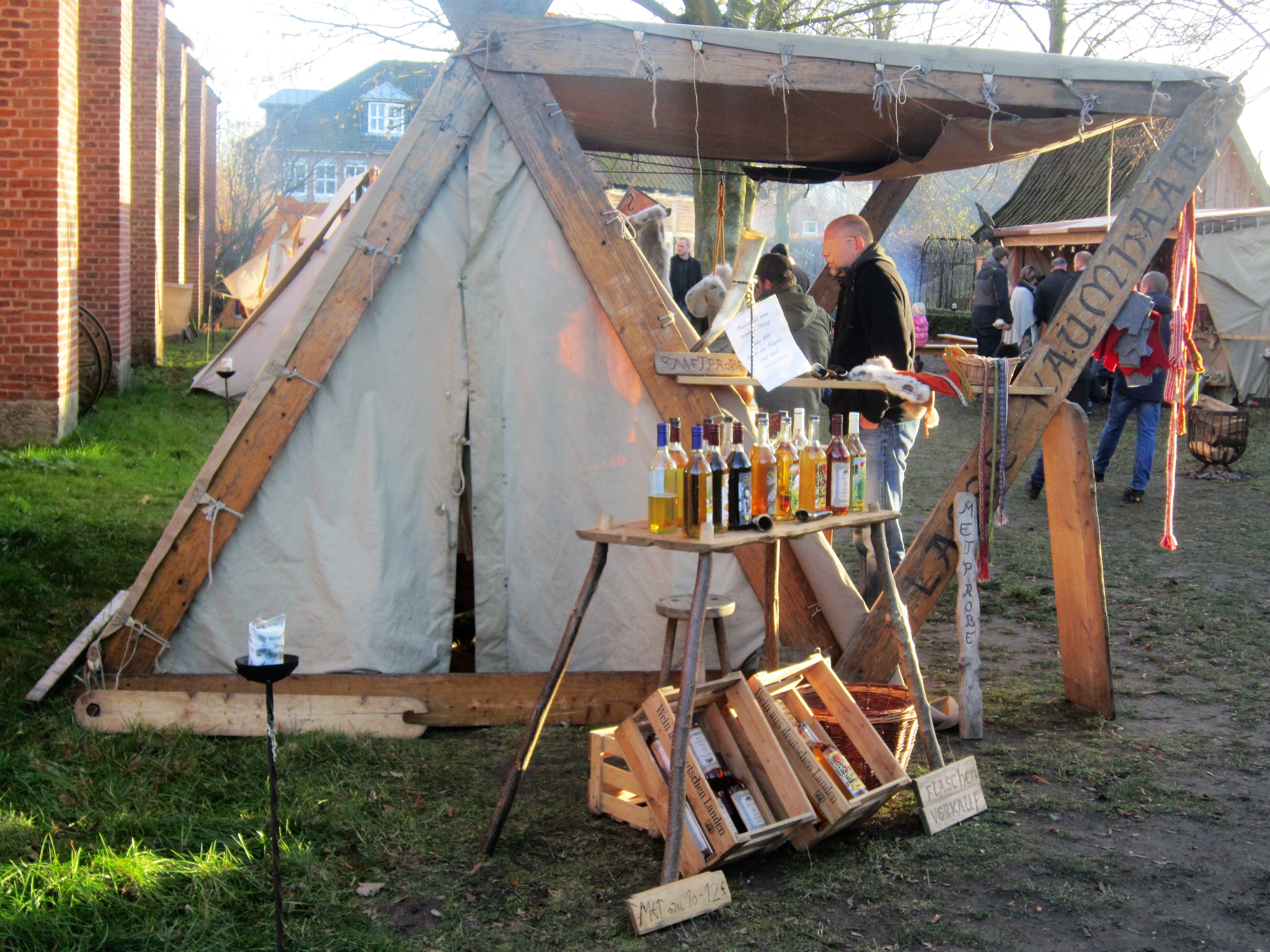
Barbaramarkt (Anfang Dezember)

## Wirtschaft und Infrastruktur
Die Region Oldenburger Münsterland ist durch eine große Dichte an Schweine- und Geflügelzuchtbetrieben gekennzeichnet. Infolgedessen siedelten sich in Vechta Futtermittel-, Stallausrüstungs- und Tierarzneimittelindustrie an. In Vechta wird Torf verarbeitet und Ton zu Ziegeln gebrannt. An mehreren Standorten im Stadtgebiet wird Erdöl gefördert. Auch das kunststoffproduzierende Gewerbe hat den Standort Vechta für sich entdeckt. Da Vechta Kreishauptstadt und Universitätsstadt ist und über drei Gymnasien verfügt, gibt es hier einen hohen Bedarf an Tätigkeiten im Verwaltungs- und Bildungsbereich.
Vechta ist einer der traditionsreichsten Justizvollzugsstandorte in Deutschland. Schon seit Mitte des 17. Jahrhunderts entwickelte sich die heutige Kreisstadt zum größten Justizvollzugsstandort im Oldenburger Münsterland. In Vechta befindet sich im ehemaligen Franziskanerkloster die zentrale JVA für Frauen in Niedersachsen. Daneben gibt es in Vechta auch eine 1904 erbaute JVA für Männer, in der Jungtäter einsitzen, die bei ihrer Verurteilung nicht älter als 25 Jahre waren, sowie zwei Nebenstellen der JVA für Frauen auf dem Zitadellengelände. Das Haus für den offenen Vollzug und für Freigänger in Delmenhorst ist der JVA Vechta organisatorisch zugeordnet.
Das Oldenburger Münsterland gilt als aufstrebender Landesteil mit einer der niedrigsten Arbeitslosenquoten von circa vier Prozent und der höchsten Geburtenrate von circa 1,6 Kindern pro Frau bei gleichzeitig relativ gleichmäßig verteiltem Wohlstand.
Zwischen 2010 und 2012 wurden das Kino-Center am ZOB und die neue Tiefgarage am St. Marienhospital gebaut. Im Jahr 2015 wurde zudem das dritte Großprojekt, die Entlastungsstraße West, fertiggestellt.

### Verkehr

#### Kraftfahrzeugverkehr

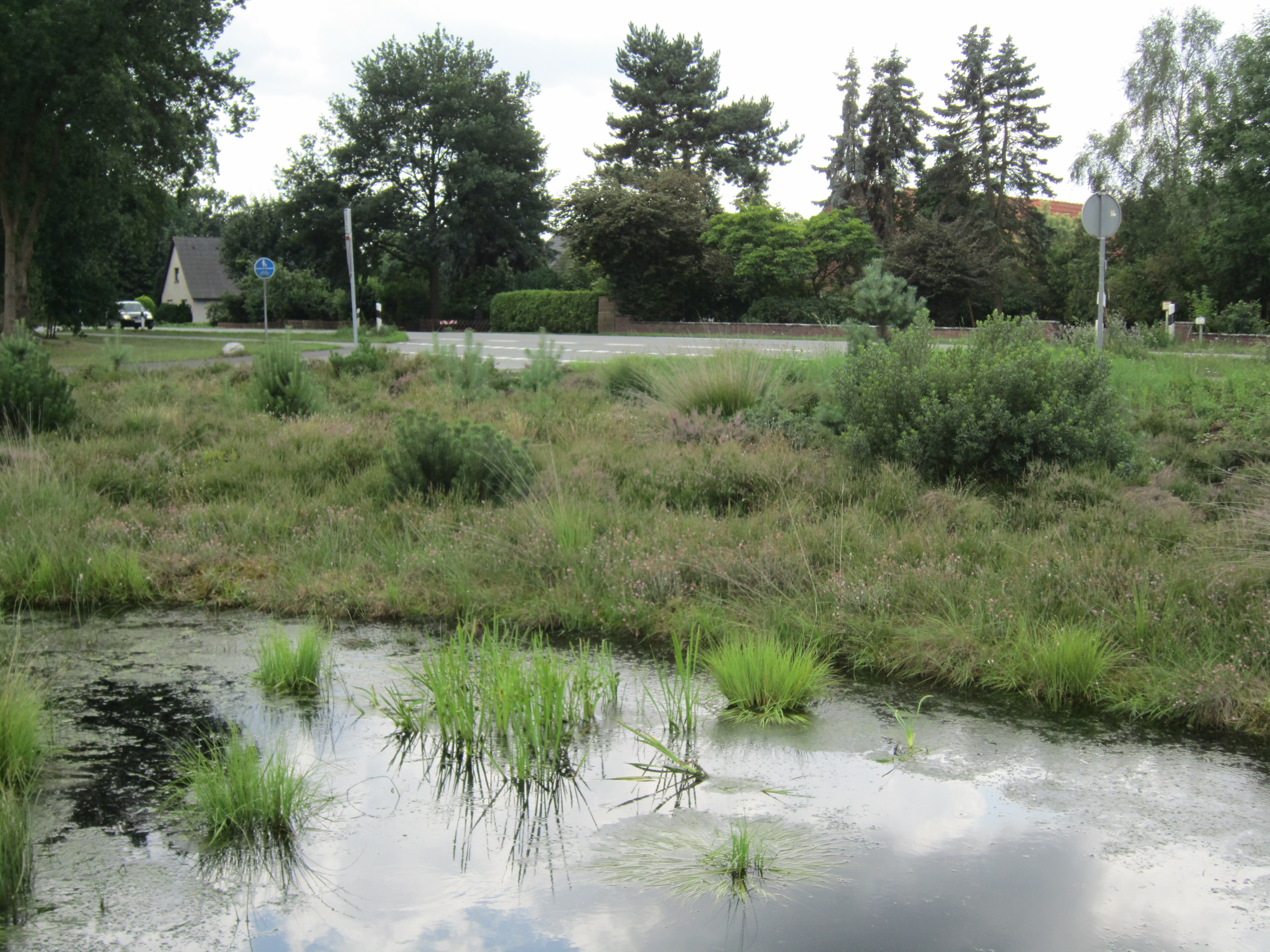
Diepholzer Straße (B 69) südlich von Vechta kurz vor dem Beginn der Umgehungsstraße

Vechta hat durch drei Anschlussstellen (Vechta-West/Bakum, Cloppenburg, Vechta-Nord/Ahlhorn-Süd) direkten Anschluss an die Bundesautobahn A 1 (Hansalinie, Europastraße 37) zwischen Bremen und Osnabrück und wird umgangen von der Bundesstraße 69 zwischen Oldenburg und Diepholz, von wo aus die Bundesstraße 214 Richtung Nienburg/Hannover und Minden führt.
Vechtas Hauptverbindungsstraßen sind die B 69, die als Umgehungsstraße um die Stadt führt und sich im Norden mit der Nordtangente als Stadtumgehung schließt und dann die Stadtteile Calveslage und Langförden mit der Innenstadt und Schneiderkrug (B 72) verbindet, die L 843 (Verbindung zur A 1) und die L 881 Richtung Goldenstedt/Bremen bzw. Richtung Visbek. Die L 846 zwischen Lohne und Vechta ist die am stärksten befahrene Landstraße Niedersachsens.
Die Großstädte Oldenburg, Bremen und Osnabrück sind jeweils circa 65 Autobahnkilometer entfernt.
Durch den zunehmenden innerstädtischen Verkehr stellten sich in den letzten Jahrzehnten des 20. Jahrhunderts zwei Probleme, die gelöst werden mussten: der Durchgangsverkehr musste weitgehend aus dem Siedlungskern Vechtas herausgehalten werden, und der Bahnverkehr musste am Innenstadtrand vom Kraftfahrzeug- und Fahrradverkehr getrennt werden.
Dem ersten Ziel dienen die Verlagerung der Bundesstraße 69 durch den Bau einer Umgehungsstraße, mit dem 1998 begonnen wurde, und die Anbindung der Straßen nach Visbek und Goldenstedt an die B 69 neu. Die Umgehungsstraße besteht aus dem 2004 fertiggestellten ersten Bauabschnitt der westlich um die Stadt führenden B 69 und der im Juni 2010 fertiggestellten Nordtangente Landesstraße L 881. Die Umgehungsstraße West führt von der Diepholzer Straße bis zur Oldenburger Straße süd-west-nordwestlich am Stadtgebiet vorbei (B 69). Von der Anschlussstelle Oldenburger Straße ist die Nordtangente angebunden, die das Stadtgebiet nordnordöstlich umgeht und auf dem Oyther Berg in Telbrake als Anschluss Richtung Goldenstedt/Twistringen/Bremen endet.
Zur Erreichung des zweiten Ziels wurde das wichtigste innerstädtische Straßenbauprojekt (neben dem Bau der Brücke für Fußgänger und Radfahrer über die Nordwestbahn-Gleise am Bahnhof), die „Entlastungsstraße Vechta-West“, von Februar 2012 bis Juli 2015 in Vechta-Falkenrott gebaut. Das Projekt umfasste die Ersetzung zweier Ampelkreuzungen durch Kreisverkehre und den Ersatz des dazwischen liegenden Bahnübergangs durch eine Unterführung in Trogbauweise unter die Bahnstrecke Delmenhorst–Hesepe. Die Unterführung wurde am 11. Juli 2015, ein halbes Jahr früher als geplant, feierlich eröffnet.
Im Jahr 2011 wurde die komplette Verkehrsbeschilderung in Vechta ausgewechselt und das neue Verkehrsleitsystem „Stadtring“ eingeführt. Dabei werden alle Verkehrsteilnehmer, die in die Stadt hineinfahren auf einer (ausgeschilderten) Ringstraße um die Innenstadt geleitet. Erst auf dem Stadtring erhält der Verkehrsteilnehmer dann genaue Informationen wie z. B. „Bahnhof“ oder „Krankenhaus“.
In Zukunft ist von der Stadtverwaltung zudem geplant, den Stadtring durch Erneuerung von Ampelanlagen bzw. Ersatz durch Kreisverkehre zu optimieren.

#### Radverkehr

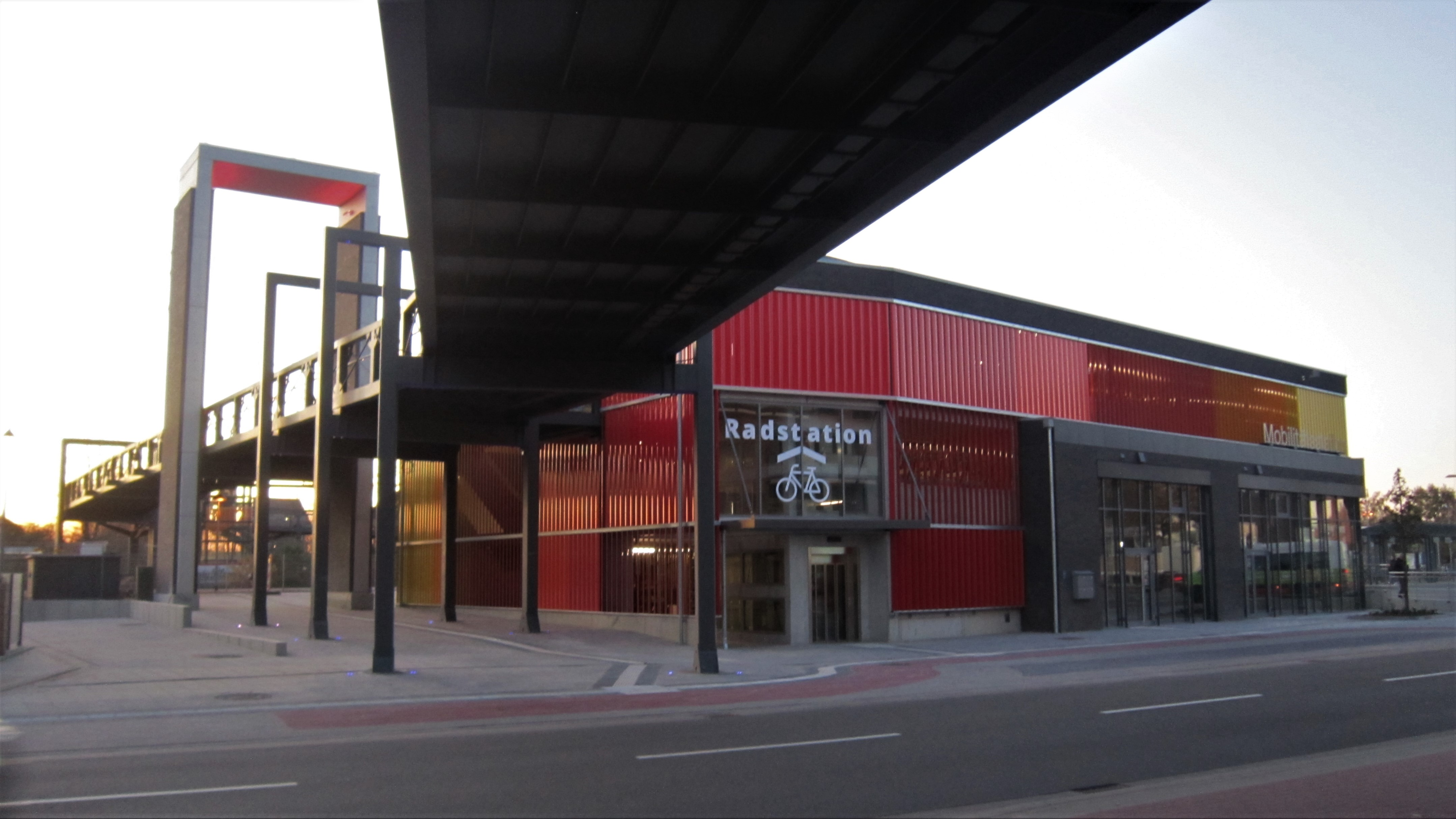
Radstation am Bahnhof Vechta

Der Allgemeine Deutsche Fahrrad-Club (ADFC) unterzieht alle zwei Jahre viele Städte in Deutschland einem „Fahrradklima-Test“. Im Jahr 2022 erreichte die Stadt Vechta dabei die Schulnote 3,4. In der Klasse der Städte von 20.000 bis 50.000 Einwohnern belegte Vechta bundesweit Platz 30 von 447 teilnehmenden Städten. Auf Landesebene belegte Vechta Platz 3 von 62 teilnehmenden Städten. Gelobt wurden die gute Erreichbarkeit des Stadtzentrums, die Möglichkeit, zügig voranzukommen, sowie das Radfahren durch Jung und Alt. Negativ bewertet wurden zu seltene Kontrollen von Falschparkern auf Radwegen, ein schlechtes Angebot von Leihfahrrädern sowie mangelhafte Mitnahmemöglichkeiten von Fahrrädern in öffentlichen Verkehrsmitteln. Im Vergleich zu ähnlich großen Orten wurde der Winterdienst auf Radwegen besonders gelobt, kritisiert wurde die auffallend hohe Zahl an Fahrraddiebstählen.
Ein Anliegen der Stadtplaner in Vechta ist die Trennung des Radverkehrs vom Kfz-Verkehr auch im Siedlungskern der Stadt in Verbindung mit der Möglichkeit, dass Fußgänger und Radfahrer von Schrankenschließungen in der Nähe des Bahnhofs verschont bleiben. Beiden Zwecken dient die am 25. Mai 2018 eingeweihte Brücke über die Gleisanlagen der Bahn am Bahnhof.
Im Oktober 2019 wurde die „Mobilitätsstation“ beim Bahnhof Vechta eröffnet, zu der ein zweistöckiges Fahrrad-Parkhaus gehört. Das Gebäude ist von der Nordwestbahn, von der Straße und von der Bahnhofsbrücke aus niveaugleich erreichbar. In ihm sind ferner ein Geschäft für Fahrradbedarf, eine Werkstatt sowie eine Waschanlage für Zweiräder untergebracht.

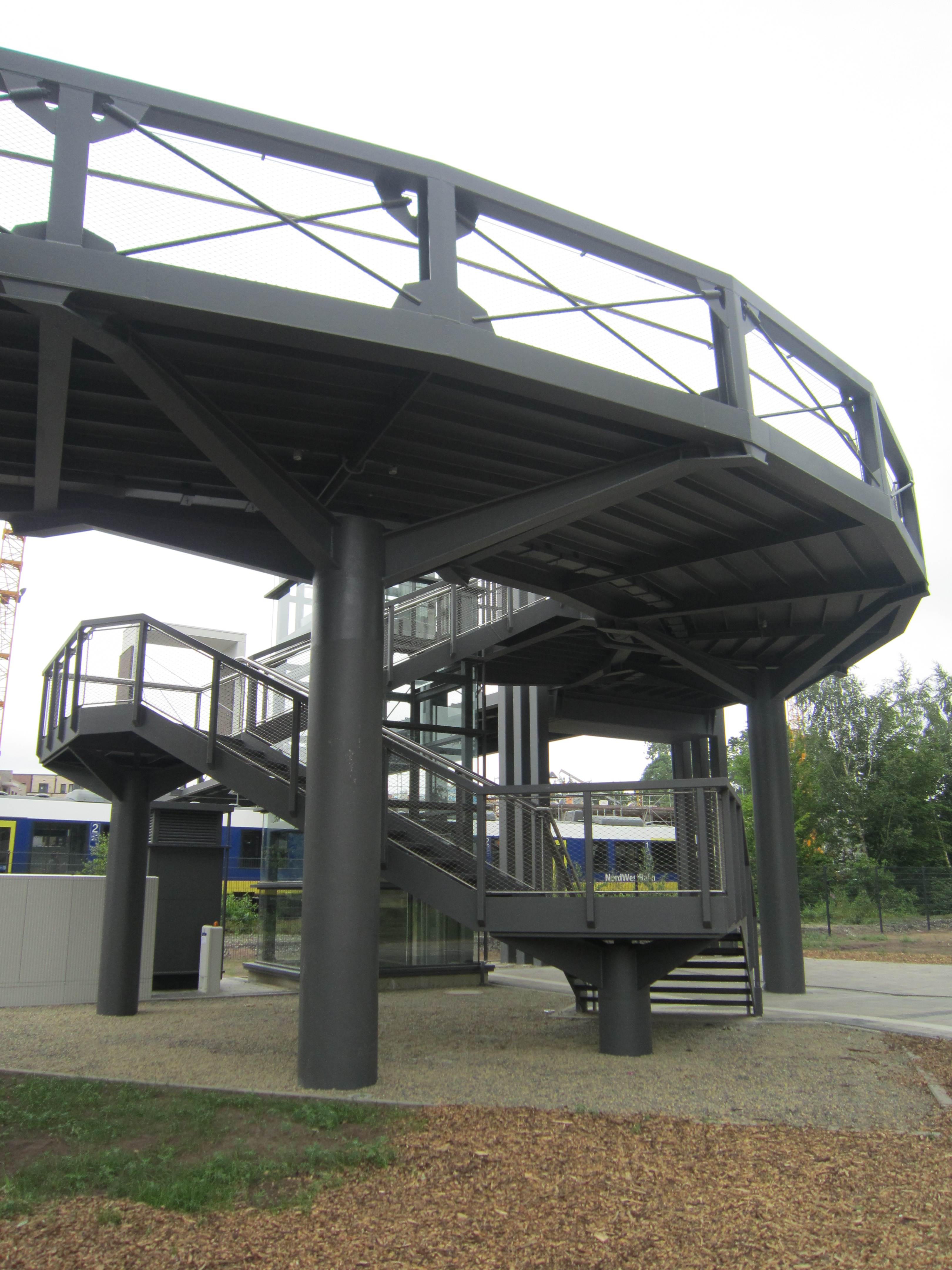
Brücke für Fußgänger, Radfahrer und Rollstuhlfahrer beim Bahnhof, aufgenommen vom Zitadellenpark
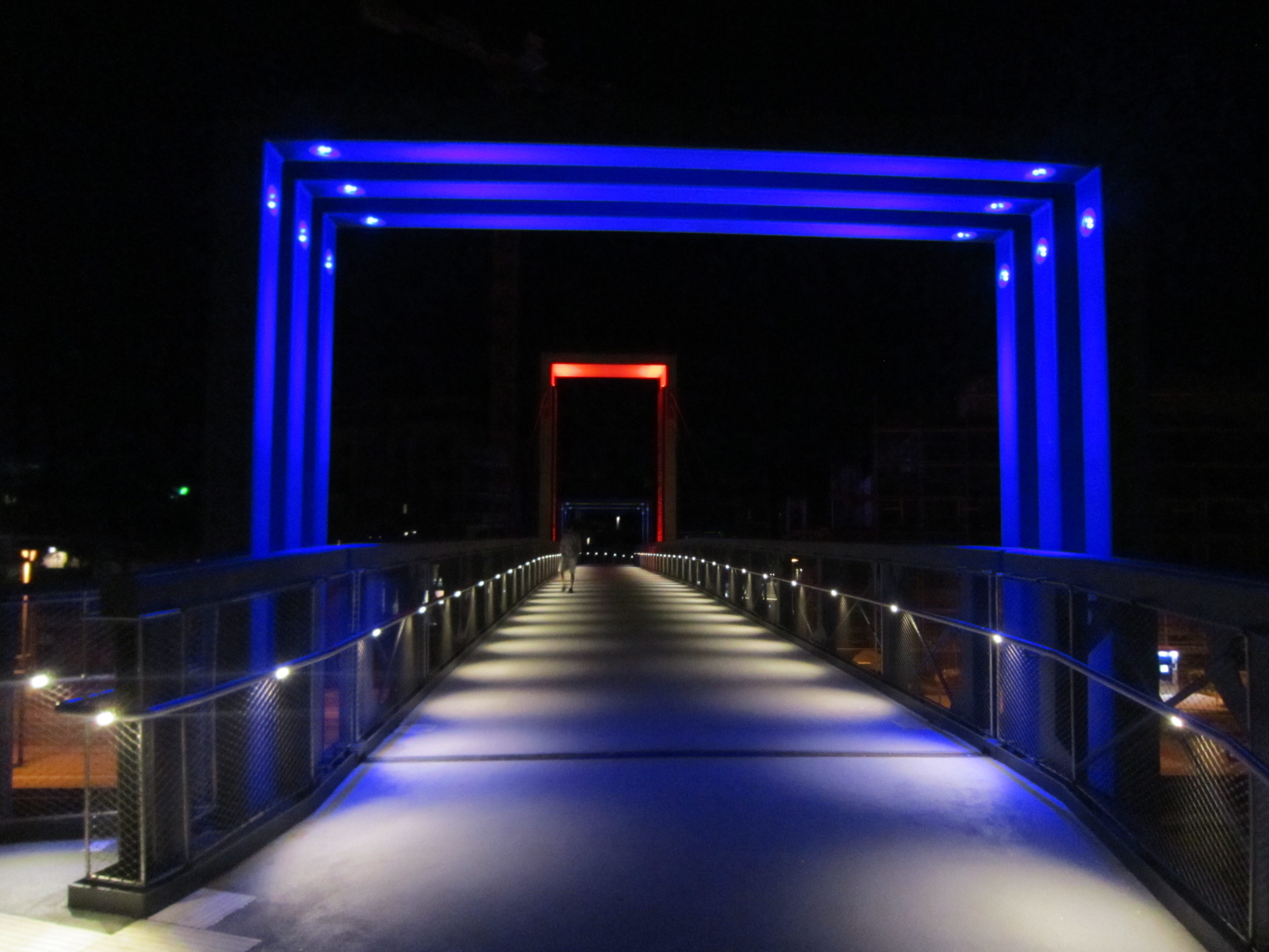
Ausgeleuchtete und illuminierte Brücke beim Bahnhof Vechta
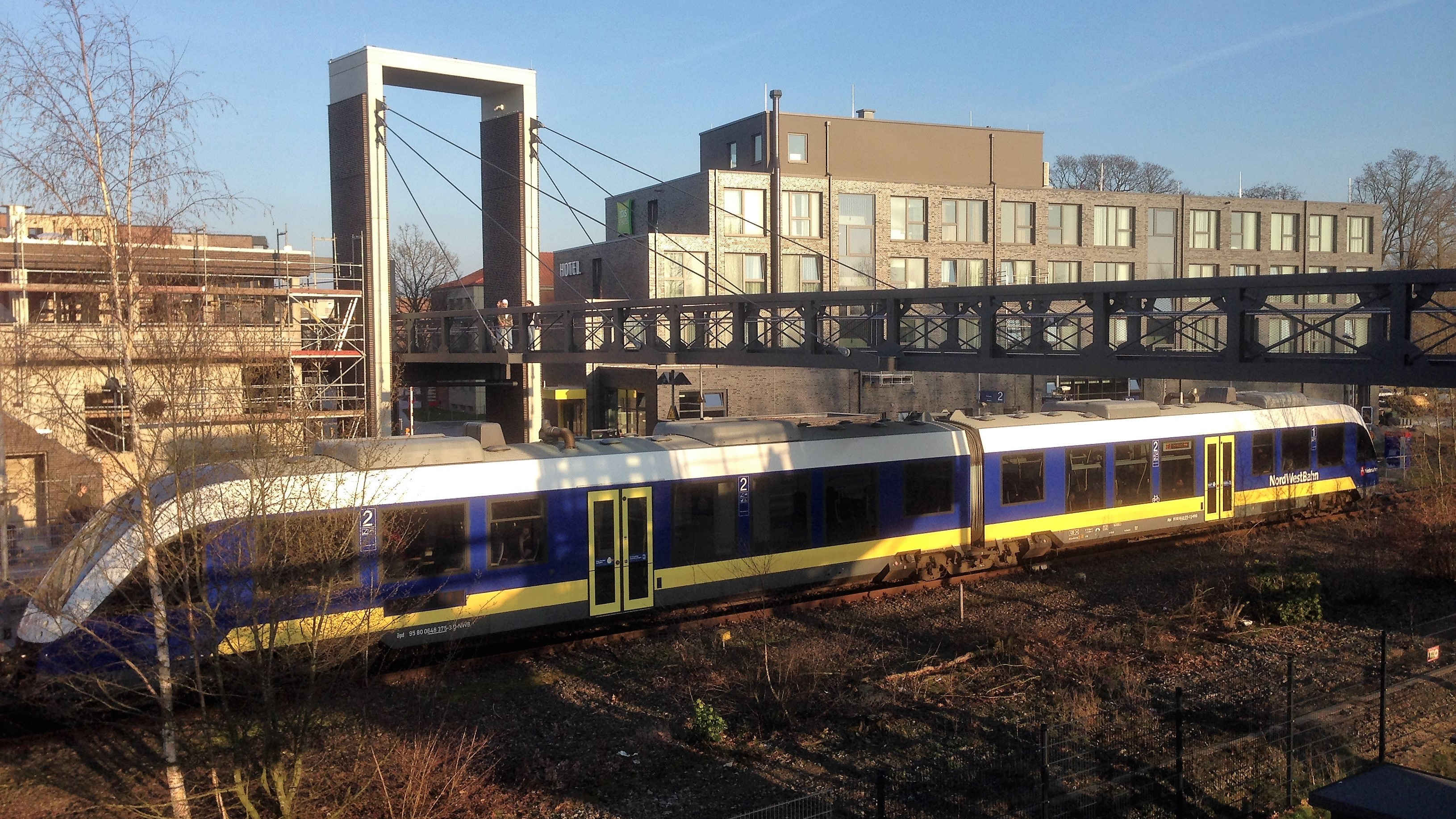
Im Bahnhof Vechta haltender Zug der Nordwestbahn
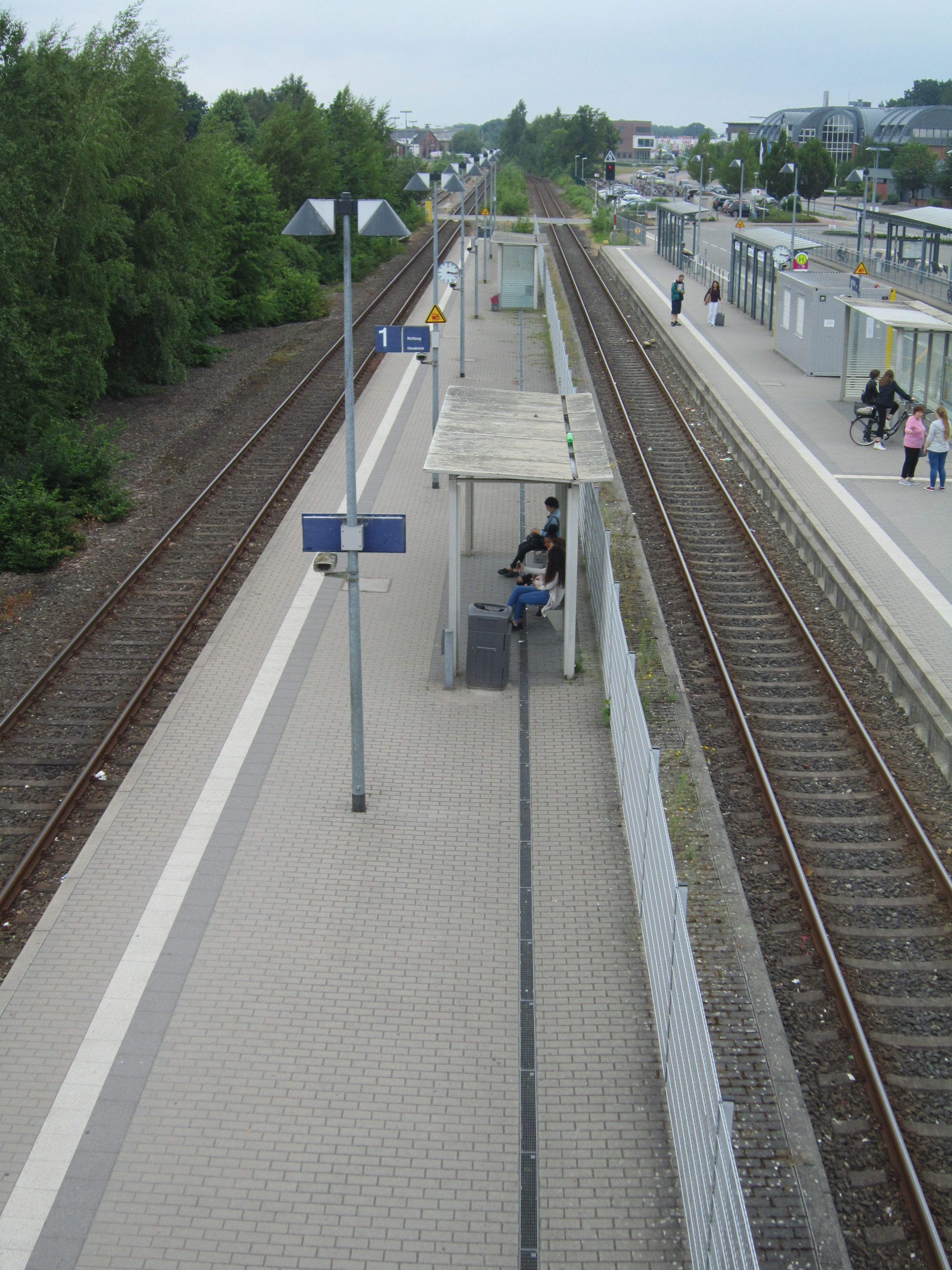
Blick Richtung Norden auf die Bahnsteige des Bahnhofs Vechta von der Bahnhofsbrücke
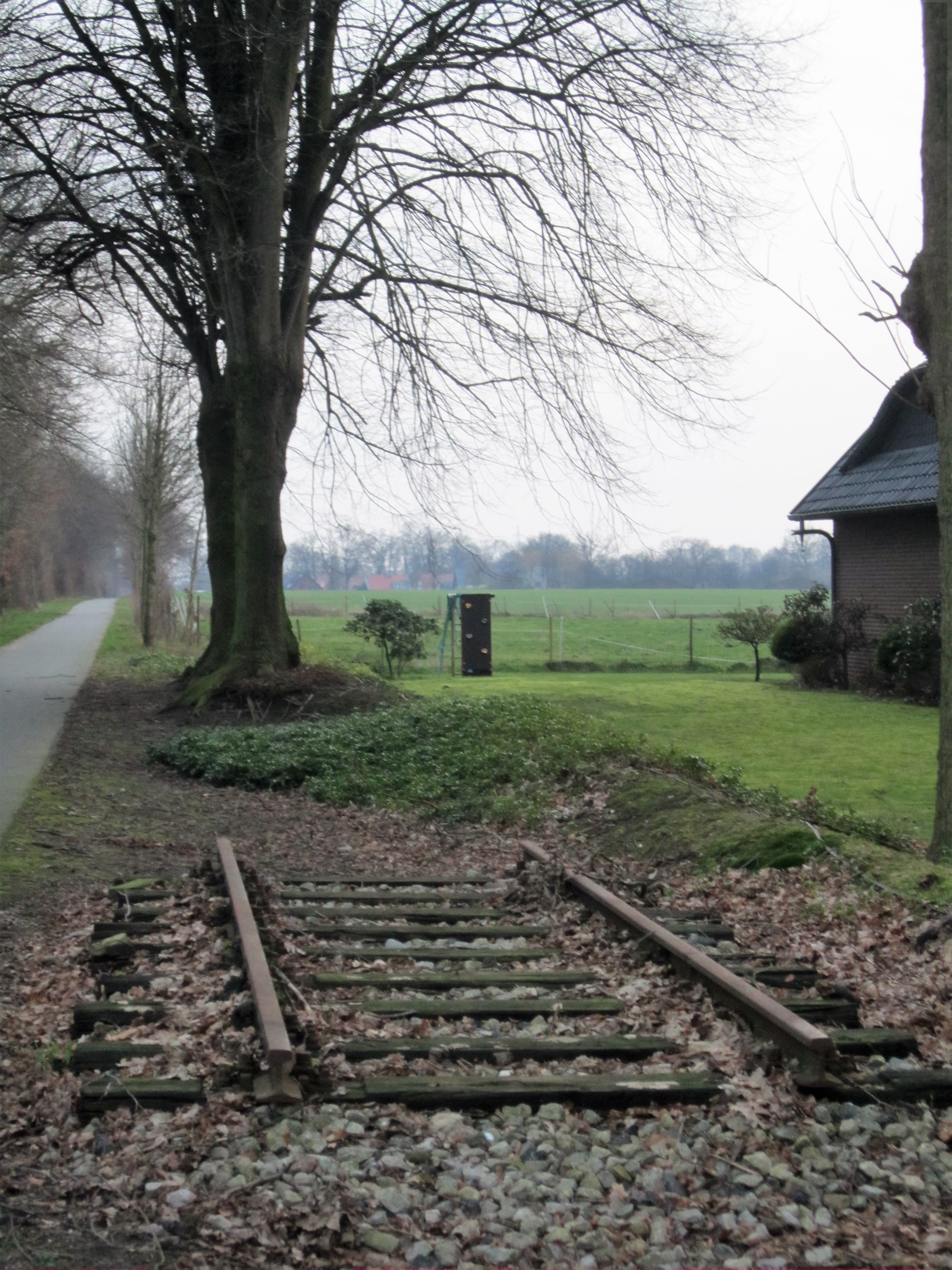
Erinnerung an die Bahnstrecke Ahlhorn–Vechta beim ehemaligen Bahnhof Calveslage

#### Bahnverkehr

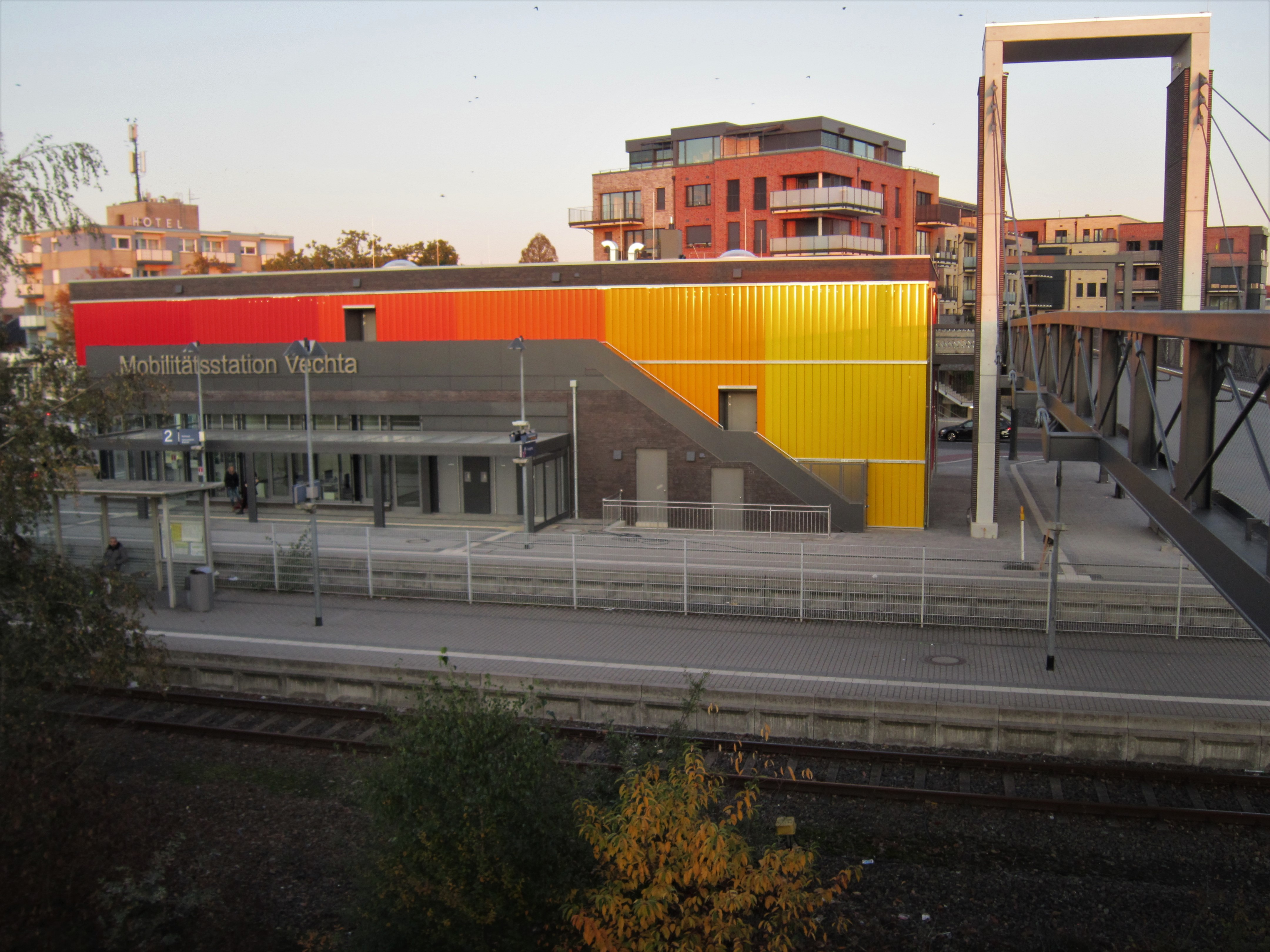
Blick auf das neu gestaltete Vechtaer Bahnhofsviertel

Den Bahnverkehr führt die Nordwestbahn durch. Sie hält an den beiden in der Stadt liegenden Stationen Vechta und Vechta-Stoppelmarkt (letztere nur während Großveranstaltungen) auf der Bahnstrecke Delmenhorst–Hesepe. Die Züge fahren von Vechta im Stundentakt als RB 58 nach Osnabrück und Bremen.
Die Gleise ins Industriegebiet Vechta-West und in den Stadtteil Langförden wurden nach Einstellung des Güterverkehrs im Jahre 2000 demontiert. Es gab früher von Vechta Bahnverbindungen nach Ahlhorn und nach Cloppenburg.

#### ÖPNV
Den Busverkehr in Kreis und Stadt Vechta stellt u. a. seit 2007 die Verkehrsgemeinschaft Landkreis Vechta (VGV) sicher, ein Verbund aus fünf Busunternehmen im Landkreis. Seit Gründung der VGV wurden viele Haltestellen erneuert bzw. komplett neu errichtet und ein einheitlicher Zonentarif eingeführt.
Im Innenstadtbereich liegen mehrere kleine Bushaltestellen sowie am Bahnhof Vechta der Zentrale Omnibusbahnhof (ZOB) und die zentrale Stadtbushaltestelle Burgstraße/Altes Finanzamt.
- Stadtbus Vechta – Der Stadtbus wurde am 1. Februar 2008 als Pilotprojekt gestartet. Betrieben wird das System, das aus mittlerweile vier Buslinien (bis Mai 2008 noch drei Linien) besteht, von dem zur VGV angehörigen Busunternehmen Wilmering aus Vechta. Im Juli 2012 wurde darüber entschieden, dass der Stadtbus weiterhin erhalten und von der Stadt weiter subventioniert wird. Der Stadtbus bedient im Stadtgebiet über 50 Haltestellen.
- Regionalbus Landkreis Vechta – Die VGV bedient mit den Regionalbussen knapp 200 Haltestellen im Landkreisen Vechta sowie den Nachbarkreisen Cloppenburg, Oldenburg und Osnabrück. Das Liniennetz besteht größtenteils aus vorher vorhandenen Schulbuslinien, die mit Gründung der VGV 2007 auf ÖPNV umgestellt wurden.
- Moobil+ – Seit dem 31. Oktober 2013 verkehren im gesamten Landkreis 14 Kleinbusse, die alle Kommunen miteinander verbinden. Das System ist bedarfsorientiert, d. h., es gibt feste Haltestellen und solche, die nur auf Bestellung per Telefon oder per Internet angefahren werden.[77]

#### Flugverkehr
Die nächstgelegenen internationalen Flughäfen sind Bremen (70 Kilometer) und Münster/Osnabrück (90 Kilometer). Zudem wird ein Verkehrslandeplatz in Damme betrieben.

### Ansässige Unternehmen und Einrichtungen
In Vechta befinden sich die Zentralen einiger international tätiger Großunternehmen. Neben dem Ziegelwerk Olfry, dessen Schornstein eines der höchsten Bauwerke Vechtas ist, hat auch der weltgrößte Stallausrüster Big Dutchman seinen Sitz im Stadtteil Calveslage. Der Baumaschinenhersteller Atlas, der Rohrhersteller Ostendorf Kunststoffe, das Kunststoffrecycling Unternehmen LKR|RECYCLATE sowie der Computer-Peripheriehändler Intenso operieren von Vechta aus. Zudem besitzen die veterinärpharmazeutische Arzneimittelfabrik bela-pharm, der Biogasanlagen-Produzent Envitec Biogas, der Mühlenbauer Wolking und das Torfwerk Gramoflor Standorte in Vechta.
Zudem befindet sich in Vechta die Zentrale der Privaten Krankenversicherung Alte Oldenburger.

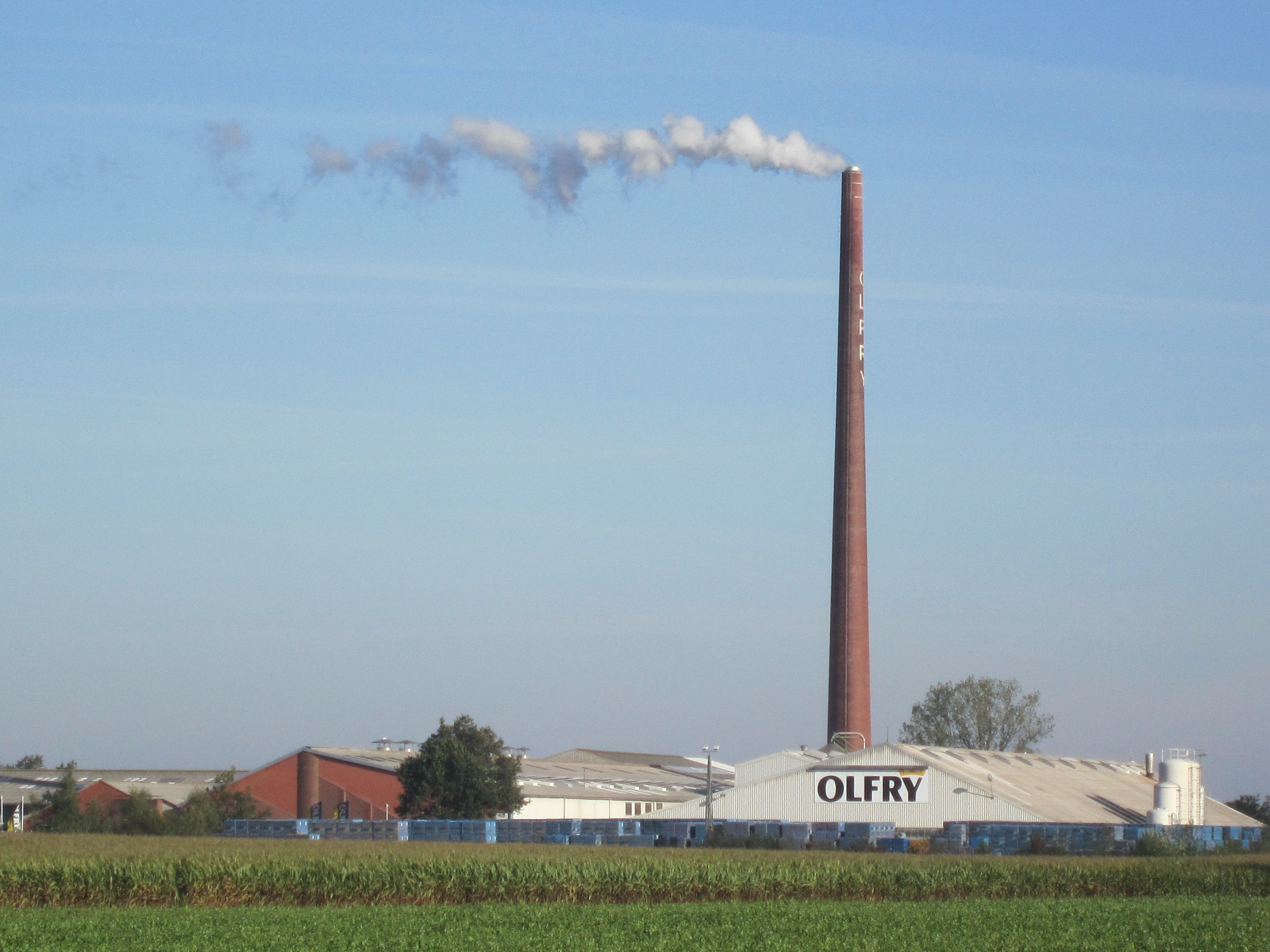
Ziegelwerk Olfry
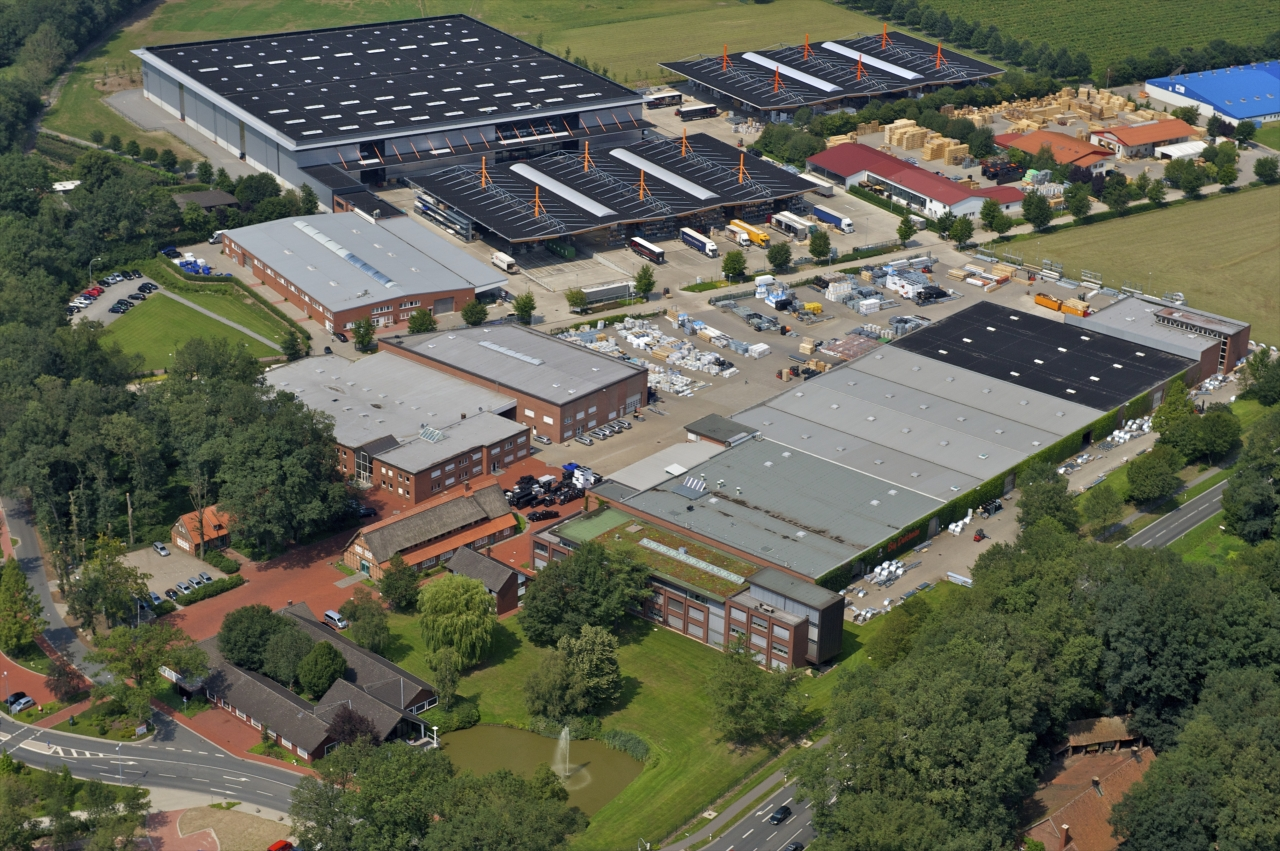
Big Dutchman
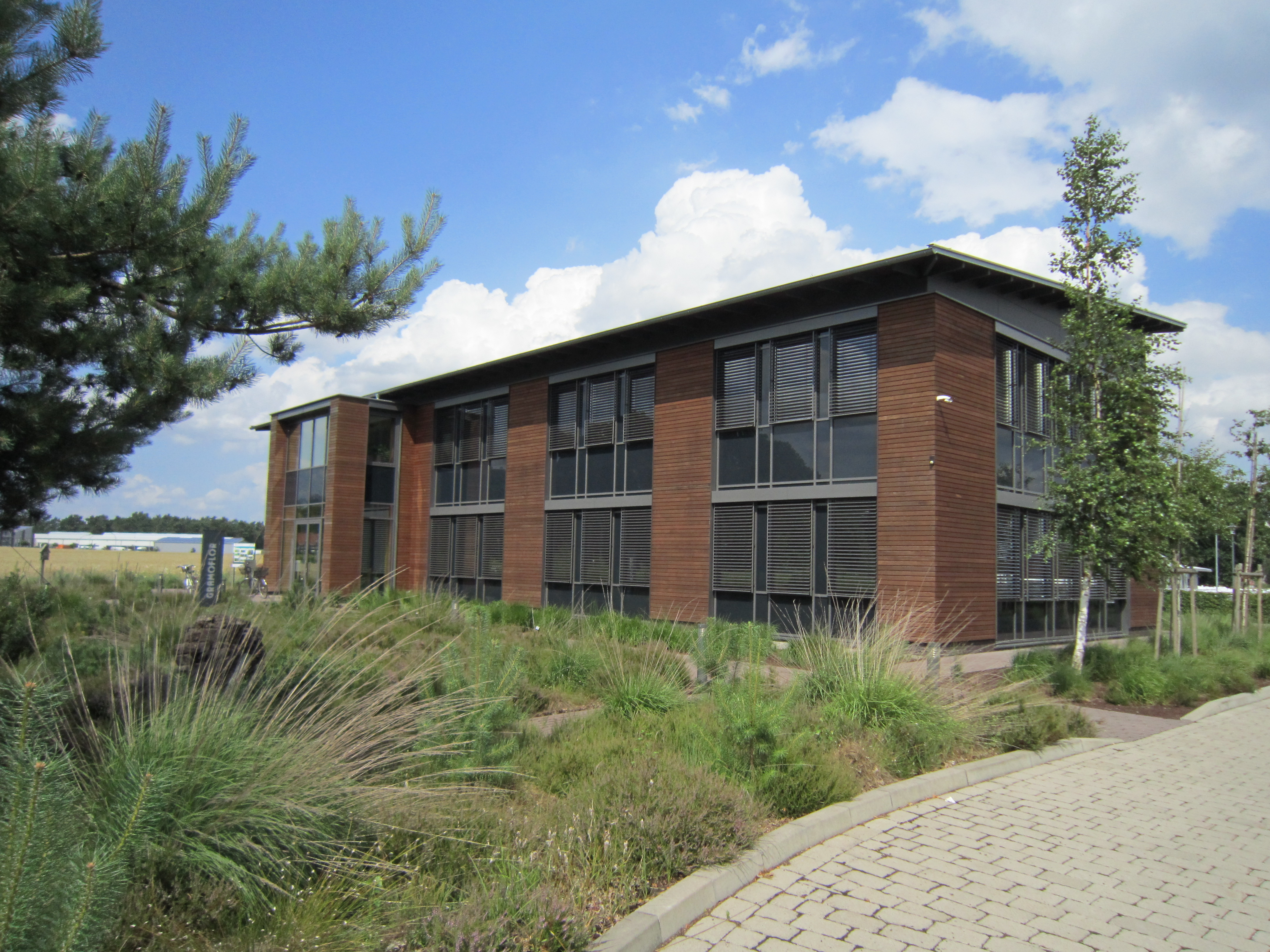
Gramoflor
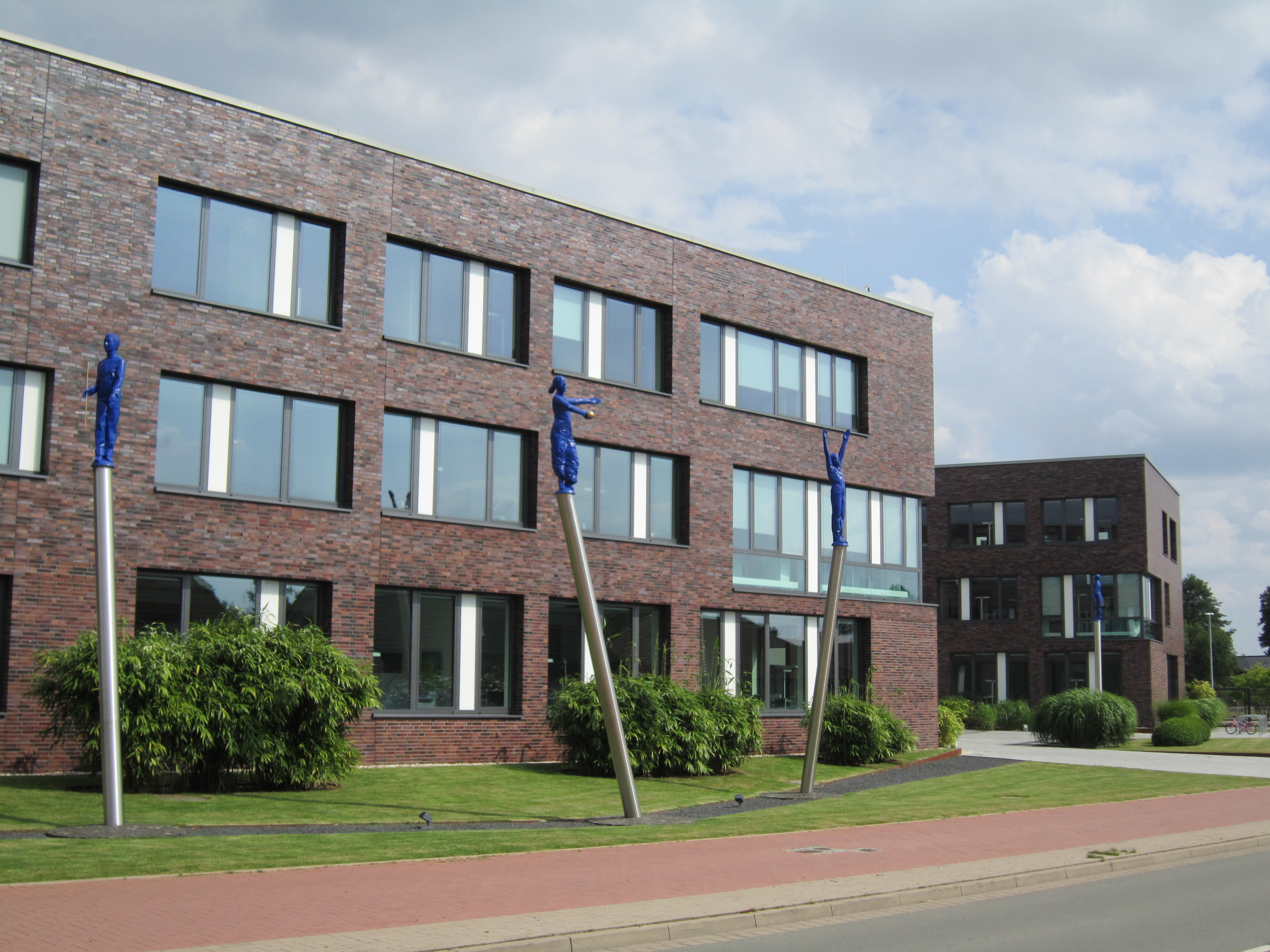
Alte Oldenburger Krankenversicherung
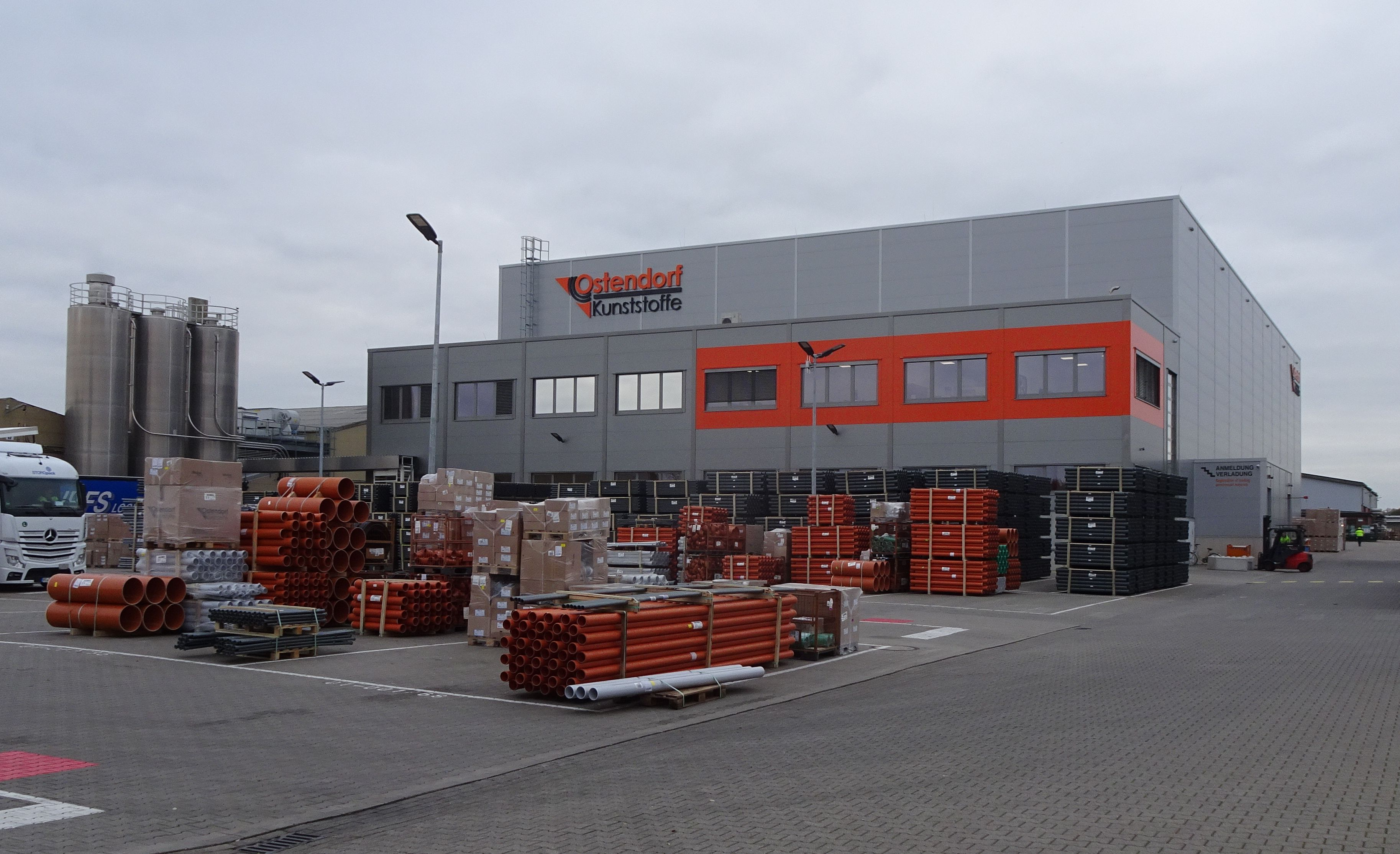
Ostendorf Kunststoffe
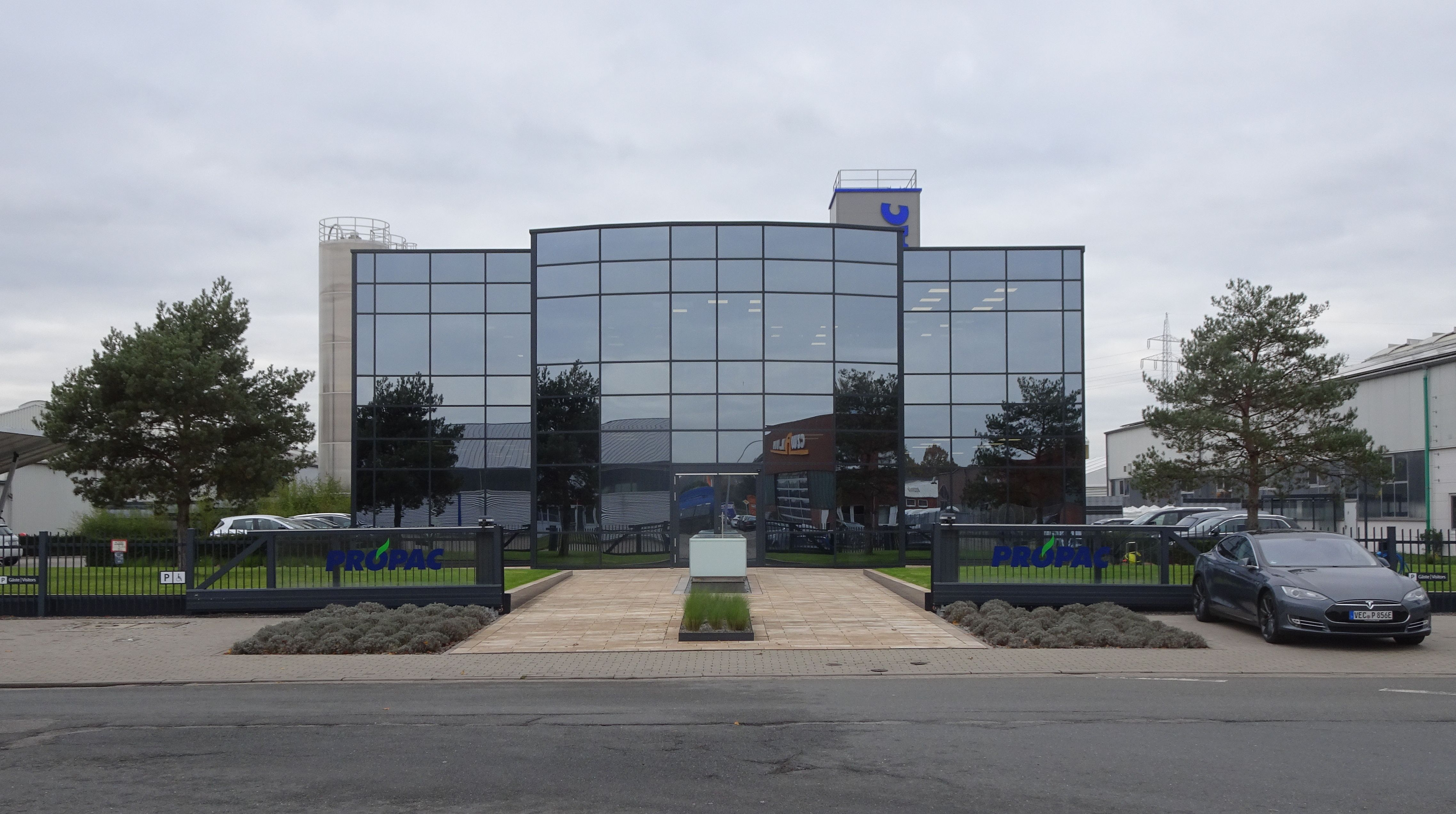
Pro-Pac Ostendorf Plastic Thermoformfolien und Verpackungen

### Öffentliche Einrichtungen

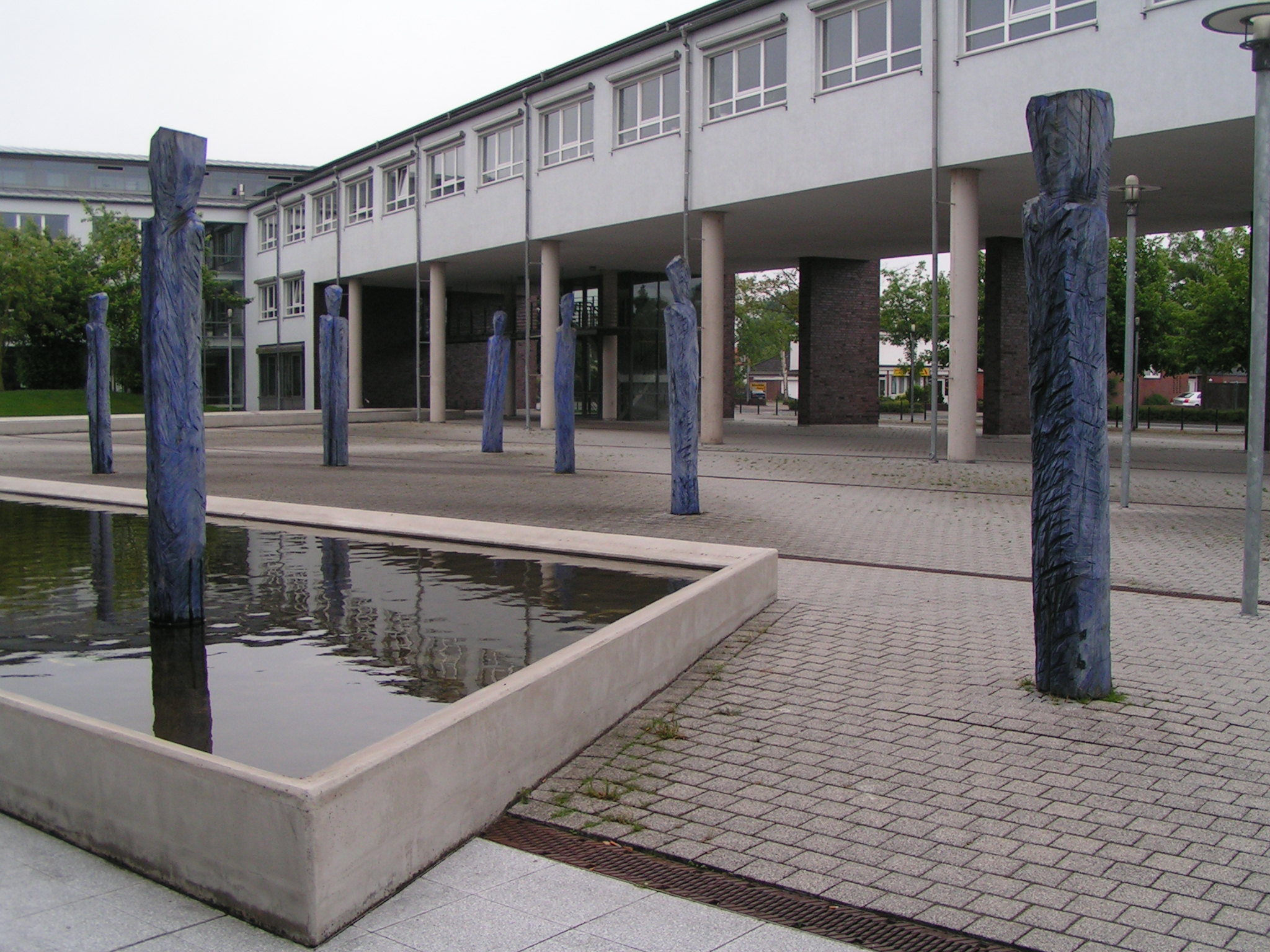
Kreishaus, Sitz des Landkreises Vechta

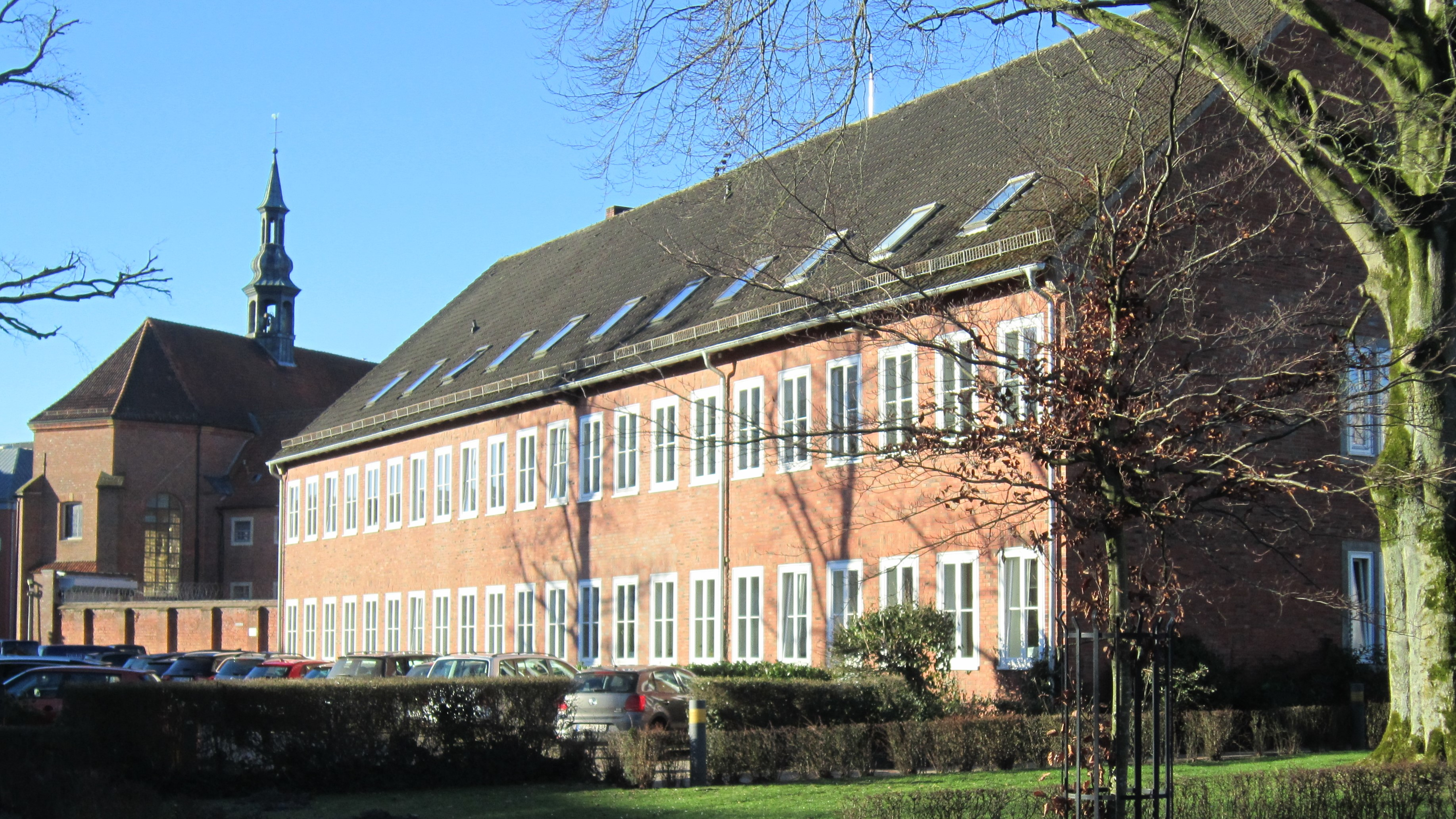
Amtsgericht Vechta

Vechta hat eine lange Tradition als Verwaltungsstandort und ist heute ein Behördenzentrum. Neben der Stadtverwaltung und der Kreisverwaltung des Landkreises Vechta sind in der Stadt noch eine ganze Reihe weiterer Behörden und sonstiger Körperschaften des öffentlichen Rechts wie das Polizeikommissariat Vechta, das Finanzamt Vechta, das Amtsgericht Vechta, die Agentur für Arbeit Vechta, das Katasteramt Vechta und die Deutsche Rentenversicherung Oldenburg-Bremen beheimatet.

#### Wasserwerk Vechta
Die Stadt Vechta ist mit Ausnahme der ehemaligen Gemeinde Langförden nicht an das Trinkwassernetz des OOWV angeschlossen, sondern betreibt ein eigenes Wasserwerk. Das Wasserwerk Vechta wurde 1954 in Betrieb genommen und versorgt heute etwa 28.000 Einwohner mit Trinkwasser. Zudem betreibt es 18 Ladestationen für Elektrofahrzeuge und zwei Parkhäuser für Autos, sowie das Fahrradparkhaus Mobilitätsstation im Stadtgebiet Vechta.

#### Abfallwirtschaftszentrum Landkreis Vechta
Bereits Anfang der 1970er Jahre betrieb die Stadt Vechta am heutigen Standort eine der früher üblichen „Müllkippen“, in die neben den Abfällen aus dem Stadtgebiet auch Abfälle aus dem Norden des Landkreises Vechta abgekippt wurden. Am 1. Januar 1975 übernahm der Landkreis Vechta die Zuständigkeit. Ab dem Zeitpunkt wurden auch die Abfälle aus Lohne und Dinklage dort abgelagert. Seit 1979 werden die gesamten Abfälle des Landkreises Vechta an diesem Standort entsorgt, nachdem die Deponie Neuenwalde bei Damme geschlossen worden war Mit der Fertigstellung eines neuen Deponiebereiches wurde der Betrieb auf der Altdeponie 1988 eingestellt. In Jahrzehnten angesammelter Müll wurde zu einem Müllberg aufgeschichtet und anschließend begrünt.
Heute wird das Gelände „Abfallwirtschaftszentrum Landkreis Vechta (AWZ)“ genannt. Unmittelbar vor dem Gelände des AWZ befindet sich das Verwaltungsgebäude der „Abfallwirtschaft Vechta (AWV)“. Zu den Entsorgungsanlagen gehören der Kleinmengenanlieferbereich, wo die Abfälle abgegeben und – sortiert nach verwertbaren Abfällen und zu beseitigendem Restabfall – in die entsprechenden Container eingefüllt werden können, sowie das Schadstofflager, die Grünabfallkompostierungsanlage, die Trockenfermentationsanlage, die Sickerwasserkläranlage und die neue Umschlagstation. Restmüll wird zur Müllverbrennungsanlage Bremen transportiert und dort verbrannt.
Zur AWV gehören auch zehn Wertstoffhöfe in den Städten und Gemeinden des Landkreises Vechta.

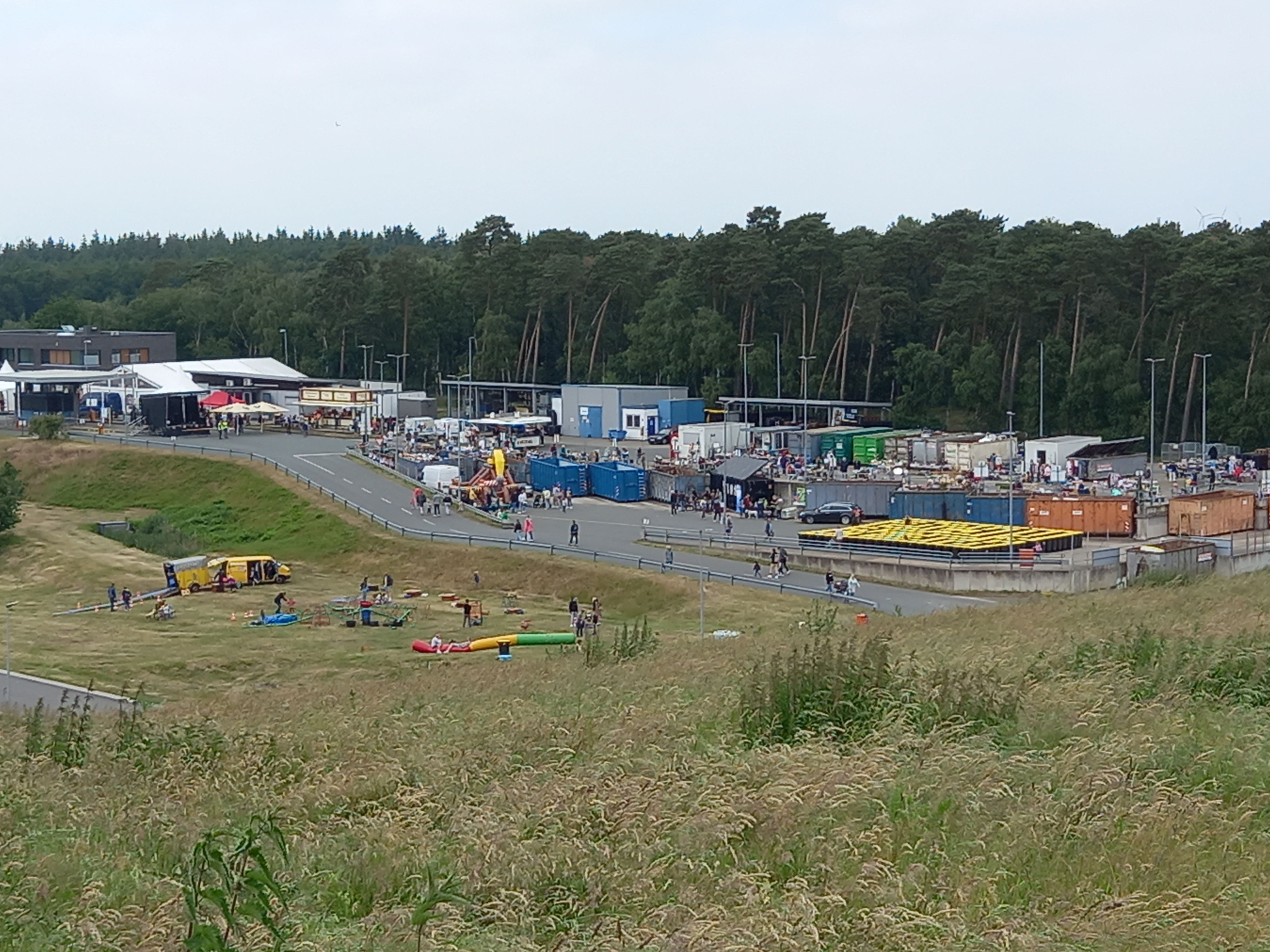
Blick vom Hang des Müllberges auf das Verwaltungsgebäude des AWV, den Einfahrtbereich und die Containerreihe des AWZ; davor Spielangebote des Sommerfestes 2024
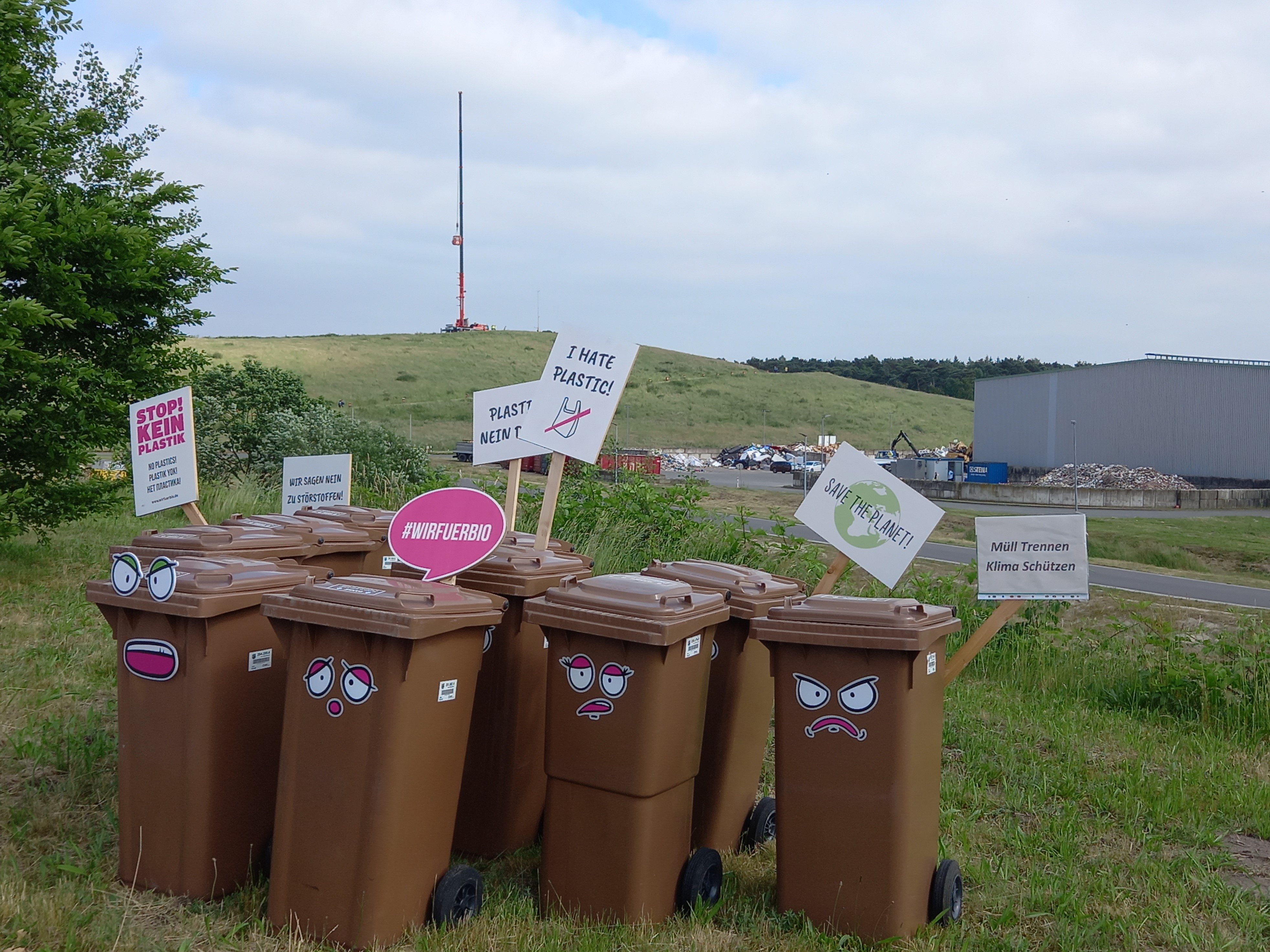
„Demonstrierende“ Biomülltonnen vor dem Schüttgutbereich und der Umschlagstation des AWZ sowie dem Müllberg mit einem „temporären Aussichtsturm“ während des Sommerfestes 2024
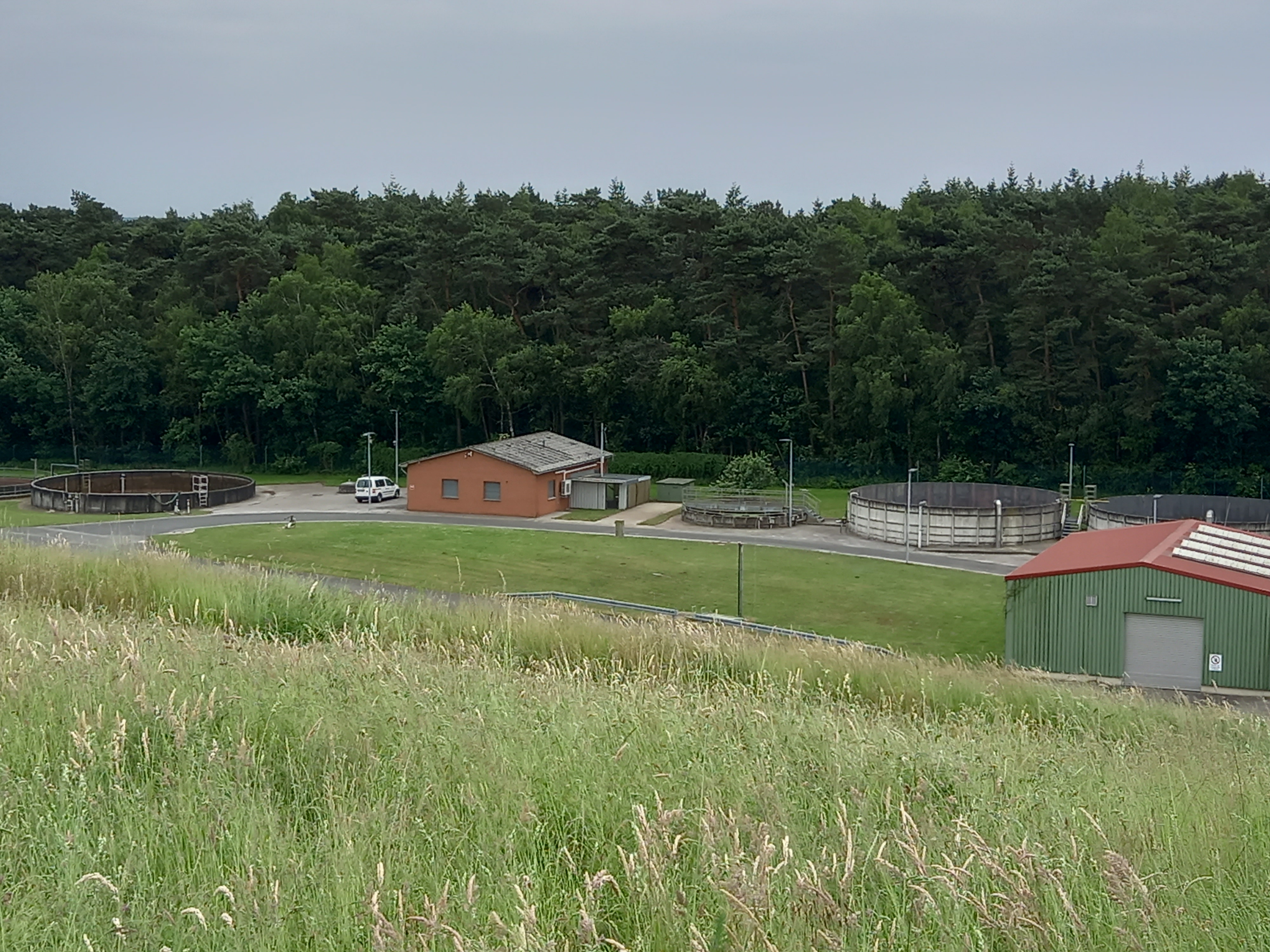
Sickerwasserkläranlage des AWV vor dem Brägeler Forst (auf dem Gebiet Lohnes gelegen); Blick vom Hang des Müllbergs

### Medien
In Vechta erscheint die Oldenburgische Volkszeitung. Die Tageszeitung ist der Marktführer im südlichen Oldenburger Münsterland. Vechta gehört außerdem zum Kernverbreitungsgebiet der Tageszeitung Nordwest-Zeitung (NWZ).
Im Ortsteil Langförden befindet sich der Geest-Verlag, ein kleiner Buchverlag, der Lyrik, Erzählungen, Sachbücher, Anthologien, Kinderbücher und Romane veröffentlicht. Pro Jahr erscheinen rund 15 Bücher in Kleinstauflagen, die ohne Autorenzuschüsse auskommen.

### Bildung
Als Kreisstadt des Landkreises Vechta verfügt die Stadt über ein umfangreiches Bildungsangebot, fast alle gängigen Schularten sind vertreten. Die Grundversorgung wird durch acht Grundschulen übernommen, die über das Stadtgebiet verteilt sind. Die Stadt verfügt über drei allgemeinbildende Gymnasien: Das Gymnasium Antonianum Vechta befindet sich in staatlicher Trägerschaft, zudem gibt es mit dem Kolleg St. Thomas der Dominikaner und der Liebfrauenschule Vechta noch zwei weitere private Gymnasien. Neben den Gymnasien gibt es zwei Oberschulen, die Geschwister-Scholl-Schule und die Ludgerus-Schule.
Die Kreishandwerkerschaft Vechta betreibt ein Berufsbildungszentrum. Ein Atelier mit integrierter Kunst- und Malschule ermöglicht eine künstlerische Ausbildung für Kinder, Jugendliche und Erwachsene.
In Vechta gibt es zwei berufsbildende Schulen. Die Justus-von-Liebig-Schule in Trägerschaft des Landkreises und die BBS Marienhain in Privater Trägerschaft.

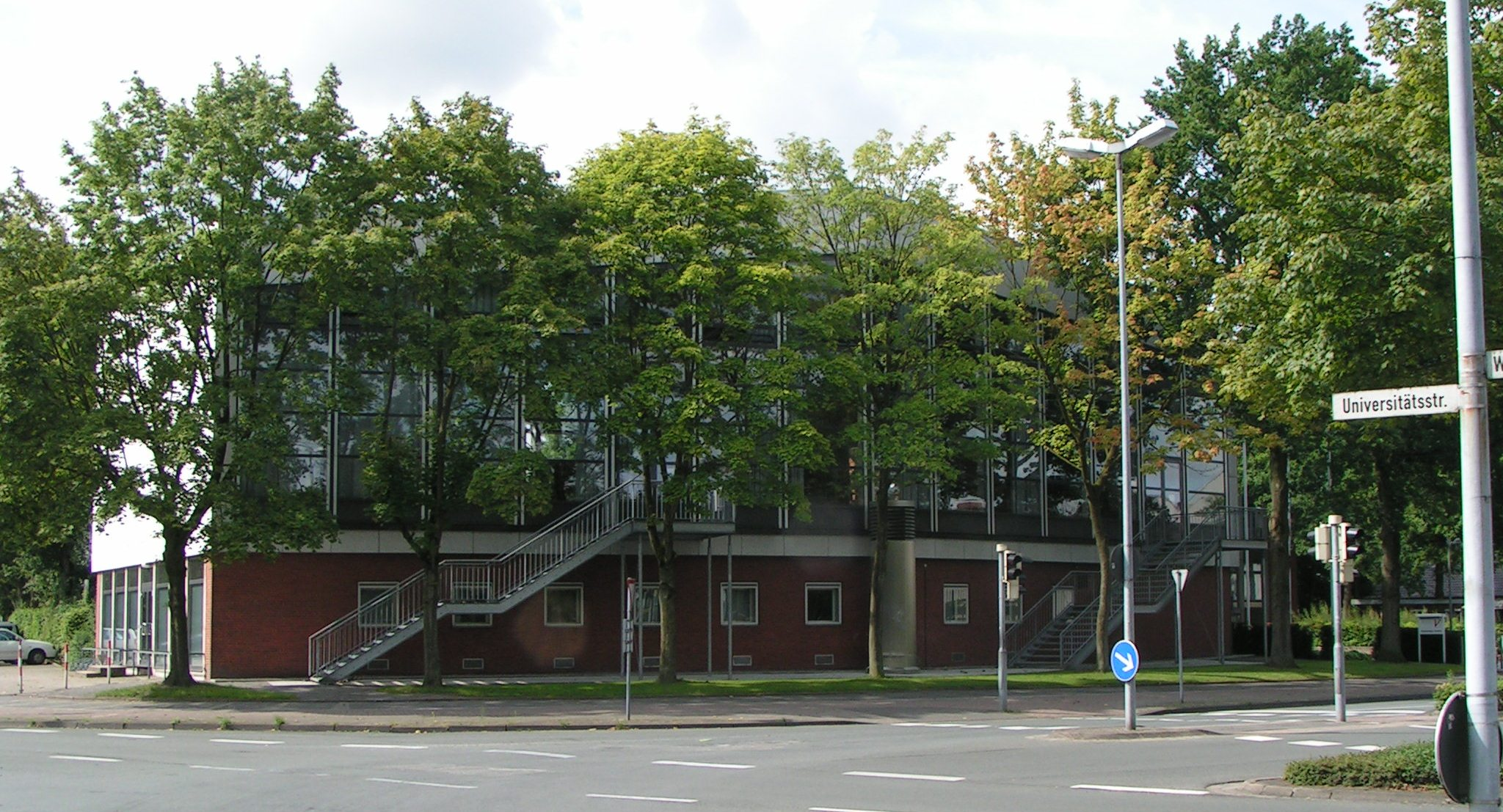
Hauptgebäude der Universität Vechta
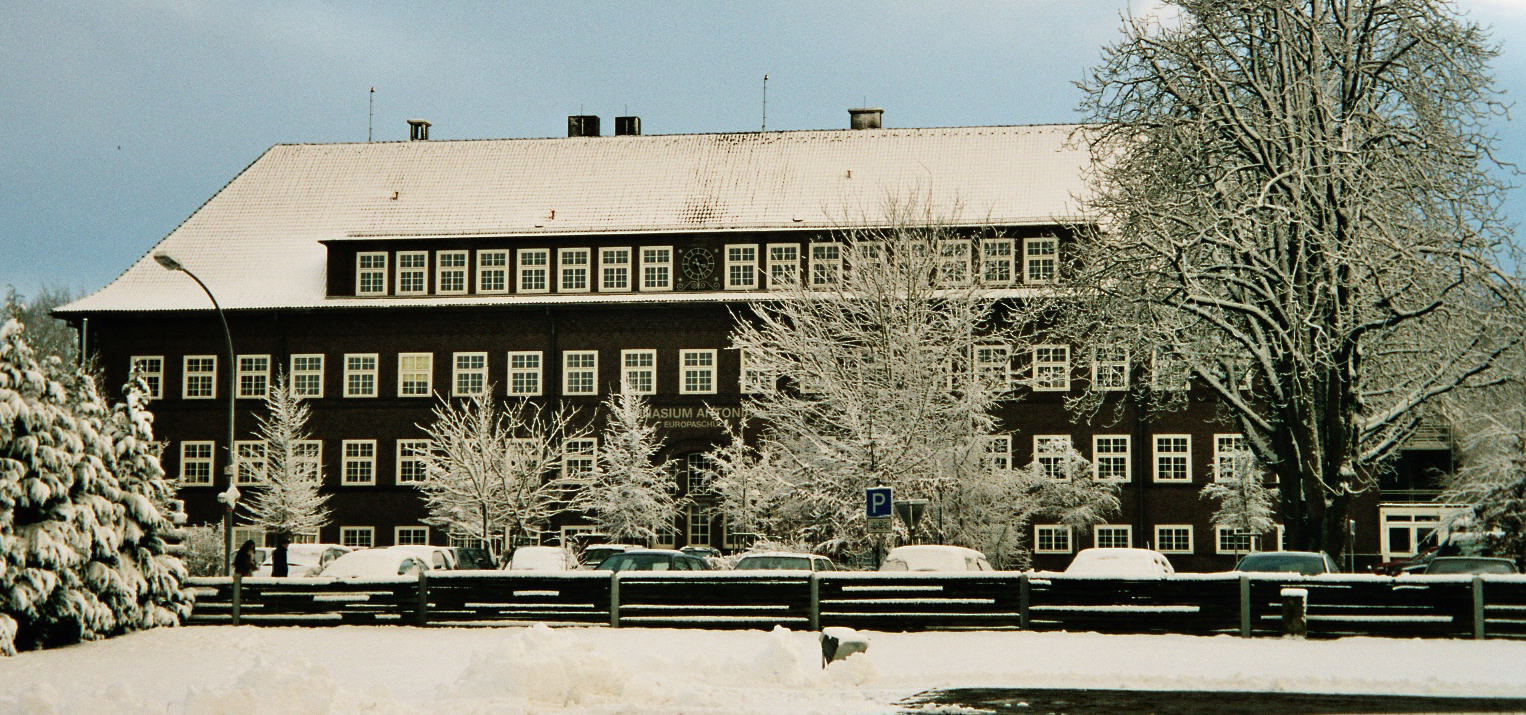
Zentralbau des Gymnasiums Antonianum
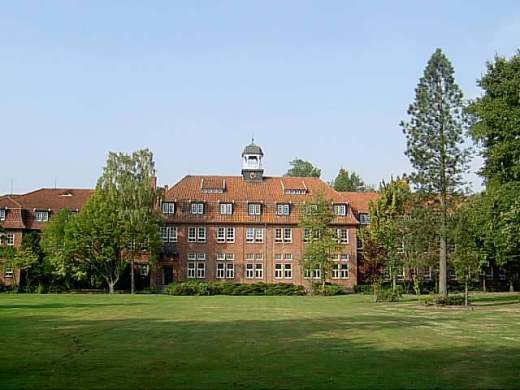
Altbau des Kollegs St. Thomas

### Hochschulen
Die Universität Vechta mit den Schwerpunkten Pädagogik, der Lehrerausbildung und sozialen Dienstleistungen (Soziale Arbeit, Gerontologie, Management Sozialer Dienstleistungen) wurde im Wintersemester 2020/2021 von etwa 4800 Studenten besucht. Weiterhin können sich junge Menschen an der Privaten Hochschule für Wirtschaft und Technik (PHWT) ausbilden lassen.

### Gesundheit
Das in katholischer Trägerschaft geführte Krankenhaus »St. Marienhospital« in Vechta wurde 1851 gegründet. Es war das erste Krankenhaus im Oldenburger Münsterland.

## Personen und Persönlichkeiten

### Ehrenbürger
- Hermann Jakob Dingelstad (1835–1911), Theologe und Bischof von Münster
- Maria Regina Kuhlmann (1931–2025), in Sambia tätige Ordensschwester vom heiligen Kreuz

### Söhne und Töchter
- Kaspar Andreas von Elmendorff (1658–1730, aus Füchtel), Domherr in Lübeck
- Maria Johanna von Aachen (1755–1845), Dichterin; gehörte dem Droste-Hülshoff-Freundeskreis an.
- Andreas Romberg (1767–1821), Violinvirtuose und Komponist
- Arnold Kitz (1807–1874), Jurist, Politiker
- Anton Stukenborg (1830–1890), römisch-katholischer Priester und Offizial in Vechta
- Franz Friedrich Ruhstrat (1859–1935), Jurist und Oldenburgischer Staatsminister
- Magnus von Wedderkop (1864–1929), Jurist
- Franz Fortmann (1877–1935), Politiker (Zentrumspartei)
- Emma Ritter (1878–1972), Malerin des Expressionismus
- Meinard Fortmann (1891–1945), Postbeamter, NS-Opfer
- Werner Scheer (1893–1976), Marineoffizier, zuletzt Konteradmiral im Zweiten Weltkrieg
- Nikolaus Laing (1921–2013), Physiker, Unternehmer und Erfinder
- Hans Lemp (1928–2014), Politiker (SPD)
- Jan Willem (1934–2019), Sänger, Entertainer und Moderator
- Albert Bocklage (1938–2023), Maler, Glasmaler und Bildhauer
- Hermann-Josef Kaiser (1938–2021), Musikpädagoge, Erziehungswissenschaftler und Hochschullehrer
- Ulrich Behne (1939–2023), Heimatforscher
- Franz Cromme (1939–2020), Jurist, Verwaltungsbeamter und Politiker (CDU)
- Rolf Dieter Brinkmann (1940–1975), Lyriker und Erzähler
- Gerd Brinkhus (* 1943), Germanist und Bibliothekar
- Gerhard Cromme (* 1943), Manager, Aufsichtsratsvorsitzender
- Martin Patzek (* 1944), Theologe und Priester
- André Büssing (1950–2003), Psychologe und Inhaber des Lehrstuhls für Psychologie der Technischen Universität München
- Barbara Schlag (* 1951), Bürgermeisterin der Stadt Norden (Ostfriesland)
- Ulrike Schumacher (1951–2003), Politikwissenschaftlerin
- Georg Wieghaus (* 1953), Hörspiel- und Kinderbuchautor
- Margret Nemann (* 1955), römisch-katholische Theologin
- Birgitta Rühmer (* 1959), ehemalige Volleyballnationalspielerin
- Ulrike Schrader (* 1960), Literaturwissenschaftlerin
- Bernhard Tönnies (* 1960), Historiker, Bibliothekar und Handschriftenforscher
- Marita Hüninghake (* 1966), ehemalige Volleyballnationalspielerin
- Ansgar Brinkmann (* 1969), ehemaliger Fußballprofi
- Burkhard Wilking (* 1970), Mathematiker
- Michael Timme (* 1971), Jurist und Hochschullehrer
- Stephanie Schneider (* 1972), Kinderbuchautorin
- Martin Welzel (* 1972), Musiker, Hauptorganist der Stadtkirche St. Nikolaus, Wil (Schweiz)
- Neidhard Varnhorn (* 1972), Politiker
- Stefanie Middendorf (* 1973), Historikerin
- Katja Suding (* 1975), Politikerin (FDP)
- Britta Kellermann (* 1979), Politikerin (Bündnis 90/Die Grünen)
- Christian Brandes (* 1981), Autor und Blogger
- Stefan Schwarzer (* 1981), Chemiker und Hochschullehrer
- Marcel Scharrelmann (* 1982), Politiker
- Sara Wortmann (* 1983), Theaterschauspielerin
- Alexander Bartz (* 1984), Politiker (SPD)
- Michael Gudenkauf (* 1984), Jazzmusiker
- Benjamin Kuntz (* 1985), Medizinhistoriker, Gesundheitsforscher und Autor
- Anika Brinkmann (* 1986), Volleyballspielerin
- Erec Brehmer (* 1987), Filmregisseur, Drehbuchautor, Filmeditor und Produzent
- Alparslan Erdem (* 1988), Fußballspieler
- Simon Engelmann (* 1989), Fußballspieler
- Tim Rasch (* 1998), Schauspieler
- Louis Lord (* 2003), Fußballtorhüter
- Peter Remmert (* 2005), Fußballspieler

### Persönlichkeiten, die in dieser Stadt gewirkt haben und wirken
- Lambert Sprengepiel († um 1658/1664), Rittmeister im Dreißigjährigen Krieg und Sagengestalt in Vechta
- Johann Heinrich König (1705–1784), Holzbildhauer, schuf den Hochaltar der Propsteikirche St. Georg in Vechta
- Heinrich von Droste zu Hülshoff (1827–1887), Landrat von Münster, u. a. Besitzer der Burg Hülshoff, verheiratet mit Cäcilie Freiin von Elmendorff, Besitzerin von Füchtel und Welpe
- Franz Joseph Herold (1787–1862), erster Bischöflicher Offizial
- Clemens August Kardinal Graf von Galen (1878–1946), Bischof von Münster und Kardinal, legte sein Abitur am Gymnasium Antonianum ab
- Titus Maria Horten (1882–1936), Dominikaner in Vechta
- Thaddäus Maria Roth (1898–1952), Dominikaner in Vechta, Künstler und Kunstlehrer
- Felix Oberborbeck (1900–1975), Chorleiter, Dirigent, Musikpädagoge (NSDAP-Mitglied seit 1. Mai 1933).[89] Von 1949 bis 1962 an der Pädagogischen Hochschule Vechta
- Anton Cromme (1901–1953), Bürgermeister, Apotheker und Politiker (CDU)
- J. Hermann Siemer (1902–1996), Politiker; lebte in Spreda, starb in Vechta
- Fritz Kurt Fiebich (1921–2020), Politiker; Kaufmann in Vechta
- Max Georg Freiherr von Twickel (1926–2013), 1970–2001 Bischöflicher Offizial
- Ralph Sauer (* 1928), katholischer Theologe, emeritierter Professor an der Hochschule Vechta, lebt in Vechta
- Friedrich Janssen (* 1935), Priester, Theologe, Professor an der Hochschule Vechta
- Harald zur Hausen (1936–2023), Nobelpreisträger, legte sein Abitur am Gymnasium Antonianum ab
- Robert Hepp (* 1938), Soziologe, lehrte an der Hochschule Vechta
- Werner Münch (* 1940), Hochschullehrer, 1991–1993 Ministerpräsident von Sachsen-Anhalt, vorher Rektor der Fachhochschule Vechta
- Hans-Peter Mayer (* 1944), Hochschullehrer, ehemaliger Rektor der Fachhochschule Vechta, von 1999 bis 2014 Mitglied des Europäischen Parlaments
- Paul Schockemöhle (* 1945), Springreiter und Unternehmer
- Uwe Bartels (* 1946), 1998–2003 niedersächsischer Landwirtschaftsminister; von 2005 bis 2011 Bürgermeister von Vechta
- Heinrich Timmerevers (* 1952), 2001–2016 Bischöflicher Offizial, seit 2016 Bischof von Dresden-Meißen
- Hans Höffmann (* 1953), (Jugend-)Reiseveranstalter
- Lisa F. Oesterheld (* 1957), Pastoralreferentin im Bischöfl. M. Offizialat 2007–2023, Autorin
- Willi Rolfes (* 1964), Sozialpädagoge und Fotograf; wohnt in Vechta und war dort langjährig im Offizialat tätig
- Gundis Zámbó (* 1966), Fernsehmoderatorin, Schauspielerin und Model; aufgewachsen in Vechta
- Kristian Kater (* 1983), Bürgermeister seit 2019
- Erik Pfeifer (* 1987), Boxer und Olympiateilnehmer 2012
- Mauritz Eilmann (1763–1809), Franziskanerpater und Mathematiker, lebte ab 1789 in Vechta, entwickelte neue Verfahren zur Berechnung dekadischer Logarithmen (s. Literaturhinweis Peter Haertel)